# 2024년
2024년은 월요일로 시작하는 윤년이다.

## 사건

### 1월
- 1월 1일
  - 미승인국인 아르차흐 공화국이 공식적으로 해체되면서 나고르노카라바흐의 주권이 아제르바이잔으로 완전히 넘어갔다.
  - 대한민국의 최저임금이 9620원에서 9860원으로 인상되었다.[1]
  - TBS에 대한 서울특별시의 예산 지원이 중단되었다.[2]
  - 사우디아라비아, 아랍에미리트, 이란, 이집트, 에티오피아가 브릭스(BRICS)에 가입하였다.[3]
  - 노토반도 대지진이 발생하여 200명 이상이 사망했다.
  - 보호직 공무원 필기시험 과목 중 형사소송법개론이 형사정책개론으로 변경되었다.
  - 7급 이상 국가공무원 시험 응시 연령이 20세에서 18세로 하향되었다.
  - 전산직 공무원의 응시자격이 폐지되어 관련 자격증 취득이 가산점으로 전환되었다.
- 1월 2일
  - 더불어민주당 이재명 대표가 부산 강서구 대항동 가덕도 신공항 부지 방문 후 차량으로 이동하는 과정에서 괴한에게 피습당하는 사건이 발생하였다.
  - ● 서울 지하철 9호선 국회의사당역에서 스프레이 낙서가 발견되는 사건이 발생됐다.[4]
  - 도쿄 국제공항 지상 충돌 사고: 일본 도쿄도 도쿄 국제공항에서 일본항공 516편이 일본 해상보안청 수송기와 충돌, 화재사고가 발생하였다.
  - 에티오피아가 소말릴란드의 항구와 해안에 대한 접근권을 대가로 소말릴란드의 독립을 공식적으로 승인했다.[5]
- 1월 3일
  - 넥슨의 메이플스토리가 대한민국 공정거래위원회로 부터 과징금 116억 4200만원을 부과받았다.[6]
  - 일본 야마노테선의 아키하바라역에서 칼부림이 일어나 남성 4명이 부상을 입는 사건이 발생했다.[7]
  - 이란 이슬람 혁명 수비대 쿠드스군 사령관 솔레이마니 4주기 추모식에서 폭탄 테러가 발생하여 84명이 사망하고 284명이 부상을 입었다.
  - 충북 청주시의 오리온 공장에서 만든 카스타드에서 황색포도상구균이 검출되었다.[8]
- 1월 4일
  - 미국 아이오와주의 페리 고등학교에서 총기난사 사건이 발생해 3명이 숨지고 6명이 부상당했다.[9]
  - 라오스의 왕위앙에서 한국인이 버기카를 타던 도중 사망했다.[10]
- 1월 5일
  - 북한이 북방한계선 일대 영역에 오전 9시부터 11시까지 포탄 350여발 이상 포격하는 사건이 발생했다.[11]
  - 고양시와 양주시의 다방에서 연쇄살인 사건이 발생했다.[12]
  - 중화인민공화국의 최대 민영 자산 관리 회사인 중즈그룹이 약 47조원의 채무를 감당하지 못하고 파산을 신청했다.[13]
- 1월 6일
  - 전라남도 여수시 거문도 남쪽 49km 해역에서 규모 2.4, 진도 I의 지진이 발생했다.[14]
  - 미국 오리건주 포틀랜드에서 이륙중이던 알래스카 항공 1282편 기체의 벽이 떨어져 나가서 이륙 20분만에 회항했다.[15]
  - 서울 올림픽대교에서 가슴 부위가 흉기로 훼손된 시신이 발견되었다.[16]
  - 김대중 전 대통령 탄생 100주년을 맞았다.[17]
- 1월 7일 - 2024년 방글라데시 의회 선거가 실시되었다.[18]
- 1월 8일 - 최초의 민간 달 착륙선인 페레그린이 발사되었다.[19]
- 1월 9일
  - 한국판 NASA 라고 불리는 대한민국 우주항공청의 설치 및 운영에 관한 특별법이 여야 합의로 국회 본회의에서 통과되었다.[20]
  - 개식용 방지법이라 불리는 개의 식용 목적의 사육·도살 및 유통 등 종식에 관한 특별법이 국회 본회의에서 통과되었다.
  - 일본 니가타현에서 규모 6.0의 지진이 발생했다.
  - 태안 일가족 사망 사건이 발생했다.[21]
- 1월 10일
  - 비트코인 상장지수 펀드가 나스닥에서 첫 거래되었다.
  - 이원욱·김종민·조응천이 더불어민주당을 탈당했다.
  - 파푸아뉴기니 포트모르즈비와 라에에서 폭동이 발생했다.
- 1월 11일
  - 이낙연이 더불어민주당을 탈당했다.
  - 대법원은 자녀의 가방에 녹음기를 설치하고 녹음된 내용에 교사의 학대 사실이 확인된다고 하더라도 증거로 인정될 수 없다는 판결을 내렸다.
- 1월 12일
  - 2024년 예멘 미사일 공습: 미국이 후티의 미사일 기지에 미사일 폭격을 가했다.
  - 유럽연합에서 대한항공과 아시아나항공 합병 조건부로 승인되었다.
- 1월 13일 - 중화민국 제16대 총통을 뽑는 선거와 입법위원 선거가 동시에 치러졌다. 라이칭더 후보가 새 총통에 당선되었다.
- 1월 14일
  - 덴마크의 마르그레테 2세 여왕이 즉위 52주년을 맞아 퇴위하고 프레데리크 10세 국왕이 즉위하였다.
  - 북한이 탄도 미사일을 발사해 도발했다.
- 1월 15일 - 김정은 조선민주주의인민공화국 국무위원장이 최고인민회의에서 가진 연설을 통해 조국평화통일위원회를 폐지하고 대한민국을 조선민주주의인민공화국의 제1적대국, 불변의 주적으로 규정했다.
- 1월 20일
  - 대한민국의 제3지대 보수정당인 개혁신당이 공식으로 창당했다.
  - 일본의 'SLIM'이 달 착륙에 성공하면서 세계에서 5번째로 달착륙에 성공한 국가가 되었다.[22]
- 1월 22일
  - 충청남도 서천군 서천특화시장에서 화재가 발생했다.
  - 2021년에 WHO가 승인한 말라리아 백신을 카메룬에서 본격적으로 접종하기 시작했다.[23]
- 1월 25일
  - 2024년 텍사스 위기가 발생하였다.
  - 국민의힘 배현진이 괴한에게 피습당하는 사건이 발생하였다.
- 1월 27일 - 중대재해처벌법이 50인 미만 사업장으로 확대 시행되었다.
- 1월 28일
  - 일본 도쿄도에서 규모 4.8의 지진이 발생하였다.
  - 브라질 미나스제라이스주 이타페바에서 파이퍼의 항공기 PA-46이 추락하는 사고가 발생해 탑승자 7명 전원이 사망했다.
- 1월 30일 - 말레이시아 조호르주의 이브라힘 이스칸다르(Ibrahim Iskandar of Johor)가 양 디페르투안 아공(말레이시아 국왕, 임기 5년)에 즉위하였다.
- 1월 31일
  - 말레이시아 조호르주의 군주인 이브라힘 이스칸다르가 양 디페르투안 아공에 즉위하였다.
  - 신림역 흉기 난동 사건의 피의자 조선이 1심에서 종신형을 선고받았다.
  - 문경시의 육가공공장에서 화재가 발생하여 소방관 2명이 순직하였다.[24]

### 2월
- 2월 1일 - 이토 준야가 성추행으로 일본 축구 국가대표팀에서 소집해제되었다.
- 2월 8일 - 러일 전쟁 발발 120주년.
- 2월 9일 설날
  - 영아살해죄, 영아유기죄가 폐지되고 사형의 집행시효가 폐지되었다.
  - 개혁신당이 새로운미래, 새로운선택, 원칙과 상식과의 합당을 발표했다. 당명은 개혁신당으로 유지하되 이낙연이 공동대표 및 총괄선대위원장 직위를 맡게 된다. 이로써 제3지대 정당은 개혁신당으로 통합되었다.
- 2월 10일
  - 노바크 커털린 헝가리 대통령이 사임했다.
  - 프랑스 시농에 위치한 시농원자력발전소에서 화재가 발생해 발전소 2기를 중단했다.
- 2월 13일 - 도널드 트럼프 전 미국 대통령이 NATO 국가들이 비용 분담을 제대로 하지 않을 경우 러시아에게 공격하라고 부추길 것이라고 하여 파문이 일었다.
- 2월 14일
  - 27명에게 사기를 친 혐의를 받고있는 전청조에게 1심에서 징역 12년이 선고되었다.
  - 쿠바가 대한민국과 수교했다.
  - 미국에서 슈퍼볼 승리 퍼레이드중 총격 사건이 발생해 1명이 사망하고 14명이 부상당하는 사건이 발생했다.
- 2월 15일
  - 원광대학교병원에서 전공의 126명 전원이 사직서를 제출했다.
  - ● 수도권 전철 1호선 동두천역부터 연천역까지의 운행이 피뢰기 이상 발생으로 인한 전류 공급 문제로 임시로 운행을 중단했다.
- 2월 16일 - 위르겐 클린스만이 대한민국 축구 국가대표팀 감독직에서 해임되었다.
- 2월 18일 - 2024년 대한민국 전공의 사직 사태: 전국 23개 병원에서 전공의 715명이 사직서를 제출했다.
- 2월 25일 - 리그 오브 레전드 공식 경기 도중 디도스 공격을 받아 8차례나 게임을 중단하는 초유의 사태가 벌어졌다.
- 2월 27일 - 스웨덴이 NATO 회원국으로 가입하였다.

### 3월
- 3월 3일 - 더불어민주당, 진보당, 새진보연합, 연합정치시민회의가 결성한 비례위성정당 민주개혁진보연합이 창당하였다.
- 3월 4일
  - 아이티에서 갱단이 교도소를 습격해 수감자 수천명이 탈옥하는 사태가 벌어졌다. 총격전으로 인해 10여명 이상이 사망했다.
  - 대한민국의 퀀텀에너지연구소에서 상온상압 초전도체라 주장하는 물질 PCPOSOS가 발표되었다.
  - 프랑스가 세계 최초로 낙태의 자유를 보장하는 헌법 개정안을 통과시켰다.
- 3월 6일 - NH농협은행에서 업무상 배임 등으로 109억 4733만 7000원 규모의 금융사고가 발생했다.
- 3월 7일 - 스웨덴이 북대서양 조약 기구(NATO)에 가입했다.
- 3월 14일 - 원신의 사이노 한국어 목소리를 담당한 성우 이우리가 사망했다.
- 3월 15일
  - 2024년 러시아 대통령 선거가 치러졌다.
  - 단양 패러글라이딩 추락 사고가 일어났다.
- 3월 20일
  - 미니스톱의 한국지사가 롯데와 합병되면서 미니스톱은 대한민국에서 영원히 사라졌고 롯데가 이어받아 운영하였다.
  - 일본 야마구치현 시모노세키시 앞바다에서 한국 선적 화물선이 전복되는 사고가 발생했다.
- 3월 22일
  - 게임 확률형 아이템 정보공개 의무화가 시행되었다.
  - 러시아 모스크바주 크라스노고르스크의 공연장에서 폭탄 테러가 발생하여 139명 이상이 사망하고 180명 이상이 부상을 입었다.
- 3월 26일
  - 미국 볼티모어 교량 붕괴 사고가 일어났다.
  - 성남 인근 생태체험장에서 타조가 좁은 울타리 틈을 비집고 탈출해 도로 등 일대를 질주하는 사건이 발생했다.
- 3월 28일
  - 2024년 서울시 시내버스 파업이 시작되었고 다행히도 11시간 만에 협상이 성공적으로 종료되었다.
  - 제22대 국회의원 선거 공식 선거운동이 시작되었다.
  - 백두산이 세계지질공원으로 등재되었다.
- 3월 29일 - 제22대 국회의원 선거 사전투표를 앞두고 전국 18개 투·개표소에서 불법카메라 의심 장치가 발견되었다.

### 4월
- 4월 3일
  - 푸바오가 중국으로 반환되었다.
  - 중화민국 화롄현 남남동쪽 23km 해역에서 규모 7.2의 지진이 발생했다.
- 4월 5일 ~ 4월 6일 - 대한민국 제22대 국회의원 선거 사전투표가 치러졌다.
- 4월 5일
  - 대한민국 산림청은 산불재난 국가 위기 경보 단계를 '주의'에서 '경계'로 상향했다.
  - LIG넥스원이 롯데월드 어드벤처 전체를 대관하여 일반 손님의 입장은 제한하고 연간이용 손님은 와일드 게이트로만 입장할 수 있도록 했다.
- 4월 6일
  - 중화민국 화롄현 북북동쪽 24.6km 해역에서 규모 5.2의 지진이 발생했다.
  - 미국 플로리다 도랄의 백화점에서 총격 사건이 발생했는데 2명이 사망하고 7명이 부상을 입었다.
- 4월 8일
  - 개기일식(태평양 중부, 멕시코 북부, 동부, 남서부와 미국 중부, 캐나다 남동부, 대서양 북부).
  - 버거킹의 대표적인 메뉴인 와퍼가 대한민국에서 단종하는 공지가 올라왔다.
- 4월 10일
  - 대한민국 제22대 국회의원 선거가 치러졌다.
  - 제22대 국회의원 선거에서 제1야당인 더불어민주당이 175석을 얻어 승리했다.
- 4월 11일
  - 국민의힘의 총선 참패로 인해 한동훈이 비상대책위원장직을 사퇴했다. 대통령실 수석들과 한덕수 국무총리는 사임을 표명했다.
  - 심상정이 정계은퇴를 선언했다.
  - 슈퍼스타K2 출신 박보람이 술자리 도중에 화장실에서 쓰려져 사망했다.
- 4월 13일
  - 오스트레일리아 시드니 쇼핑센터에서 흉기 난동으로 5명이 사망했다.
  - 이란이 이스라엘의 주시리아 이란영사관 공습에 대한 보복으로 이스라엘 본토를 향해 드론과 탄도미사일 공격을 가했다.
- 4월 16일 - 세월호 침몰 사고 10주기가 되었다.
- 4월 17일
  - 인도네시아에서 루앙 화산이 분화했다.
  - 일본 오이타현 오이타시 동쪽 74km 해역 규모 6.4의 지진이 발생했다.
- 4월 18일 - 서울역에서 무궁화호 8225호 기관차가 출발 대기 중이던 KTX-산천 123호기 열차와 추돌하고 열차 한 칸이 탈선하는 사고가 발생했다.
- 4월 19일
  - 전국장애인차별철폐연대 대표가 수도권 전철 4호선 혜화역 승강장에서 지상으로 올라가는 엘리베이터를 전동휠체어로 세게 들이받아 작동하지 않도록 고장 낸 혐의로 경찰에 체포되었다.
  - 신림역 흉기 난동 사건의 피의자 조선이 항소심에서 사형을 선고받았다.
- 4월 20일
  - 5개 행성정렬(금성, 수성, 해왕성, 화성, 토성)
  - 미국에서 도널드 트럼프 전 대통령이 형사 재판을 받고 있는 가운데 밖에서 한 남성이 분신했다.
- 4월 21일 - 폰스-브룩스 혜성이 근일점에 도달하였다.
- 4월 25일 - 헌법재판소는 형제자매에게 유산상속을 강제하는 유류분 제도에 대해 위헌 결정을 내렸다.
- 4월 26일 - 서울특별시와 충청남도의 학생인권조례 폐지안이 본회의를 통과했다.
- 4월 29일 - 윤석열 정부의 첫 영수회담이 열렸다.

### 5월
- 5월 1일
  - 아이티가 9번째로 여행금지국가로 지정되었다.
  - 대한민국 중앙선거관리위원회가 감사원의 감사를 받는 과정에서 관련 자료를 은폐하는 등 조직적으로 방해한 것으로 알려졌다.
  - 경기북부특별자치도의 새로운 명칭이 평화누리특별자치도로 발표되었다.
  - 미국에서 슈피리어호에서 1909년에 실종된 목조 증기선(en:Adella Shores)이 115년 만에 발견됐다.
  - 티빙 KBO 리그 무료시청 기간이 종료되고 전면 유료화가 시행되었다.
- 5월 2일 - 대한민국 외교부는 5개 재외공관에 대한 테러경보를 경계로 상향 조치를 했다.
- 5월 5일
  - 대한민국 제주도 한라산에서 최대 900㎜에 육박하는 폭우와 강풍으로 피해가 속출했다.
  - 경기도 고양시 킨텍스에서 아동음란물 패널이 전시되었다는 경찰 신고가 접수돼 경찰이 출동하는 상황이 일어났다. 해당 전시가 부적절한 이름으로 운영된 사실이 알려지게 되어 주최 측은 성인 전시 공간 운영을 중단했다.
- 5월 6일 - 인도네시아 말루쿠 제도 근해에서 규모 6.2의 강진이 발생했다.
- 5월 8일
  - 인천국제공항에서 출발해 베트남 다낭으로 향하던 제주항공 비행기에서 응급환자가 발생해 제주국제공항에 비상착륙했다.
  - 북마케도니아 선거에서 우파 정당 VMRO-DPMNE가 국회의원 선거에서 압승을 거두고, 대통령 후보인 고르다나 실야노프스카-다브코바가 대통령 선거 2차 투표에서 첫 여성 대통령으로 당선되었다.
- 5월 9일
  - 1세대 보이스피싱 총책인 박모 씨(김미영 팀장)가 수감 중이던 필리핀 교도소에서 탈옥하는 사건이 일어났다.
  - 경상남도 고성군에 있는 한 조선소에서 123톤짜리 구조물이 떨어져 작업자 2명이 숨지는 사건이 발생했다.
  - 윤석열이 1년 9개월만에 기자회견을 열었는데 저출생대응기획부를 신설하겠다고 발표했다.
  - 김호중 음주 뺑소니 사건이 발생했다.
- 5월 11일
  - 20년 만에 가장 강력한 태양 폭풍이 지구를 강타하였다.
  - 북한의 해커조직이 대한민국 법원 전산망에 침투해 2년 넘게 개인정보 등이 포함된 총 1천14GB 자료를 유출한 사실이 밝혀졌다.
- 5월 12일
  - 대한민국 국세청이 쿠팡을 상대로 특별 세무조사를 착수했다.
  - 멕시코 치아파스주 타파출라에서 규모 6.4의 지진이 발생했다.
  - 파타야 한국인 관광객 납치살인 사건: 태국 파타야에서 한국인 관광객이 납치살해당하는 사건이 발생했다.
- 5월 15일
  - 로베르트 피초 피격 사건: 로베르트 피초 슬로바키아 총리가 피격당하는 사건이 발생했다.
  - 2004년부터 싱가포르의 총리로 재직하던 리셴룽은 2025년까지 열릴 다음 총선을 앞두고 총리직에 물러나게 되었는데 로렌스 웡 전 부총리가 총리로 취임했다.
- 5월 16일
  - 대한민국 최대 여성 커뮤니티에서 데이트앱에서 만난 외국남성을 상대로 개인정보·불법 촬영물 등 공유 한 사실(제2의 N번방)이 밝혀지게 되었다.
  - 대한민국 정부는 해외직구 급증에 따른 소비자 안전 강화 및 기업 경쟁력 제고 방안을 발표하였다.
  - 우원식 의원이 제21대 국회 의장으로 선출되었다.
  - 피식대학 영상에서 경상북도 영양군을 비하하는 논란이 일어났다.
  - 대구은행이 금융위원회의 승인을 받아 시중은행으로 전환되었다.
- 5월 17일 - 대한민국 여성가족부는 홀덤펍과 홀덤카페 등에 청소년 출입과 고용을 금지시켰다.
- 5월 19일
  - 미국 앵커리지 남서쪽 1609km 해역에서 규모 6.0의 지진이 발생했다.
  - 2024년 도미니카 공화국 총선: 현직 루이스 아비나더가 대통령으로 재선되었다.
  - 2024년 바르자칸 헬리콥터 추락 사고: 이란에서 에브라힘 라이시 이란 대통령이 탄 헬기가 추락했다.
  - 정부는 KC 미인증 제품 직구 금지를 사실상 철회했다.
- 5월 20일
  - 병원이나 의료기관에 진료시 신분증 확인이 의무화 되었다.
  - 라이칭더 부총통이 대만의 제16대 총통으로 취임했다.
  - 반려견 훈련사이자 방송인 강형욱이 강형욱 직장 내 괴롭힘 및 남녀차별 폭로 논란이 불거져 이후 개는 훌륭하다 방송이 결방되었다.
  - 국제형사재판소 검사장이 전쟁 범죄 혐의로 이스라엘의 베냐민 네타냐후 총리와 가자 야히야 신와르의 하마스 지도자에 대한 체포 영장을 청구되었다.
- 5월 21일
  - 윤석열 정부의 의과대학 정원 대폭 확대 지침에 반발하여 근무지를 이탈한 전공의 약 13,000여명이 수련기간을 채우지 못해 전문의 자격취득이 1년 지연되었다.
  - 제32보병사단에서 훈련중에 수류탄이 터져 1명이 사망하고 1명이 부상당하는 사고가 발생했다.
  - 싱가포르항공 여객기가 영국 런던에서 싱가포르로 가던 도중 난기류가 발생해 태국 방콕으로 비상착륙하였다. 이 과정에서 1명이 사망하고 70여명이 부상당하는 사고가 발생했다.
  - 강원도 인제 훈련병 사망 사건: 강원특별자치도 인제군 12사단 신병교육대 훈련병이 군기훈련을 받다가 사망하는 사고가 발생했다.[25]
- 5월 24일
  - 인도 라자스탄주에서 최고 기온이 50도에 육박하면서 9명이 폭염 증상으로 사망했다.
  - 음주 뺑소니 사건을 일으킨 김호중이 구속되었다.
  - 2024년 엥가 산사태: 파푸아뉴기니에서 큰 산사태가 발생해 최소 2000여명이 매몰되었다.
- 5월 26일 - 템펠 1 혜성이 0.55 AU(약 8,230만km) 거리에서 목성을 통과한다. 이후 혜성은 목성의 중력으로 분열되고 목성과 천체간 상호작용을 하다가 2183년 10월 17일 0.02AU(300만km) 거리에서 화성을 스쳐 지나갔다.
- 5월 28일
  - 조선민주주의인민공화국이 대한민국의 서울, 경기, 강원 등 전국 각지로 오물풍선을 날려 살포한 사건이 일어났다.
  - 경복궁 낙서 테러 주범이 5개월 만에 구속되었다.
- 5월 29일 - 인도 비하르주에선 낮 최고기온이 52.3도를 넘어 기록적인 폭염이 발생했다.

### 6월
- 6월 1일
  - 화성 놀이터 테러 사건이 일어났다.
  - TBS에 대한 서울특별시의 예산 지원이 중단되었다.
  - 북한이 20시 30분경 2차 오물 풍선을 발사했다.
  - 서울특별시 강북구 우이동과 인수동, 수유1동에서 단수 사태가 발생했다.
- 6월 2일
  - 2024년 멕시코 총선이 치러지며, 클라우디아 셰인바움이 멕시코 최초의 여성 대통령으로 선출되었다.
  - 폰스 브룩스 혜성이 지구에 가장 가까운 거리인 근지점을 1.55AU(2억 3200만km) 거리에서 통과하였다.
  - 북한이 13시경까지 2차 오물 풍선을 발사했다.
- 6월 4일 ~ 6월 5일 - 대한민국 ~ 아프리카간 정상회의가 서울특별시, 경기도 고양시 일산서구에서 개최되었다.
- 6월 4일
  - 9·19 군사분야 남북합의서 전체 효력정지안이 국무회의를 통과하였다.
  - 일본 나리타 공항에서 비행기가 이륙하던중에 상공에서 엔진 폭발 추락으로 조종사 1명이 중상을 당했다.[26]
- 6월 6일 ~ 6월 9일 - 2024년 유럽의회 선거가 실시되었다.
- 6월 7일 - 대한민국 공군에서 F-4 팬텀 II 전투기가 도입 55년 만에 완전 퇴역하였다.
- 6월 8일
  - 메테 프레데릭센 덴마크의 총리가 유럽의회 선거 중에 코펜하겐 광장에서 피습을 당했다.
  - 북한이 21시경 3차 오물풍선을 발사했다.
- 6월 9일 - 우리나라가 대북 확성기를 발동해 북한이 오후 10시경 4차 오물풍선을 보냈다.
- 6월 10일
  - 국민권익위원회는 김건희 명품백 수수 의혹에 대해서 무혐의 결정을 내렸다.
  - 말라위 부통령 탑승기 추락 사고가 일어났다.
- 6월 12일
  - 전북특별자치도 부안군 남남서쪽 4KM 지역에 규모 4.8 2024년 부안 지진이 발생했다.
  - 쿠웨이트 망가프에서 화재가 발생해 49명이 사망했다.
- 6월 17일
  - 인도 서벵골에서 열차 충돌 사고가 발생해 11명이 사망하고 60명 이상이 부상을 입었다.
  - 서울대학교병원이 무기한 휴진에 들어갔다.
- 6월 19일
  - NVIDIA가 전세계 시가총액 1위를 달성했다.
  - Just Stop Oil이 스톤헨지를 환경 보호 시위를 이유로 오렌지색 페인트로 훼손했다.
  - 북한 평양에서 2024년 북러정상회담이 개최되었다.
- 6월 24일
  - 경기도 화성 전지 제조공장 화재 사고: 경기도 화성시 서신면에서 리튬 전지 제조 업체에서 화재가 발생하여 23명이 사망하고 8명이 부상을 당하는 사고가 발생하였다.
  - 사우디 보건부 장관이 올해 하지 기간 이슬람 정기 성지순례의 온열질환 사망자가 1,300명을 넘긴 것으로 공식 발표했다.
  - 화성동탄경찰서 성범죄 혐의 강압·유죄추정 수사 사건이 일어났다.
  - 북한이 21시경 5차 오물 풍선을 발사했다.
  - 위키리크스 창립자 줄리안 어산지가 미국과의 탄원 협상에서 감옥에서 풀려난 후 영국을 떠나갔는데 그는 이틀 후 고향인 호주로 찾아왔다.
- 6월 25일 - 북한이 21시경 6차 오물 풍선을 발사했다.
- 6월 26일
  - 북한이 21시경 7차 오물 풍선을 발사했다.
  - 볼리비아에서 쿠데타를 시도한 일이 벌어졌다.
- 6월 28일 - 이란에서 대통령 선거가 열렸다.
- 6월 30일 - 2024년 프랑스 국민의회 선거이 실시되었다.

### 7월
- 7월 1일
  - 새벽 3시 경, 대치역에서 화재가 발생한지 하루도 지나지 않아 흑석역에서 원인불명의 연기 발생으로 지하철이 무정차 통과하는 일이 벌어졌다.
  - 서울 시청역 교차로 차량 돌진 사고: 오후 9시 27분경, 서울특별시 시청역 7번 출구 인근 교차로에서 차량이 인도로 돌진한 사고로 9명이 사망하고 8명이 부상당했다.
  - 진천군의 농어촌 버스 요금이 무료화 되었다.
- 7월 4일 - 영국에서 총선이 실시되었다.
- 7월 5일
  - 이재명 피습 사건의 주범에게 징역 15년이 선고되었다.
  - 흑석역 공조기계실에 연기발생으로 상하행 열차가 무정차 통과중이었다가 11시 경, 운행이 재개된 일이 일어났다.
  - 마수드 페제시키안 후보가 2024년 이란 대통령 선거에서 54%의 득표율로 승리함에 따라 제14대 이란 대통령으로 당선되었다.
- 7월 6일
  - 코레일 서울본부에서 화재가 발생했다. 그 여파로 전산 장애가 발생해 서울역 창구에서 현장발권이 되지 않는 불편이 발생했다.
  - 미국 켄터키 플로렌스에서 총기난사 사건이 발생해 5명이 사망하고 3명이 부상을 입었다.
- 7월 7일
  - 2024년 일본 도쿄도지사 선거에서 고이케 유리코 현 도쿄도지사가 47.4%의 득표율로 당선되었다.
  - 대한축구협회가 홍명보를 차기 감독으로 내정했다는 공식 보도가 나왔다.
- 7월 10일
  - 남아프리카공화국 포트엘리자베스 남쪽 2156km 해역에서 규모 6.7의 지진이 발생했다.
  - 유튜버 쯔양이 수년간 전 남자친구에게 갈취 및 폭행을 당했고, 이를 빌미로 사이버렉카들에게 협박을 당했다는 내용이 폭로되어 파문이 일었다.
- 7월 13일 - 2024년 미국 대통령 선거: 공화당 후보자인 도널드 트럼프의 펜실베이니아주 집회 중 총격이 발생하였다. 이로 인하여 집회참석자 1명이 사망하였는데 도널드 트럼프 및 집회참석자 1명 등 2명이 부상을 입었다.
- 7월 15일 - 봉화 농약 중독 사건이 발생했다.
- 7월 18일
  - 북한이 17시 50분경 8차 오물 풍선을 발사했다.
  - 우르줄라 폰데어라이엔이 EU 집행위원장(행정부 수반) 재선에 성공했다.
- 7월 19일 - 마이크로소프트 윈도우 업데이트와 크라우드스트라이크사의 보안 솔루션 간의 충돌이 발생하여 전 세계적으로 전산망이 마비되는 피해가 발생했다.
- 7월 21일
  - 북한이 9시경 9차 오물 풍선을 발사했다.
  - 조 바이든 미국 대통령이 2024년 미국 대통령 선거 민주당 대선 후보직에서 사퇴하였다.
  - 김건희 명품백 수수 의혹으로 김건희가 현직 영부인으로는 처음으로 검찰 조사를 받았다.
  - 에티오피아 고파 지역에서 산사태가 발생해 257명이 사망하고 12명이 부상을 입었다.
- 7월 22일
  - 큐텐 정산 지연 사태가 일어났다.
  - SM엔터테인먼트 경영권 분쟁에서 SM의 주가를 의도적으로 올리도록 지시한 혐의를 받고있는 카카오 경영자 김범수가 구속되었다.
  - 다루바르에서 총기난사가 발생해 6명이 사망하고 6명이 부상을 입었다.
- 7월 23일
  - 국민의힘이 전당대회를 열고 한동훈 전 비상대책위원장을 신임 당대표로 선출하였다.
  - 미국 옐로스톤 국립공원에서 온천수 분출구가 폭발하는 사고가 일어났다.
  - 범죄 피해자에게 법률등의 지원 서비스를 제공하는 원스톱 솔루션 센터가 개소하였다.
- 7월 24일
  - 북한이 7시 30분경 10차 오물 풍선을 발사했다.
  - 티몬과 위메프 등 큐텐그룹 계열사의 대금 정산 지연 사태가 보름간 이어지며 피해가 입접 업체를 넘어 소비자들에게까지 번지게 되었다.
  - 독일 함부르크의 가장 오래된 이슬람 모스크인 함부르크 이슬람 센터가 이란 정부와 결탁해 헤즈볼라에 불법 지원 및 반유대주의 선동 혐의로 낸시 페저 내무부장관이 압수수색과 단체 해산을 지시했다.
  - 진료를 보러간 제3사단 상병이 군 병원 화장실에서 자살하는 사건이 일어났다.
- 7월 29일 - 서울 은평구 일본도 살인사건이 일어났다.
- 7월 30일
  - 영국에서 폭동이 발생했다.
  - 인도 케랄라주 와야나드 지역에서 산사태로 최소 334명이 사망하고 200명 이상이 부상당했으며 281명이 실종되었다.
  - 이스라엘은 베이루트의 다히에 교외에서 공습을 감행하여 마즈달 샴스 공격을 지시한 혐의로 기소된 헤즈볼라 사령관 푸아드 슈크르를 살해했다.
- 7월 31일
  - 서울 시청역 교차로 차량 돌진 사고의 주범 차모씨가 구속되었다.
  - 하마스의 지도자 이스마일 하니예가 사망했다.

### 8월
- 8월 1일 - 인천 청라동 아파트 지하주차장 전기차 화재 사고가 일어나 차량 140대가 전소되고, 아파트에 수도와 전기 공급이 끊어지는 일이 발생했다.
- 8월 5일
  - 코스닥이 -8.06%, 14시 15분 30초에 코스피가 -8.09% 하락하며 코스피와 코스닥 모두 서킷브레이커가 발동되었다.
  - 셰이크 하시나 방글라데시 총리가 2024년 방글라데시 시위의 여파로 사퇴를 선언하였고, 인도로 도피했다.
- 8월 8일 - 일본 미야자키현 앞바다에서 규모 7.1의 지진이 발생했다.
- 8월 9일
  - ● 수도권 전철 1호선 구로역에서 코레일직원 사상사고가 발생했다.
  - 일본 휴가나다 해역에서 지진이 발생한지 하룻날에 카나가와현 서부에서 규모 5.3의 지진이 또 발생했다.
  - 인도에서 2024년 콜카타 강간 살인 사건이 발생했다.
- 8월 10일 - 트위터 서버 오류가 발생했다.
- 8월 15일 - 광복절 날 도중 KBS 중계석에서 나비부인 편성 논란이 일어났다.
- 8월 17일
  - 인도네시아의 수도가 자카르타에서 누산타라로 이전하였다.
  - 레바논에서 연료 부족으로 전국적인 블랙아웃 사태가 발생했다.
- 8월 18일
  - 경부고속선 동대구역-경주역 구간에서 KTX 열차가 탈선하는 사고가 발생하였다.
  - 투신자살 시도자 가방 절도 사건이 벌어졌다.
- 8월 22일
  - 오후 2시부터 20분까지 민방위 훈련이 실시하였다.
  - 경기도 부천시의 한 호텔에서 화재사고가 일어났다.
  - 텔레그램에서 불법으로 개설된 채팅방을 통해 디지털 성범죄(딥페이크)가 발생했다.
- 8월 25일
  - 김정일 조선민주주의인민공화국 국가주석의 선군절(선군정치 탄생을 기념하는 날) 64주년을 맞이하였다.
  - 파벨 두로프 체포 사건: 텔레그램 창업자겸 관리자 파벨 두로프가 프랑스의 공항에서 체포되었다.
- 8월 29일 - 서울 서대문구 연희동 성산로에서 싱크홀 사고가 일어났다.
- 8월 30일 - 경찰이 민중민주당에 대해 국가보안법 위반 혐의로 압수수색하고 강제수사에 들어갔다.
- 8월 31일 - 문재인 전 대통령이 뇌물을 수수한 혐의로 검찰에서 수사중이라는 내용이 보도되었다.

### 9월
- 9월 1일
  - 강원특별자치도 평창군의 시내버스 요금이 단일화되어 평창-장평 4,850원, 평창-주천 4,920원이 전부 1,000원으로 인하되었다. 이로써 관내 무제한 구간요금을 징수하는 곳은 성주군과 고령군만 남았는데 해당 지역도 칠곡군, 대구광역시(군위군 포함) 관내에서는 기본요금만 받으므로 대한민국에서 전노선 전구간 무제한 구간요금을 징수하는 곳은 없어졌다.
  - 세종 시내버스 차적 지,간선버스 현금 사용이 전면 폐지되어 현금 없는 버스가 전면 시행되었다.
- 9월 3일 - 국군의 날(10월 1일)이 국무회의 결과 임시공휴일로 지정되었다.
- 9월 4일 - 미국 조지아주의 아팔라치 고등학교에서 총기난사 사건이 발생해 4명이 사망하고 9명이 부상을 입었다.
- 9월 8일 - ● 서울 지하철 2호선 성수역 교각에서 콘트리트 일부가 인도로 떨어지는 사고가 발생했다.
- 9월 9일 - 검은부엉이가 경찰에 검거되었고 촬영 파일 5TB가 압수되었으며 1,929개의 성매매 영상이 있었음이 확인되었다.
- 9월 11일
  - TBS가 서울특별시 미디어재단에 대한 출연기관 지정이 해제되면서 민영화가 확정되었다.
  - 민희진-하이브 분쟁에 대해 뉴진스 멤버들이 라이브 방송에서 해임된 민희진이 돌아오길 바란다는 뜻을 밝혔다.
- 9월 12일 - 동부간선도로 노원교 인근에서 철제 구조물이 쓰러지는 사고가 발생했다.
- 9월 13일 - 서울 지역 119 신고 접수에 장애가 일어났다.
- 9월 16일 - 영월터널 역주행 참변이 일어났다.
- 9월 18일 - 헤즈볼라에서 무선 호출기 수천대가 동시에 폭발하여 수천명의 사상자가 발생했다.
- 9월 19일
  - 서울에서 역사상 가장 늦은 폭염 경보가 내려졌다.
  - 경상남도 양산시의 최고 온도가 37.7 °C를 기록하며 전국 9월 역대 극값 1위를 경신했다.
- 9월 24일
  - 대한민국 국회에서 대한체육회, 대한축구협회, 대한배드민턴협회를 대상으로 현안질의가 진행되었다.
  - 네이버 카페에서 접속 오류가 발생했다.
  - 이스라엘이 헤즈볼라를 폭격하여 500여명이 사망했다.
- 9월 27일
  - 2024년 일본 자유민주당 총재 선거가 치러졌다.
  - 베이루트 대공습이 일어나 이스라엘과 헤즈볼라간의 전쟁이 발발하기 시작했다.
- 9월 28일 - 헤즈볼라의 수장 하산 나스랄라가 이스라엘의 공습으로 인해 사망했다.

### 10월
- 10월 1일
  - 국군의 날이 임시공휴일로 지정되었다.
  - 건군 제76주년 국군의 날 기념행사에서 현무-5가 최초로 공개되었다.
  - 제주 시내버스가 현금없는버스 정책을 전면시행되었다.
  - 이스라엘 텔아비브 야파에서 총기난사 사건이 발생해 9명이 사망하고 17명이 부상을 입었다.
- 10월 2일
  - 지난 4월 13일 진실의 약속 작전에 이어 이란이 이스라엘 본토에 다시 한 번 대규모 미사일 공격을 감행했다.
  - 삼성 갤럭시 무한 재부팅 사건이 발생했다.
- 10월 6일 - 허리케인 밀턴이 일어났다.
- 10월 9일
  - 인터넷 아카이브가 운영하는 아카이브 사이트인 Wayback Machine이 디도스 공격을 당하여 이용자들의 데이터가 유출되었다.
  - 2024년 모잠비크 총선: 다니엘 차포가 대통령으로 선출되고 집권당인 프렐리모 당이 공화국 의회에서 과반수를 유지했다.
- 10월 10일
  - 대한민국이 유엔 인권 이사회 이사국으로 선출되었다.
  - 2024년 대한민국 무인기 대북전단 살포 사건이 일어났다.
  - 노벨 문학상 수상자로 대한민국의 작가 한강이 선정되었다.
- 10월 14일 - 북한이 경의선, 동해선 철로에 이어 도로를 폭파시켰다.
- 10월 16일
  - 10.16 재보궐 선거, 2024년 서울특별시교육감 보궐선거가 치러졌다.
  - 하마스의 수장 야히야 신와르가 이스라엘의 공격을 받아 사망했다.
- 10월 17일
  - 북한 특수부대가 우크라이나전에 1만2천명을 파병했다.
  - X (소셜 네트워크)(前 트위터)의 새로운 약관 개정과 이로 인해 추가 및 변경된 몇가지 부분이 유저들의 반발을 산 논란이 일어났다.
- 10월 21일
  - 대전조차장역에서 관제 실수로 대규모 인명 피해가 발생할 뻔했으나 안전관리 소홀 및 열차 운행 확인 미흡에 대한 책임으로 코레일직원 4명이 직위해제되었다.
  - 헤즈볼라가 베냐민 네타냐후 이스라엘의 총리 자택을 드론으로 공격했다.
  - 국가철도공단, 코레일, 서울교통공사는 철도안전 규정을 위반하여 7억 8천만원 과징금이 부과되었다.
  - 수단 공화국 서부의 북다르푸르주에서 신속지원군이 Il-76에 미사일 공격을 해 추락 사고가 발생했다.
  - 포르투갈 리스본에서 카보베르데 출신 남성이 경찰과의 추격 끝에 사살되었고 이에 대해 공권력 남용이라는 이유로 발생한 시위가 폭동으로 이어졌다.
- 10월 23일
  - 북대서양 조약 기구(NATO)와 미국은 북한군의 러시아 파병 사실을 인정했다.
  - 이명박 전 대통령의 친형인 이상득이 지병으로 사망하였다.
- 10월 25일
  - 캄보디아 ‘범죄단지’ 납치 피해국만 60여 개국으로 국제형사경찰기구(ICPO)와 유엔(UN)은 주시하고 있었다.
  - 북한은 러시아-우크라이나 전쟁중 러시아에 파병한 것을 사실상 시인했다.
  - 대한민국 검찰청은 SM 엔터테인먼트의 뇌물 사건과 관련하여 신촌역을 압수수색하였다.
  - 북한군이 우크라이나군과 교전했으나 1명만 남고 전부 다 전사했다.
- 10월 26일
  - 이스라엘이 이란의 군사 시설을 보복 공격했다.
  - 서울특별시 구로구 고척교에서 차량 8대가 연쇄 추돌해 11명이 부상당하는 사고가 발생했다.
  - 필리핀에서 열대성 폭풍 짜미로 87명의 사망자와 50만명의 이재민이 발생했다.
- 10월 27일 - 미국 뉴욕의 한 박물관에서 프레데리크 쇼팽이 20대 시절 쓴 것으로 추정되는 왈츠 악보가 발견되었다.
- 10월 28일 - 서울특별시는 일상돌봄으로 2030년까지 자살률을 절반으로 낮출 계획이다.
- 10월 29일
  - 스페인 카스티야라만차, 발렌시아, 안달루시아에서 큰 홍수가 발생하여 95명이 사망했다.
  - 멕시코 캄페체주 인근 열대우림에서 마야 문명 유적을 발굴했다.
- 10월 30일
  - '서울대 N번방' 사건의 피의자가 징역 10년을 선고받았다.
  -  중국의 우주선 선저우 19호가 비행사 3명을 태우고 발사하였다.
  - 우크라이나가 북한군 1만명이 파병한 사건과 관련하여 대한민국으로 특사 파견 논의가 시작했다.
  - 2024 보츠와나 총선: 집권당인 BDP당은 58년간의 끊임없는 통치를 끝내고 권좌에서 물러났는데 UDC 당의 두마 보코가 보츠와나 대통령으로 선출되었다.

### 11월
- 11월 1일 - KINTEX 폭탄 테러 허위 게시글 등록 사건이 벌어졌다.
- 11월 2일 - 서울 강남구 테헤란로 8중 추돌 사고: 서울특별시 강남구에서 8중 추돌사고가 발생해 9명이 다쳤다. 가해 차량 운전자는 무면허 상태였다.
- 11월 5일
  -  미국의 제47대 대통령을 선출하는 2024년 미국 대통령 선거가 치러졌으며, 동시에 연방의회 상원, 하원 선거가 치러졌다.
  -  인도네시아 소순다 열도 화산 폭발로 9명이 사망하고 63명이 부상당한 사건이 발생했다.
- 11월 8일
  - 제주 비양도 어선 침몰 사고: 제주도 비양도에서 어선이 침몰해 2명이 사망하고 12명이 실종되었다.
  - 구미 스토킹 살인사건이 일어났다.
- 11월 9일 - 일본 시코쿠내에 35만 가구 이상 정전으로 인한 피해가 발생했다.
- 11월 10일
  - 누누티비, 티비위키, OK툰 운영자가 콘텐츠불법공유 혐의로 검거되었다.[27] 지난 5월 28일에 경복궁 담벼락에 낙서한 주범이 2억원대 범죄 수익을 숨긴 혐의로 구속된 적이 있다.[28][29]
  - 동덕여자대학교 남녀공학 전환 논란이 일어났다.
- 11월 11일 - 쿠바 만사니요 남남동쪽 61KM해역에서 규모 6.8의 지진이 발생했다.
- 11월 14일 - 2025학년도 대학수학능력시험이 실시되었다.
- 11월 12일 - 올해 들어 백일해 환자 수가 폭증한 가운데 국내에서 백일해 첫 사망자가 발생했다.
- 11월 20일 - 서현역 칼부림 사건의 피의자 최원종이 대법원에서 상고가 기각되면서 무기징역형이 확정되었다.
- 11월 21일
  - 라오스 방비엥에 위치한 바에서 메탄올이 섞인 술을 마신 관광객 5명이 단체로 사망하는 사건이 발생했다.
  - 국제형사재판소는 베냐민 네타냐후 이스라엘 총리를 전쟁범죄 혐의로 구속영장을 발부했다고 밝혔다.
  - 전국철도 노동조합은  임금인상과 인력 충원 등을 요구하며 12월 5일날 무기한 총파업을 예고했다.
- 11월 24일
  - 배우 정우성이 모델 문가비 사이에 혼외 자식이 있다는 사실이 알려져 논란이 일어났다.
  - 이시카와현 노토 지방에서 규모 6.4 지진이 발생했다.
  - 우루과이 대통령 선거에서 야만두 오르시 후보가 당선되었다.
- 11월 26일
  - 단통법 폐지안이 국회 과방위를 통과했다.
  - 일본 JAXA에서 엡실론 로켓 S의 2차 실험에서 점화 후 49초만에 엔진이 폭발하며 실패했다.
  - 베냐민 네타냐후 이스라엘 총리가 레바논에서 헤즈볼라와의 전투를 종식시키기 위한 휴전 협정에 합의했다고 발표했다.
- 11월 27일
  - 2024년 11월 한국 중부 폭설
  - 강원특별자치도 원주시 호저면 만종리 지방도 제409호선 만종교차로 부근에서   53중 추돌사고가 발생했다.
  - 2024년 나미비아 총선: 나미비아 최초의 여성 대통령으로 스와포 당의 네툼보 난디-앤다이트와가 선출되었다.
- 11월 28일 - 유럽 연합 집행위원회에서 대한항공과 아시아나항공 합병을 최종승인했다.
- 11월 29일
  - 국방부는 국방과학연구소가 L-SAM 개발을 완료하였다고 발표하였다.
  - 2024년 아일랜드 총선: 중도 우파 정당인 피아나 페일은 여전히 다일 에이란에서 가장 큰 정당으로 남아 있으며 의석 수를 48석으로 늘렸다.
- 11월 30일 - 경찰은 경쟁업체를 가해하려 서비스 거부 공격 셋톱박스 수출한 제조업체 대표와 임직원 4명이 적발되었고 셋톱박스 9만8000여대로 이익받은 대금 61억원을 압류했다.

### 12월
- 12월 1일 - 소방법 개정으로 자동차용 소화기 설치 의무화가 시행되었다.
- 12월 3일
  - 2024년 대한민국 비상계엄: 대한민국에서 비상계엄령이 선포되었다.
- 12월 4일
  - 프랑스에서 미셸 바르니에 정부에 대한 불신임안이 가결되었다.
  - 대통령실 수석 비서관 전원과 한덕수 국무총리를 제외한 19명 국무위원 전원이 일괄 사의를 표명했다.
  - 증시 개장 이후 코스피가 2% 가량 하락하며 출발했고, 환율은 1410원 이상으로 시작했다.
  - 5일로 예정되어 있던 울프 크리스테르손 스웨덴 총리의 방한 일정이 취소되었다.
  - 미국·캐나다·호주 등의 국가들은 자국민들에게 한국을 여행할 때 주의할 것을 당부했다.
  -  미국 캘리포니아의 팔레르모의 제칠일안식일예수재림교회가 운영하는 학교에서 총기난사가 발생해 가해자가 사망하고 어린이 2명이 부상을 입었다. 그리고 같은 날 미국에서 유나이티드헬스케어에서 총격 사건이 일어나 세계 최대의 보험회사 유나이티드헬스 그룹의 CEO인 브라이언 톰슨이 뉴욕시에서 괴한에게 암살됐다.
  - 2024년 대한민국 비상계엄: 대한민국에서 비상계엄령이 해제되었다.
- 12월 5일
  - 여론조사 결과 국민의 73%가 윤석열의 탄핵에 찬성한다고 답변했다.
  - 프랑스 의회가 내각 불신임안을 통과시키면서 62년만에 총리 및 내각 전원이 직위해제 되었다.
  - 미국 캘리포니아 북부 해안서 규모 7.0 지진이 발생했다.
- 12월 8일 - 시리아 내전에서 반군의 공세로 다마스쿠스가 함락되고 바샤르 알 아사드 정부가 붕괴되었다.
- 12월 11일
  - 내란 관련된 혐의로 조지호 경찰청장, 김봉식 서울경찰청장이 긴급 체포되었다.
  - 한강의 노벨문학상 시상식이 스웨덴 스톡홀름에서 치러졌다.
  - 국가수사본부는 대통령실을 압수수색했다.
- 12월 12일 - 매일우유 세척수 혼입 사고가 발생했다.
- 12월 14일
  - 윤석열 대한민국 대통령에 대한 탄핵소추안이 가결되었다.
  - 프랑스가 정치적 불안을 이유로 무디스 신용등급이 Aa3로 강등되었다.
- 12월 17일 - WINNER 출신 가수 송민호가 디스패치의 취재로 사회복무요원 부실복무 의혹이 제기되어 논란이 일어났다.
- 12월 22일 - 남태령역에서 경찰의 전국농민회총연맹의 트랙터 행진 저지가 일어났다.
- 12월 24일
  - 소비심리지수가 금융위기 이후로 최대폭으로 하락했다.
  - 행정안전부는 65세 이상 인구 비중이 사상 처음 20%를 넘어서면서 대한민국이 초고령사회에 진입했다고 밝혔다.
  - 조 바이든 미국 대통령이 국가의 상징으로 활용되던 흰머리수리를 공식적인 국조로 지정하는 법안에 서명하였다.
- 12월 25일
  - 카자흐스탄에서 비행기 추락사고가 일어났다.
  - 사천 여고생 살인사건이 일어났다.
- 12월 27일
  - 한덕수 대통령 권한대행 겸 국무총리에 대한  탄핵소추안이 가결되면서 최상목 권한대행 체제가 시작되었다.
  - 모바일 주민등록증이 시범 시행되었다.
- 12월 29일
  - 무안국제공항에서 제주항공 2216편 활주로 이탈 사고가 발생하여 179명의 사망자가 발생했다.
  - 평택 상가건물 폭발 사고가 발생하여 3명이 부상당했다.
  - 수도권 전철 1호선 부개역에서 50대 남성이 선로로 투신하여 중상을 입는 사건이 발생했다.
  - 서해대교 부근에서 선박 화재 사고가 발생했다.
- 12월 31일
  - 공수처가 청구한 체포영장을 법원이 발부함으로써 윤석열에 대한 체포안이 집행될 예정이었으나 체포가 무산되었다.
  - 서울 양천구 목3동 깨비시장에서 차량 돌진 사고가 발생했다.
  - 여당이 추천한 조한창·야당이 추천한 정계선 후보자가 헌법재판관으로 임명되었다.

## 문화
- 1월 1일
  - 경기도 부천시의 일반구(원미구·소사구·오정구)가 폐지 이후 7년 6개월 만에 재출범하였다.[30]
  - Steam이 윈도우7, 윈도우8.1에 대한 지원을 중단하였다.[31]
  - 증기선 윌리의 저작권이 만료되어 퍼블릭 도메인이 되었다.[32]
  - 봉화군 농어촌버스가 무임승차제를 도입했다.[33]
  - 메가박스 영통점이 폐점되었다.[34]
  - 서울특별시 서초구가 대형마트의 의무휴무일을 평일로 변경하였다. (이마트, 이마트 에브리데이)
- 1월 3일 - 마지막 승부 방영 30주년.
- 1월 4일
  - 페이스북 창립 60주년.
  - 에버랜드의 판다인 루이바오와 후이바오가 공개되었다.[35]
- 1월 7일 - 독일이 2024 유나이티드컵 우승을 차지했다.
- 1월 9일 - 윈도우 서버 2019의 메인스트림 지원이 종료되었다.
- 1월 11일 - 메르데카 118이 개장되었다.
- 1월 12일 ~ 2월 10일 - 2023년 AFC 아시안컵이  카타르에서 개최되었다.
- 1월 17일 - 삼성 갤럭시 S24가 공개되었다.
- 1월 16일 - 겨울왕국 국내 개봉 10주년.
- 1월 18일 - 전라북도가 전북특별자치도로 출범하였다.
- 1월 19일 ~ 2월 1일 - 2024년 동계 청소년 올림픽이  대한민국 강원특별자치도에서 개최되었다.
- 1월 22일
  - 롯데월드의 롤러코스터인 혜성특급이 예약제로 전환되었다.[36]
- 1월 26일
  - 던전 & 드래곤 출시 50주년.
  - 기동전사 건담 SEED 시리즈 신작인 기동전사 건담 SEED FREEDOM이 개봉하였다.
- 1월 27일 - 천안 시내버스가 개편되었다.
- 1월 30일
  - CGV 원주점이 폐점하였다.
  - 일론머스크는 최초로 인간의 뇌에 칩을 심었으며, 무사히 회복중이라고 밝혔다.
- 1월 31일
  - 뱅드림! 걸즈 밴드 파티!가 대한민국에서 서비스를 종료하였다.
  - 롯데시네마 대영점이 폐점하였다.
  - 중부고속도로의 나들목인 청주강서 나들목이 개통되었다.
- 2월 3일 - 2023년 AFC 아시안컵에서 대한민국 VS 호주전에서 대한민국이 역전승을 거두는 이변이 발생했고 대한민국이 4강(준결승)에 진출했다.
- 2월 7일
  - 수도권제2순환고속도로 소흘 분기점 ~ 조안 나들목 구간이 개통되었다.
  - 2023년 AFC 아시안컵 준결승에서 대한민국이 요르단에 패배하면서 대회를 마쳤다.
  - 대원방송에서 방영되었던 프리큐어 시리즈가 14 시즌으로 종영하여 막을 내렸다.
- 2월 14일 - 홈플러스 서면점이 폐점하였다.
- 2월 15일 - 엔씨소프트의 자회사인 엔트리브가 폐업했다.
- 2월 19일
  - 인터넷 방송 플랫폼인 치지직이 스트리밍 오픈 베타 서비스를 시작하였다.
  - 롯데월드 어드벤처 아트란티스에 싱글라이더가 도입되었다.
  - 류현진이 한화 이글스로 복귀했다.
- 2월 27일 - 트위치가 한국 시장에서 서비스를 종료하였다.
- 2월 29일
  - 신기한나라TV가 폐국하였다.
  - ● 서울 지하철 7호선 뚝섬유원지역이 '자양역으로 역명이 변경되었다.
  - CGV 인천논현점이 폐점하였다.
- 3월 3일 - 메가박스 경주점이 폐점되었다.
- 3월 11일 - 비트코인의 가격이 사상 최초로 1개당 1억원을 돌파했다.
- 3월 14일 - 스타십 발사 시스템의, 3번째 통합 궤도 시험 발사가 이루어졌다.
- 3월 17일 - 롯데시네마 대전둔산점이 폐점하였다.
- 3월 23일 - 2024년 KBO 리그가 개막되었다.
- 3월 25일 - 아시아나항공의 B747-400 HL7428기의 운항을 25년만에 종료하였다.
- 3월 28일 - 경부고속도로의 경부동탄터널 부산방향이 개통되었다.
- 3월 29일
  - 아프리카TV가 숲(SOOP)으로 사명을 변경하였다.
  - SK텔레콤 설립 40주년.
- 3월 30일
  - ● 수도권 전철 경강선 성남역이 개통되었다.
  - ● 수도권 광역급행철도 A노선 수서역 ~ 동탄역 구간이 개통되었다.
- 4월 1일
  - KTX 개통 20주년.
  - 교외선 여객열차 운행 중단 20주년.
- 4월 8일 -  미국 플로리다주 케네디 우주 센터에서 대한민국의 2번째 군사 정찰위성 발사가 성공했다.
- 4월 9일
  - 닌텐도 3DS와 Wii U의 온라인 서비스가 종료되었다.
  - 유럽의 최대 게임사 유비소프트가 한국에서 유비소프트의 글로벌 구조조정의 일환으로 한국 지사의 운영을 종료한다고 알렸다.
- 4월 14일 - 버거킹의 대표적인 메뉴인 와퍼가 단종되었다.
- 4월 15일 - 대한민국의 연합뉴스TV JOB 개국.
- 4월 15일 ~ 5월 3일 - 카타르에서 2024년 AFC U-23 아시안컵 축구 경기가 개최되었다.
- 4월 22일
  - 체리블렛이 많은 해체의 조짐을 겪다가 결국 해체되고 말았다.
  - 브브걸이 워너 뮤직 코리아와의 전속계약을 끝내고 독립 레이블을 설립했지만 설립 과정에서 멤버인 유정이 탈퇴하면서 3인 체제로 재편되었다.
- 4월 27일 - NATURE가 해체되었고 소희를 제외한 전원이 n.CH엔터테인먼트와 계약을 해지하였다.
- 4월 30일
  - 메가박스 강남대로가 폐점되었다.
  - 유비소프트 한국 지사가 운영을 종료하였다.
- 5월 1일
  - 서울대공원 개장 40주년.
  - KTX-청룡이 운행을 시작하였다.
  - 알뜰교통카드가 K-패스로 개편되었다.
- 5월 2일 - 중부내륙고속도로의 남한강휴게소가 개업하였다.
- 5월 5일 - 한국프로농구 KBL 챔피언결정전 5차전에서 부산 KCC 이지스가 수원 KT 소닉붐을 88대 70으로 꺾고 시리즈 전적 4승 1패로 2011년 이후 13년만에 통산 6번째 우승을 달성하였다.
- 5월 9일 - 네이버의 치지직이 정식 출시되었다.
- 5월 12일 - 부산광역시의 사하구와 동구, 수영구가 대형마트 의무휴무일을 월요일로 변경했으며, 강서구는 의무휴무일 지정을 철회했다.
- 5월 15일 - 범죄도시4가 2024년 한국 박스오피스 2번째로 천만 관객 돌파했는데 영화에 등극했다.
- 5월 17일 - 문화재청이 국가유산청으로 명칭이 변경되었다.
- 5월 18일 ~ 5월 19일: 블루아카이브 2.5주년 행사가 경기도 고양시 일산서구 킨텍스에서 하루 5500여명 이용자가 참여했다.
- 5월 25일
  - 한국 위키미디어 협회 사무실 개소식이 서울 동작구 신대방동에서 열렸다.
  - SBS TV 순간포착 세상에 이런 일이가 26년 간의 긴 역사를 마감했다.
- 5월 27일 - 우주항공청이 신설되었다.
- 5월 29일 - Supercell의 6번째 신작 게임 스쿼드 버스터즈가 정식 출시되었다.
- 6월 2일
  - 미국의 유튜버 MrBeast가 인도의 음악 채널 T-Series의 구독자 수를 추월하며 유튜브 구독자 수 1위가 되었다.
  - MBC 표준FM, SBS 파워FM에서 매일 정오에 방송되는 장수 프로그램인 싱글벙글쇼와 최화정의 파워타임이 대단원의 막을 내렸다.
- 6월 6일
  - 테트리스 출시 40주년.
  - 사랑을 그대 품안에 방영 30주년.
- 6월 7일 - 일본의 애니메이션 및 게임 제작사 가이낙스가 도쿄 지방 법원에 신청했던 파산 신청이 수리되면서 역사 속으로 사라졌다.
- 6월 10일 - WWDC24에서 Apple Intelligence를 발표했다.
- 6월 12일
  - 위키미키가 해체되었다.
  - 2024 LoL Champions Korea Summer가 개막했다.
- 6월 14일 ~ 7월 14일 - 유로 2024가  독일에서 개최되었다.
- 6월 18일 - 대장-홍대선 연내 착공
- 6월 20일 ~ 7월 14일 - 2024년 코파 아메리카가  미국에서 개최되었다.
- 6월 22일 - 마비노기 출시 20주년.
- 6월 25일 - 2024 신한 SOL Bank KBO 리그/KIA 타이거즈 vs 롯데 자이언츠 제9차전에서 6.25 대첩이 일어났다.
- 6월 28일
  - 철도의 날 130주년.
  - 장생포선이 폐선되었다.
- 6월 29일 - ● 수도권 광역급행철도 A노선 구성역이 개통되었다.
- 6월 30일
  - KBS 제2FM 굿모닝 팝스가 마지막 방송을 끝으로 막을 내렸다.
  - 롯데백화점 마산점이 폐점하였다.
- 7월 1일
  - 트게더 서비스가 종료되었다.
  - 아쿠아플라넷 63이 폐장하였다.
  - 사다코 DX가 오늘 아침에 개봉되었다.
  - 일본의 H-III 로켓이 발사되었다.
- 7월 3일 - 일본 엔 지폐의 디자인에 관련된 인물이 F시리즈로 바꾸었다.
- 7월 4일 - HoYoverse의 신작 젠레스 존 제로가 출시되었다.
- 7월 9일 -  일본의 신형 로켓 아리안 6이 발사되었다.
- 7월 10일 - 갤럭시 Z 폴드6, 갤럭시 Z 플립6이 공개되었다.
- 7월 13일 - 로또복권 1등 당첨자가 역대 최다인 63명이 나왔다.
- 7월 14일
  - 스페인이 유로 최다(4회) 우승을 달성하면서 유로 2024가 폐막하였다.
  - 아르헨티나가 코파 아메리카 최다(16회) 우승을 달성하면서 2024년 코파 아메리카가 폐막하였다.
- 7월 16일
  - 콘도르가 발사되었다.
  - 한강대교 위 직녀카페가 전망호텔로 개관되었다.
- 7월 26일 ~ 8월 11일 - 2024년 하계 올림픽이  프랑스 파리에서 개최되었다.
- 7월 31일 - 메가박스 파주출판도시점이 폐점하였다.
- 8월 1일  - M 방영 30주년
- 8월 5일 - SBS 파워FM 12시엔 첫방송.
- 8월 10일 - ● 수도권 전철 8호선 별내선 암사역~별내역 구간이 개통되었다.
- 8월 15일 - 서울 지하철 1호선 및 수도권 전철 1호선 개통 50주년.
- 8월 20일 - 동남권 순환 광역철도 사전타당성 조사에서 경제성 확보가 되었다.
- 8월 21일 - 코스트코 코리아의 19번째 점포인 코스트코 청라점이 영업을 개시했다.
- 8월 22일 - 세븐나이츠, 세븐나이츠 레볼루션의 서비스가 종료되었다.
- 8월 27일 - 영국의 록 밴드 오아시스 재결합했다.
- 8월 28일 ~ 9월 8일 - 2024년 하계 패럴림픽이  프랑스 파리에서 개최되었다.
- 9월 3일
  - 에스파의 곡 Supernova가 멜론 15주 연속 1위를 차지하며 역사상 최장 기록을 경신했다.
  - 미니특공대 방영 10주년.
- 9월 5일 - KBS2 개그콘서트가 25년만에 해외로 진출하면서 일본 도쿄에서 한일 코미디 대항전 포맷으로 공연을 선보였다.
- 9월 8일 - 한화생명이 2024 LoL Champions Korea Summer에서 약 8년만에 우승을 차지했다.
- 9월 9일 - 애플이 아이폰 16, 아이폰 16 프로를 공개하였다.
- 9월 12일 - 스페이스X에 민간인 4명이 탑승하여 세계 최초 민간인 우주 유영에 성공했다.
- 9월 13일 - 한국천문연구원 설립 50주년.
- 9월 19일 - 오타니 쇼헤이가 전세계 프로야구 역사상 최초로 50-50 클럽에 가입했다.
- 9월 30일
  - 한국 트위치의 서드 파티 후원 사이트 Twip이 서비스가 종료되었다.
  - 메가박스 일산이 폐점하였다.
  - 대한극장이 1958년 개관 이후 66년만에 폐업하였다.
- 10월 1일
  - 세계 최초의 고속철도 신칸센 개통 60주년.
  - KBO 리그 역사상 최초의 5위 결정전이 열렸다. SSG 랜더스와 kt wiz가 맞대결을 펼쳤고 KT가 승리하며 4위 두산 베어스가 기다리고 있는 와일드카드 결정전에 진출했다.
- 10월 9일 - 경주월드의 위자드 레이스가 개장되었다.
- 10월 10일 - ● 수도권 전철 4호선 당고개역이 불암산역으로 역명이 변경되었다.
- 10월 14일
  - 라이즈의 멤버 승한이 사생활 논란으로 인해 탈퇴했다.
  - 유로파 클리퍼가 발사되었다.
- 10월 16일 - 이집트 대박물관이 부분 개관되었다.
- 10월 22일 - 호남고속도로의 나들목인 북장성 나들목이 개통되었다.
- 10월 23일 - 도쿄 지하철이 도쿄증권 프라임 상장되었다.
- 10월 25일
  - 콜 오브 듀티 시리즈의 21번째 작품인 콜 오브 듀티: 블랙 옵스 6 PC, 콘솔이 동시에 출시되었다.
  - 영등포고가차도가 철거되었다.
- 10월 28일 - KBO 리그 한국시리즈 5차전에서 KIA 타이거즈가 삼성 라이온즈를 7대 5로 꺾고 시리즈 전적 4승 1패로 2017년 이후 7년만에 통산 12번째 우승을 달성하였다.
- 10월 31일
  - 메이저 리그 베이스볼 월드 시리즈 5차전에서 LA 다저스가 뉴욕 양키스를 7대 6으로 꺾고 시리즈 전적 4승 1패로 2020년 이후 4년만에 통산 8번째 우승을 달성하였다.
  - 천리안 서비스가 종료되었다.
- 11월 2일
  - 서해선 서화성 ~ 홍성 구간이 개통되었다.
  - 서해선 셔틀버스가 서화성역 ~ 초지역 구간을 신안산선이 개통될 때까지 운행한다.
  - 장항선 신창 ~ 홍성 복선 전철 구간이 개통되었다.
  - 평택선 안중 ~ 평택 구간이 개통되었다.
- 11월 3일 - 일본 프로 야구 일본 시리즈 6차전에서 요코하마 DeNA 베이스타즈가 후쿠오카 소프트뱅크 호크스를 11대 2로 꺾고 시리즈 전적 4승 2패로 1998년 이후 26년만에 통산 3번째 우승을 달성하였다.
- 11월 14일 ~ 11월 17일: 부산광역시의 벡스코에서 지스타 행사가 개최되었다.
- 11월 22일 ~ 11월 23일: Mnet 아시안 뮤직 어워드가  일본 오사카시 오사카 돔에서 열렸다.
- 11월 24일 - 2024 WBSC 프리미어 12 대회에서 대만 야구 국가대표팀이 우승을 차지했다.
- 11월 25일 - 영동극동방송이 강원극동방송으로 개정하고 춘천과 원주에 FM 중계소를 개설했다.
- 11월 27일 - 정조대왕급 구축함이 해군에 인도되었다.
- 11월 28일
  - 코엑스 마곡 르웨스트가 완공되었다.
  - 남해고속도로제2지선의 나들목인 남장유 나들목이 개통되었다.
- 11월 30일 - 중부내륙선 충주역 ~ 문경역 구간이 개통되었다.
- 12월 3일
  - 플레이스테이션 출시 30주년.
  - 인천국제공항의 제2터미널의 확장공사가 완료되었다.
- 12월 5일 - 비트코인이 사상 처음으로 1개당 10만달러를 돌파했다.
- 12월 7일 - 프랑스의 노트르담 대성당이 재개관하였다.
- 12월 10일 - 익산평택고속도로, 익산평택고속도로지선이 개통하였다.
- 12월 11일 - 대전 도시철도 2호선이 착공하였다.
- 12월 14일 - 한국철도공사 경부선 구미 ~ 경산 구간인 ● 대경선이 개통되었다.
- 12월 19일 - 수도권제2순환고속도로 양주 나들목 ~ 법원 나들목이 개통되었다.
- 12월 20일 - 한국철도공사 중앙선의 안동 ~ 영천 구간이 이설되어, 중앙선 전 구간의 복선전철화가 개통되었다.
- 12월 21일
  - 대구 도시철도 1호선 안심 ~ 하양 구간이 개통되었다.
  - 울산에서 27년 만에 시내버스 노선이 대대적으로 개편되었다.
  - SBS 연기대상에서 장나라가 대상수상하였다.
  - KBS 연예대상에서 이찬원이 대상수상하였다.
- 12월 22일 - 베트남의 호찌민 지하철이 개통되었다.
- 12월 26일 - 대한민국 온라인 게임 회사 넥슨 설립 30주년.
- 12월 28일
  - ● 수도권 광역급행철도 A노선 운정중앙 ~ 서울역 구간 개통되었다.
  - 함양울산고속도로 창녕JC - 서밀양IC 구간 개통되었다.
- 12월 31일
  - CGV 화명이 폐점했다.
  - 애니플러스 LIVE, VOD 스트리밍, 다운로드 서비스를 중지했다.

## 사망

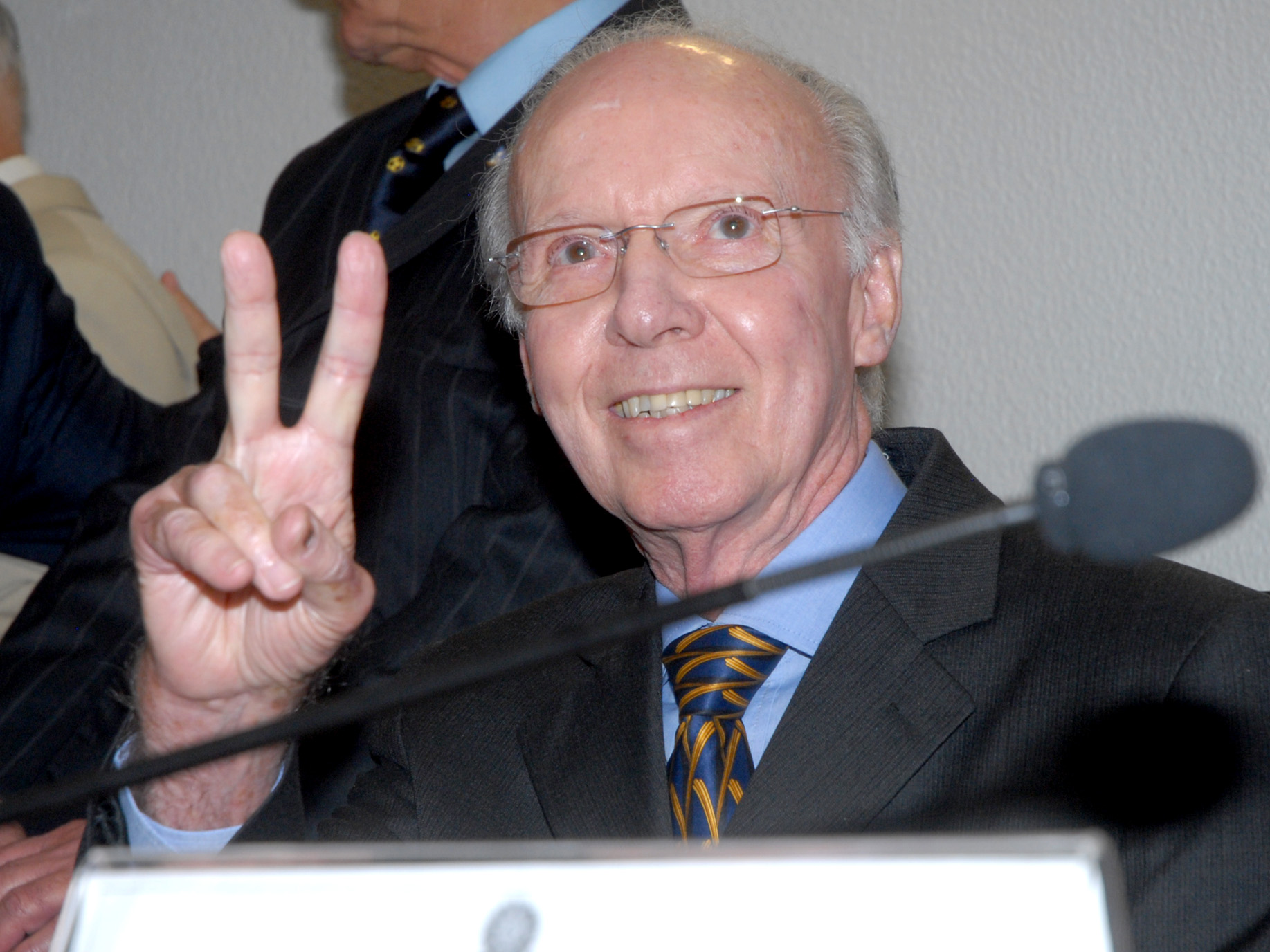
마리우 자갈루

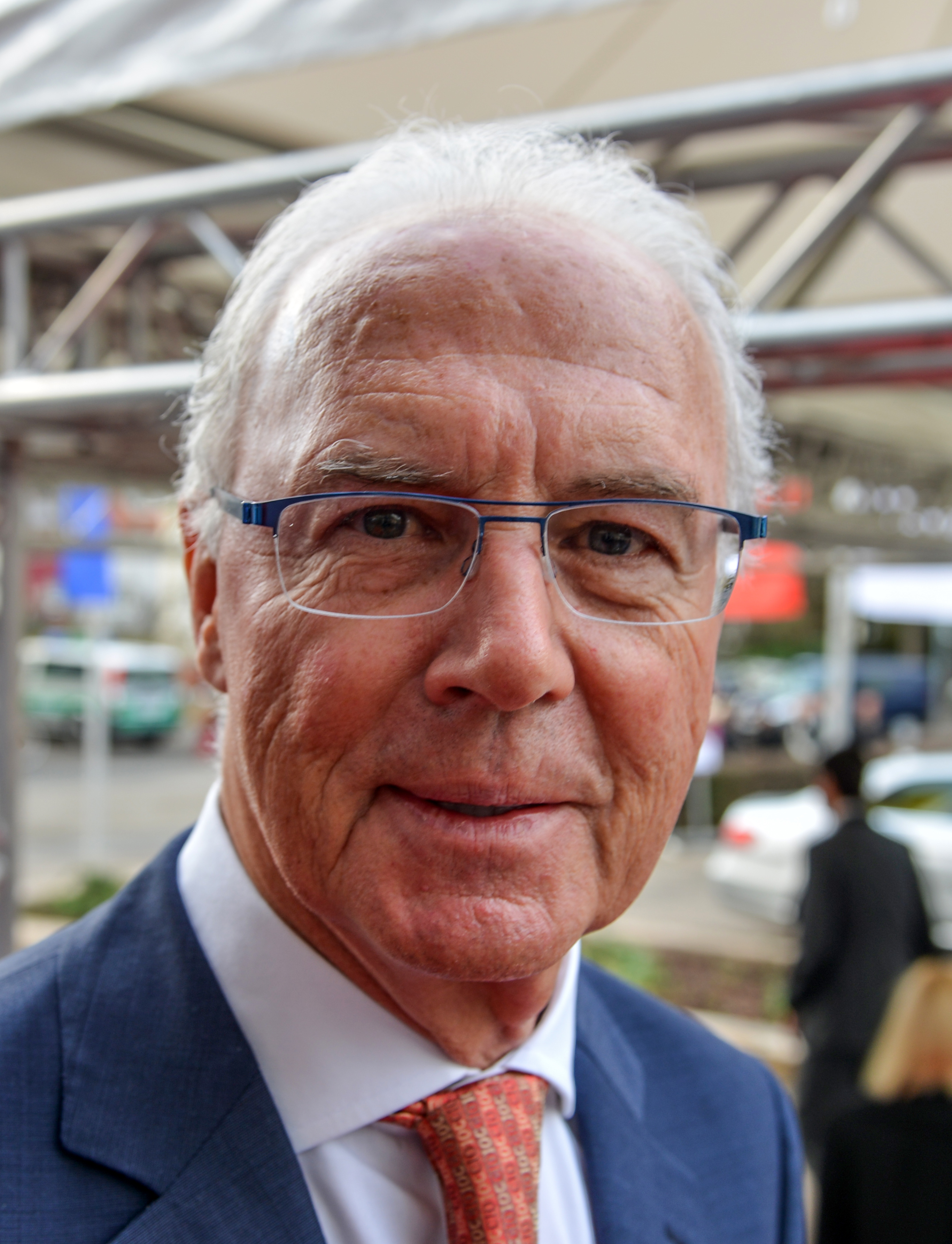
프란츠 베켄바워

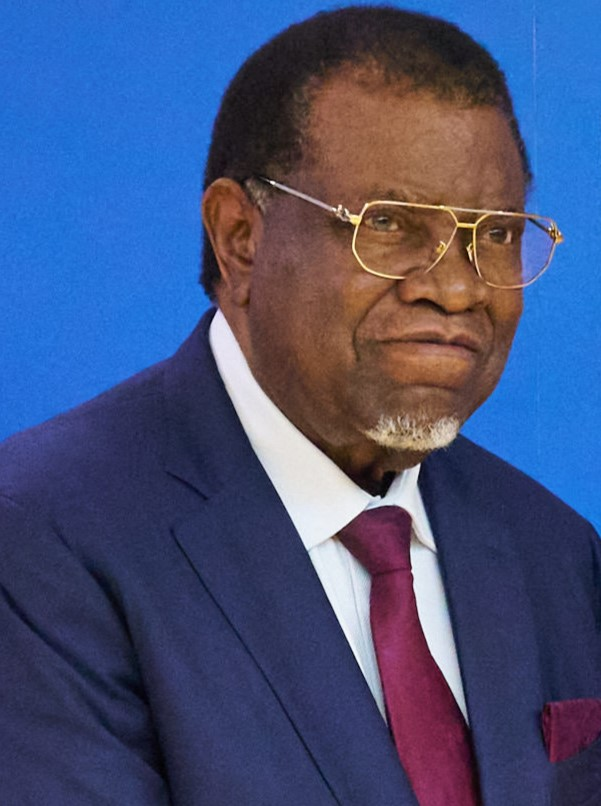
하게 게인고브

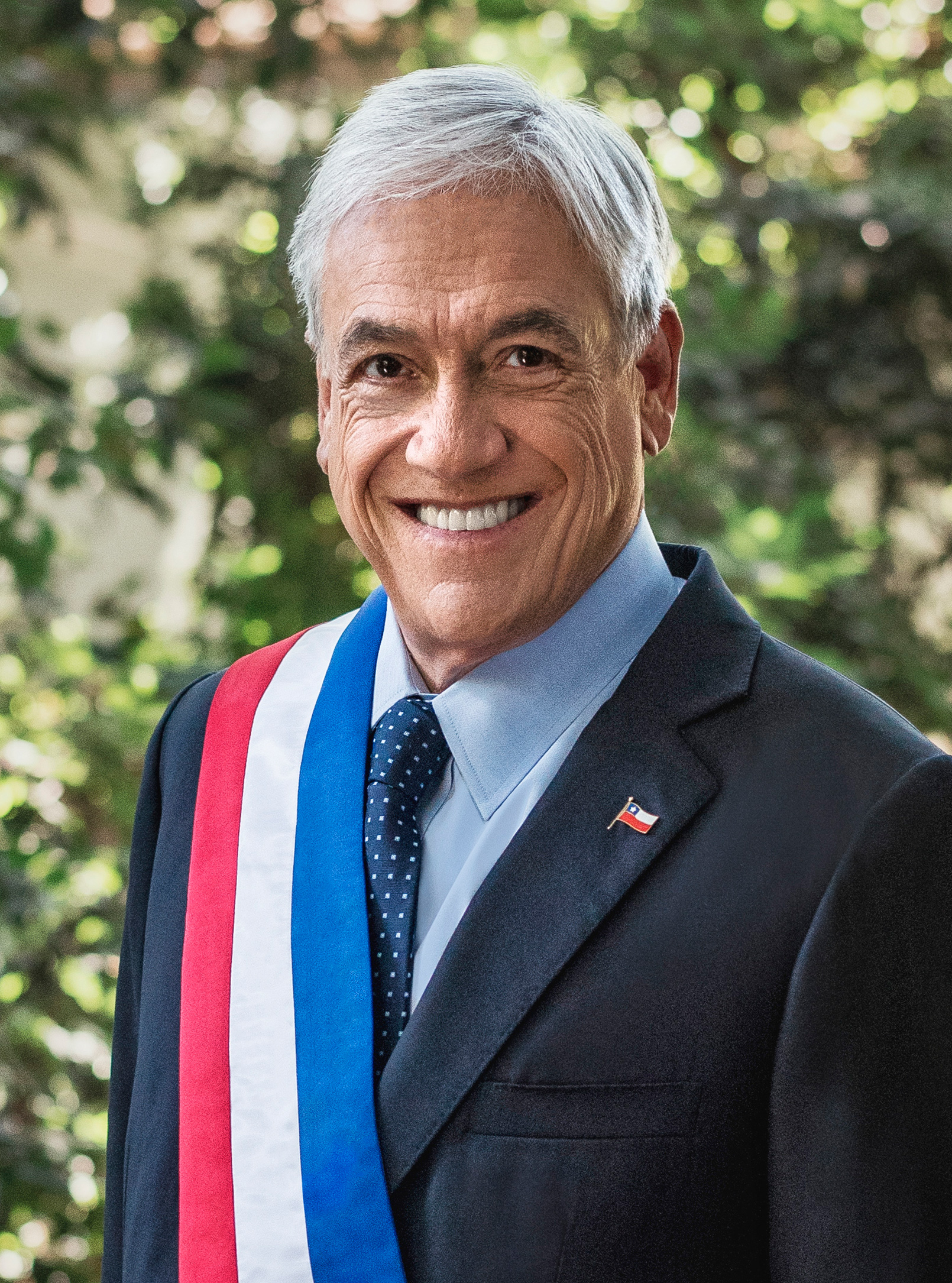
세바스티안 피녜라

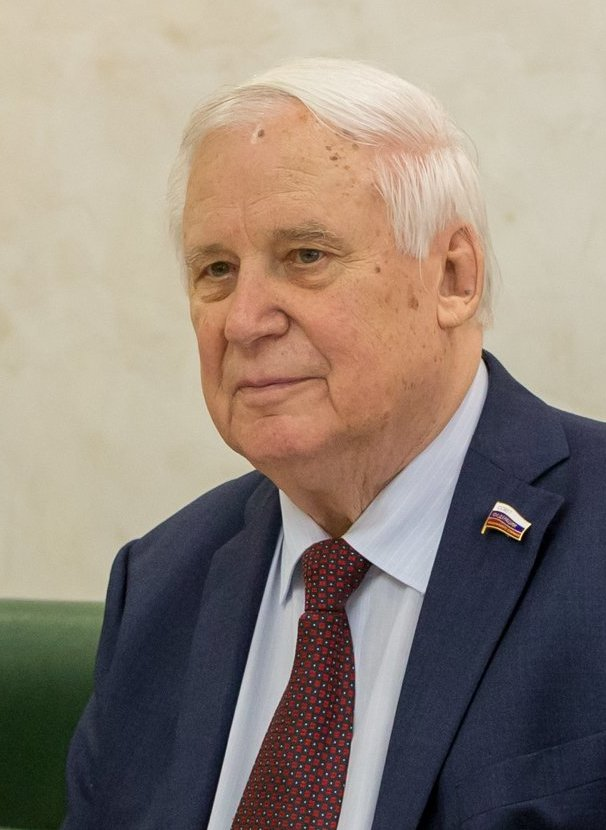
니콜라이 리시코프

브라이언 멀로니

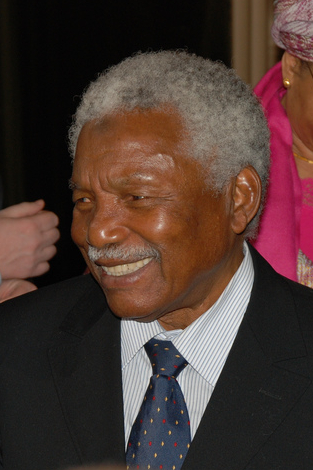
알리 하산 므위니

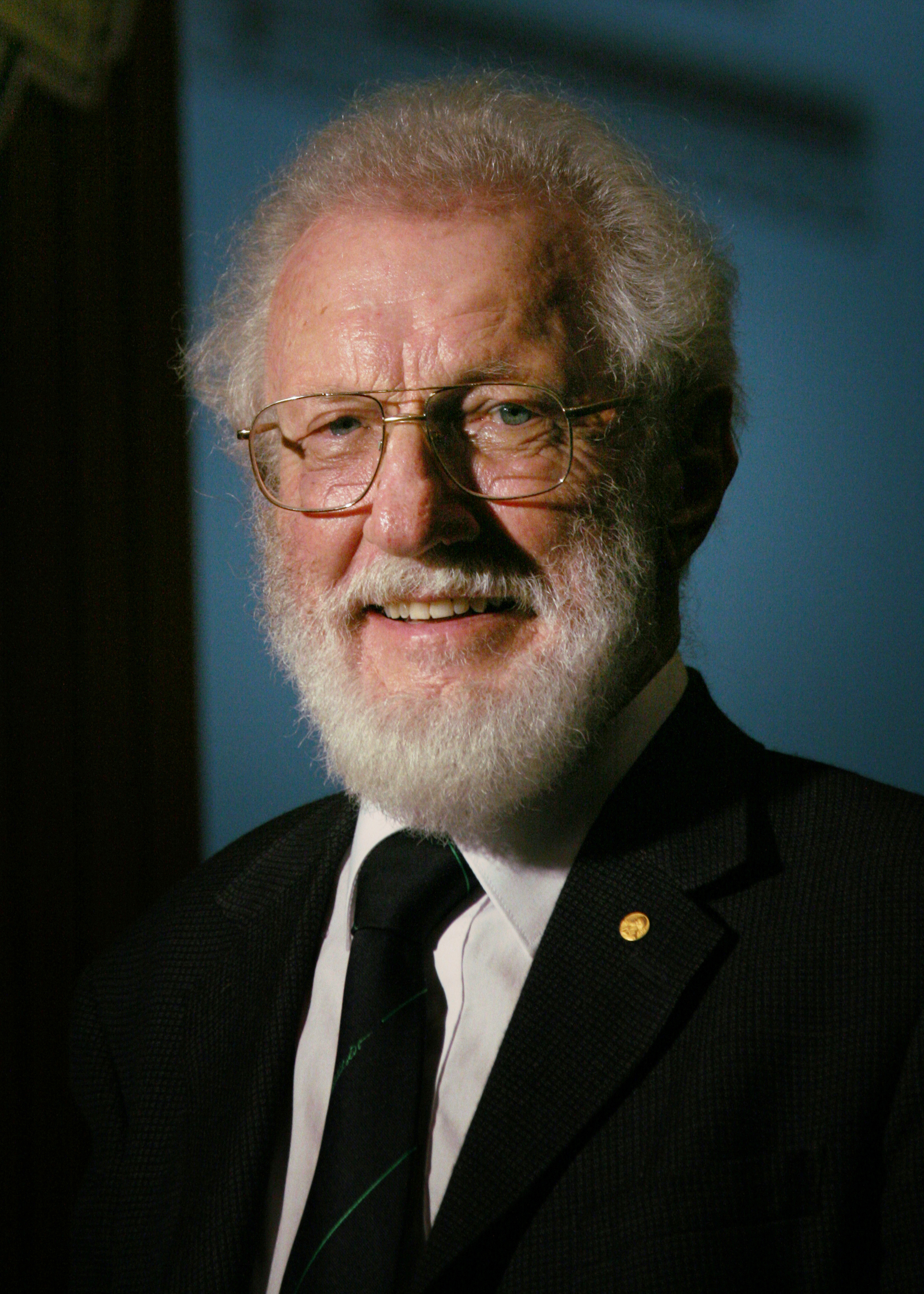
허버트 크뢰머

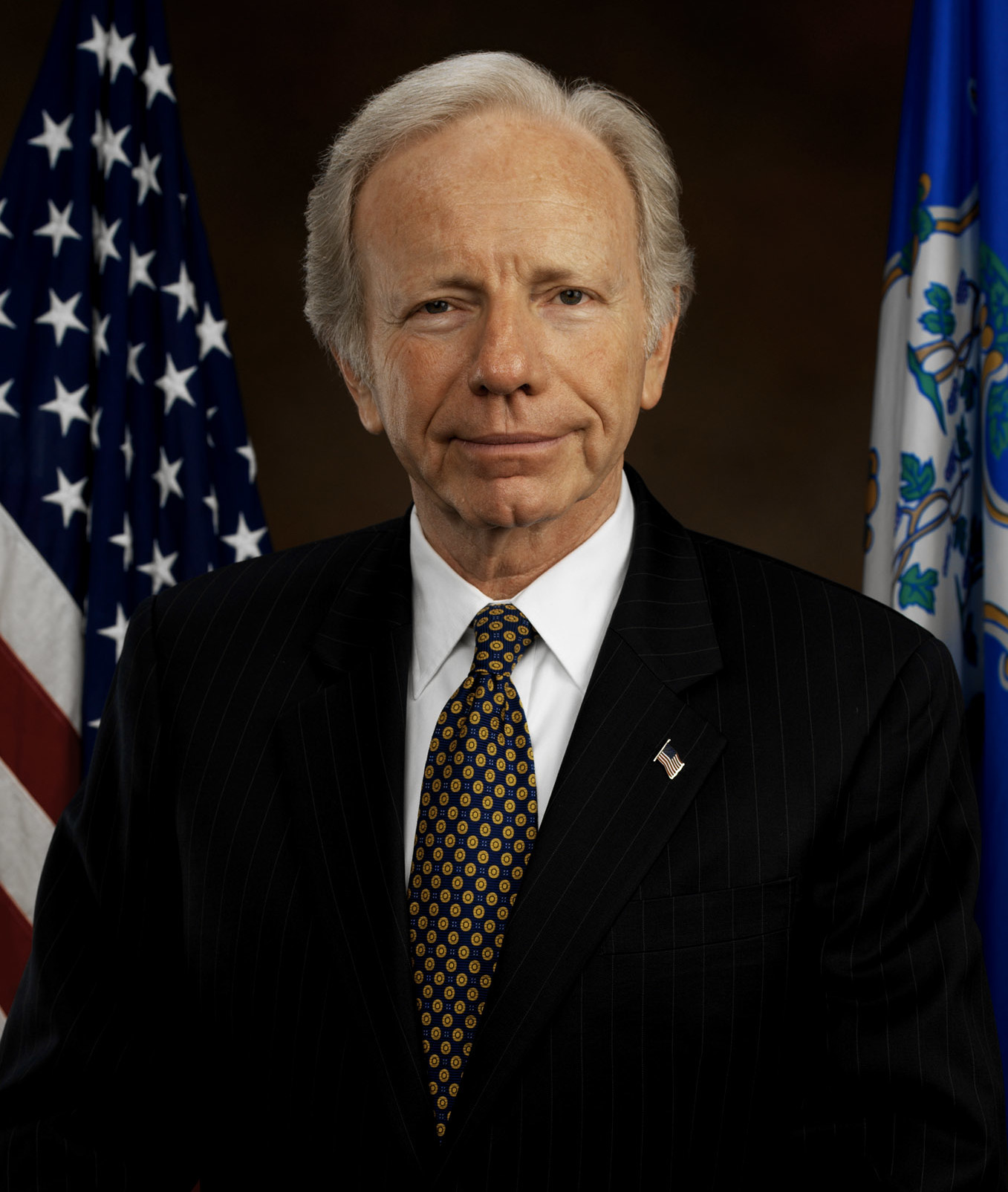
조 리버먼

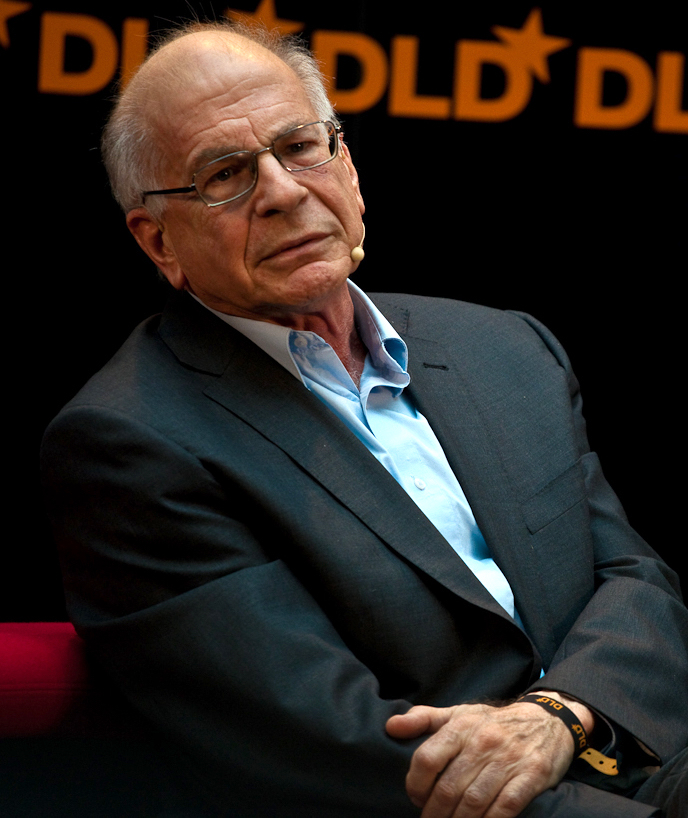
대니얼 카너먼

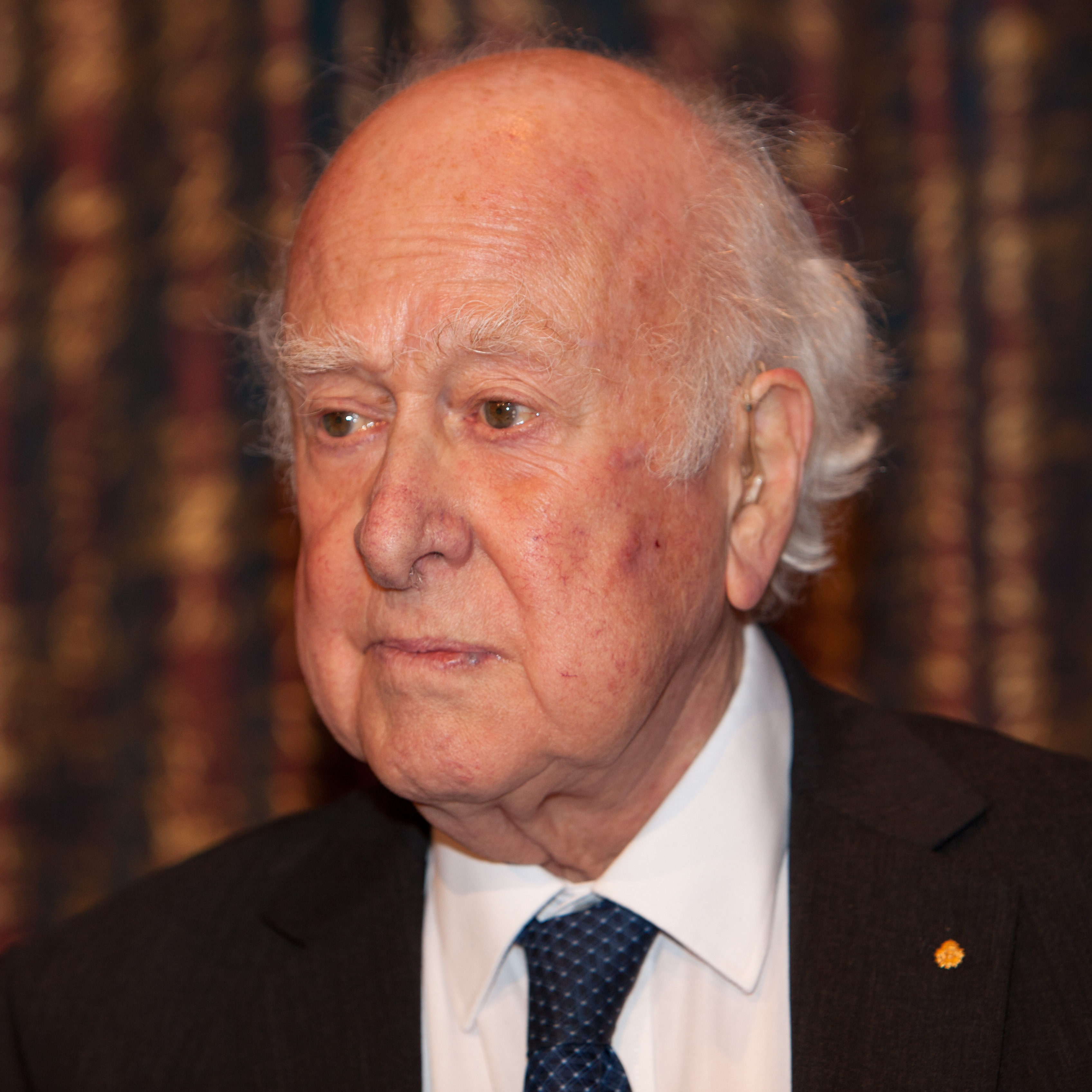
피터 힉스

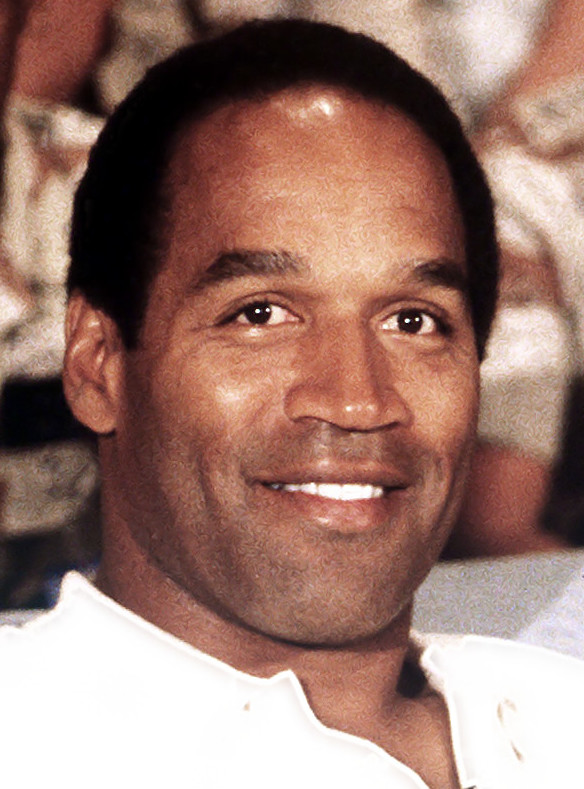
O.J. 심슨

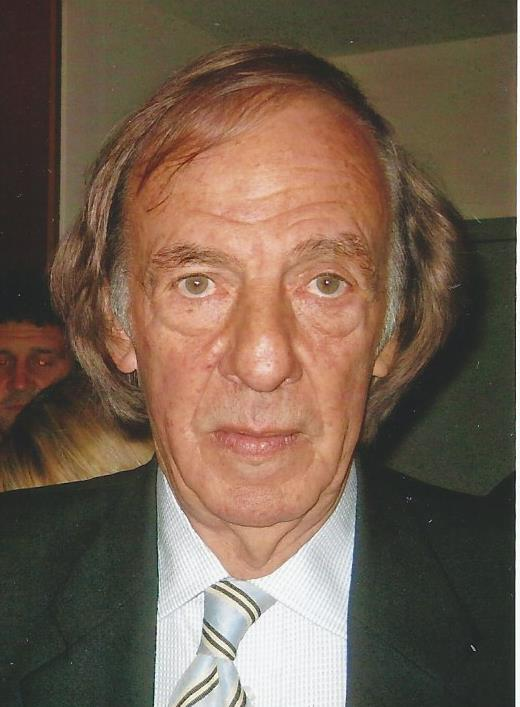
세사르 루이스 메노티

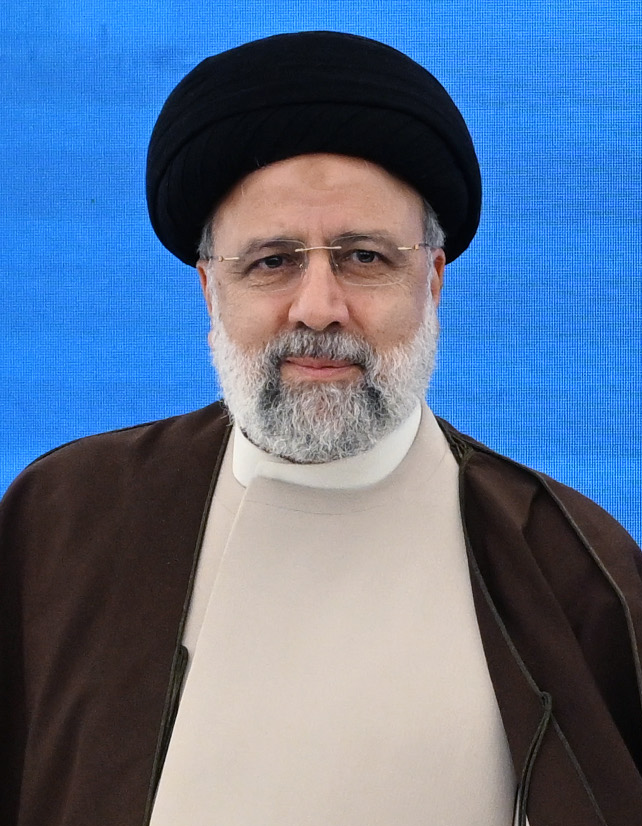
에브라힘 라이시

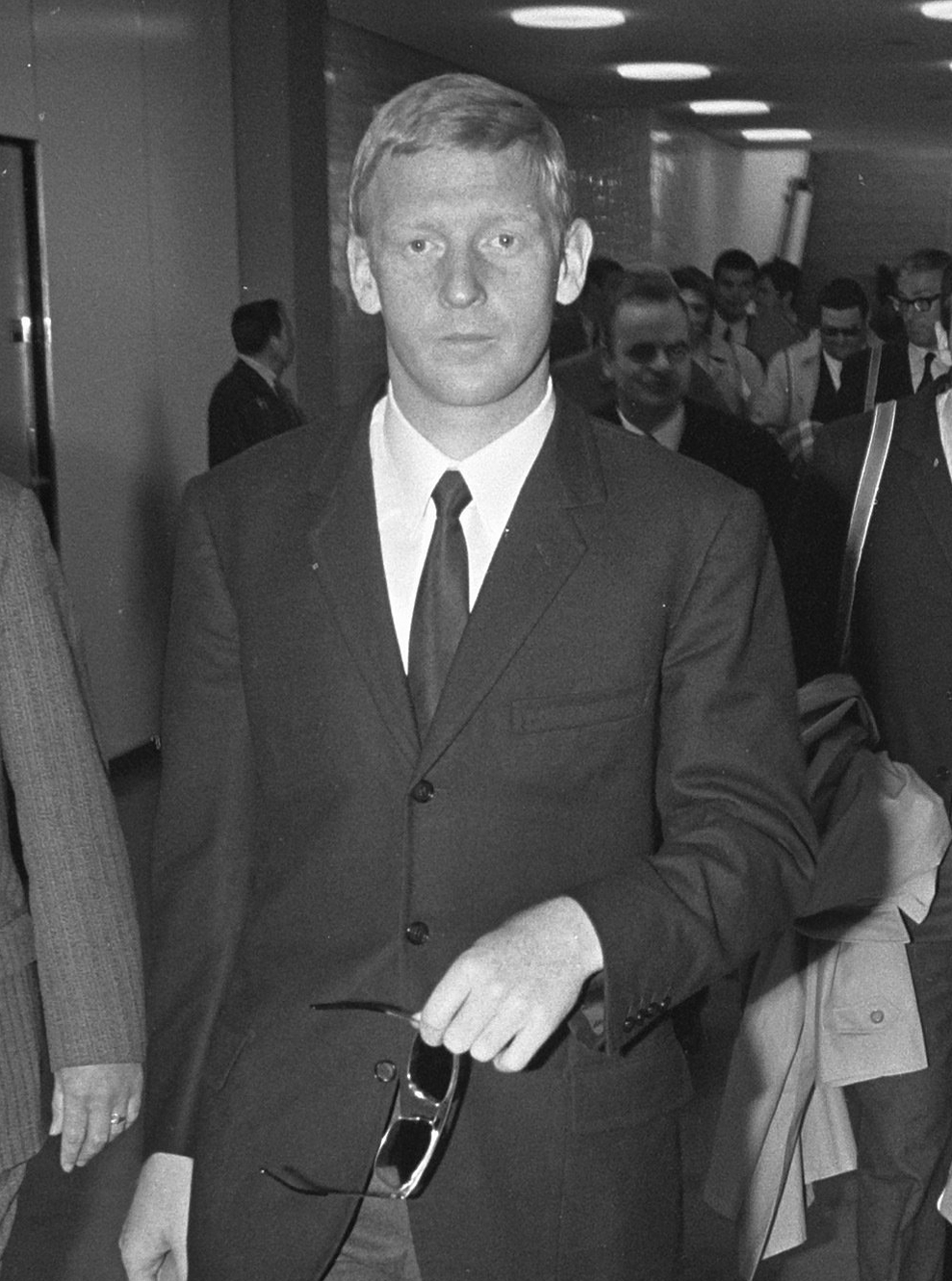
카를하인츠 슈넬링거

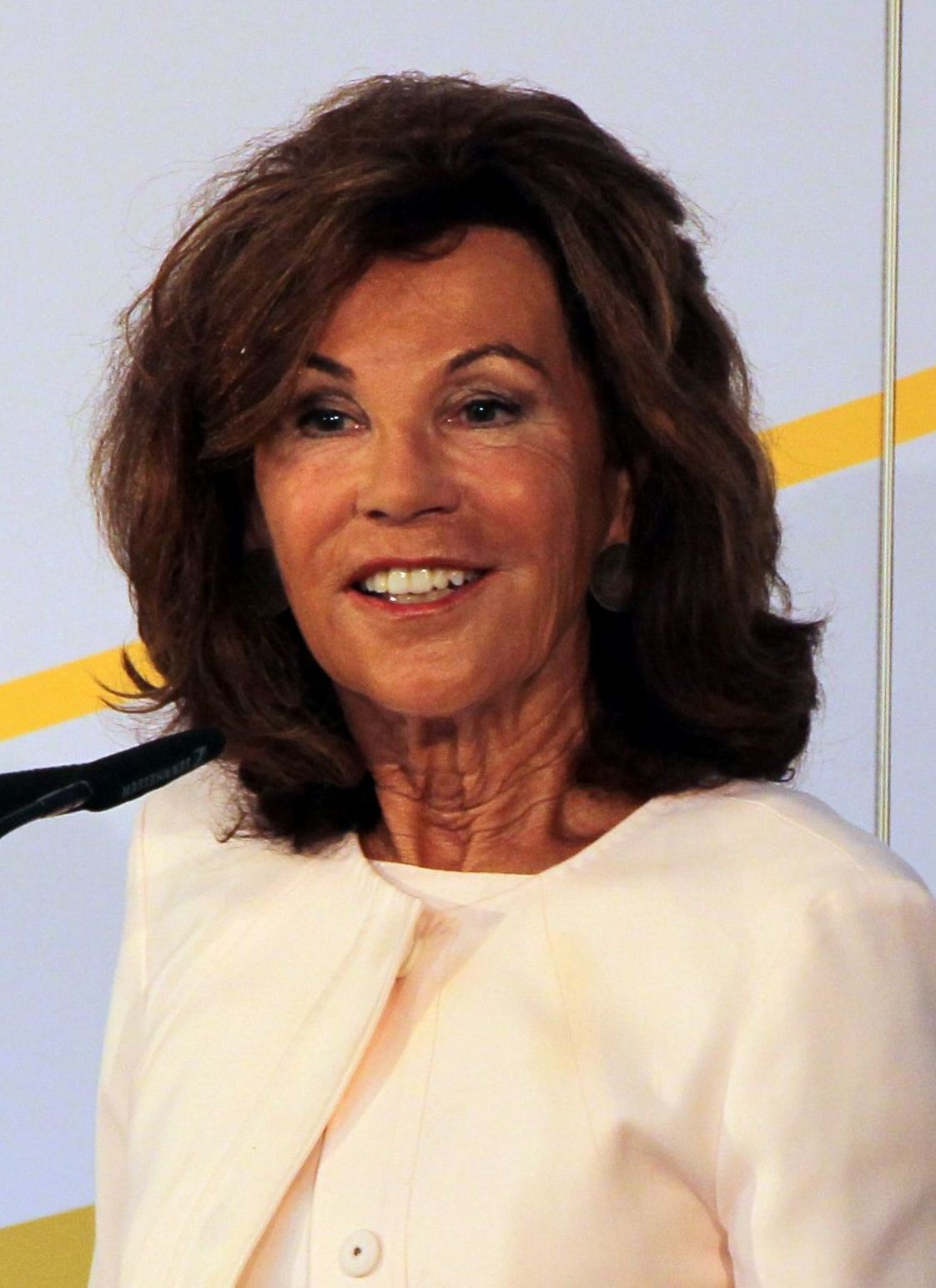
브리기테 비어라인

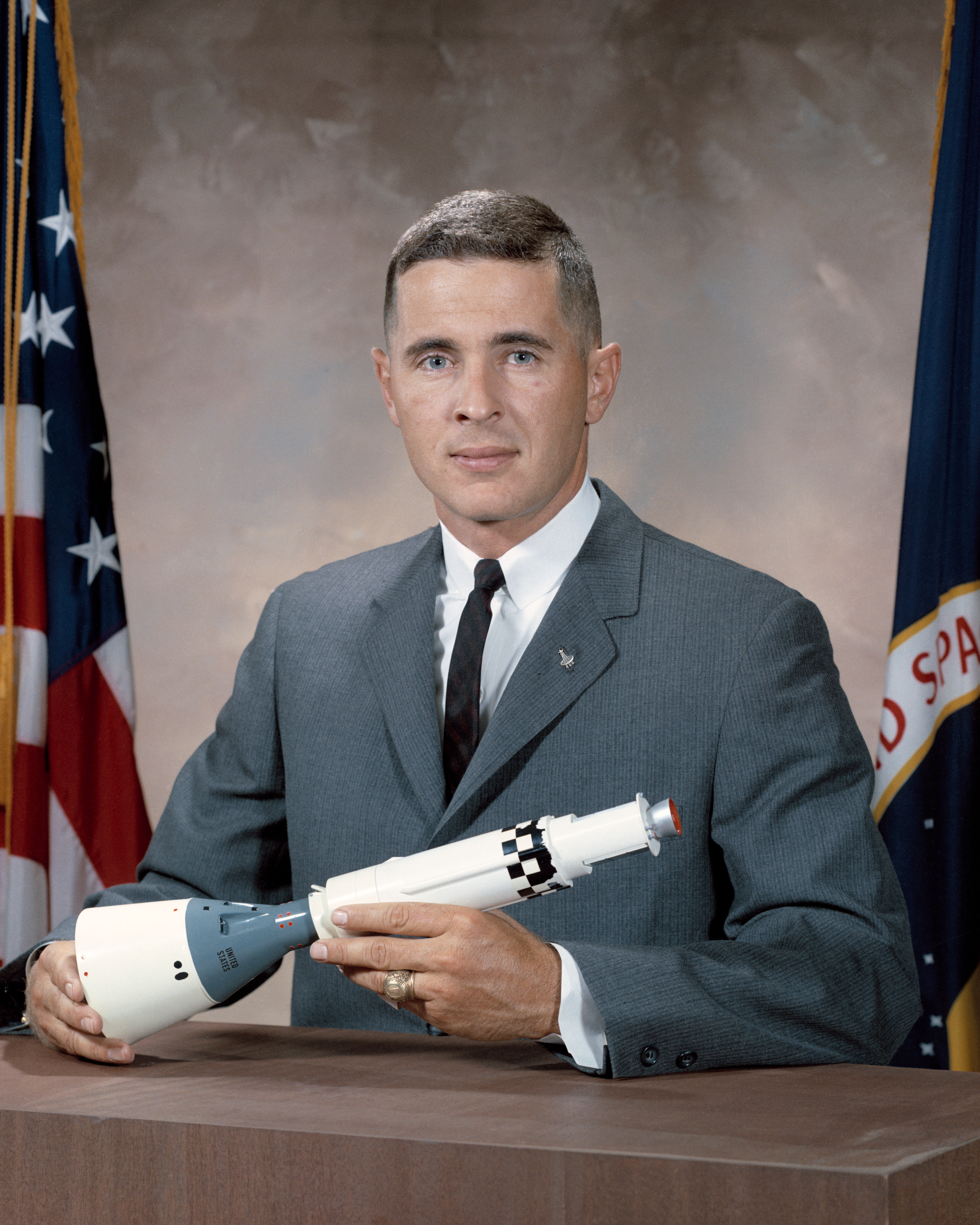
윌리엄 앤더스

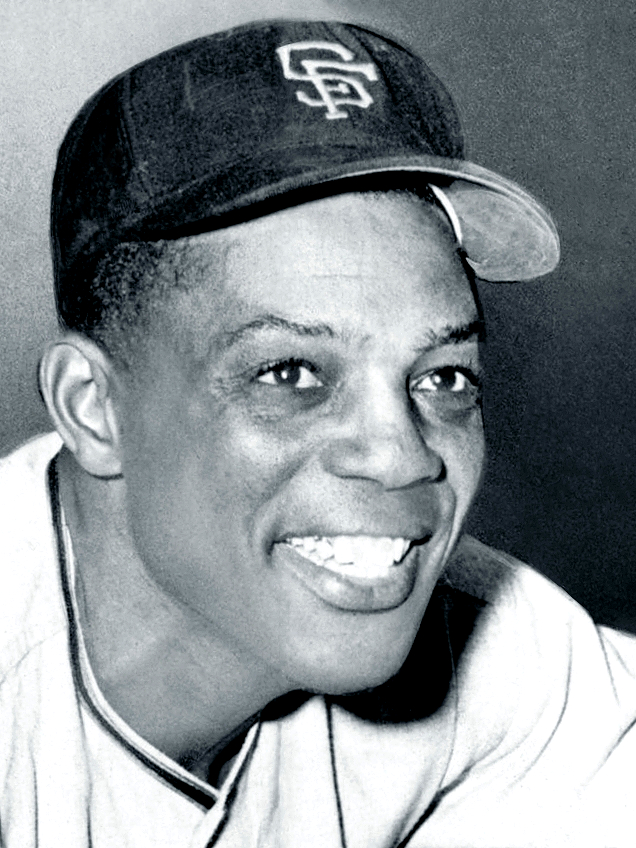
윌리 메이스

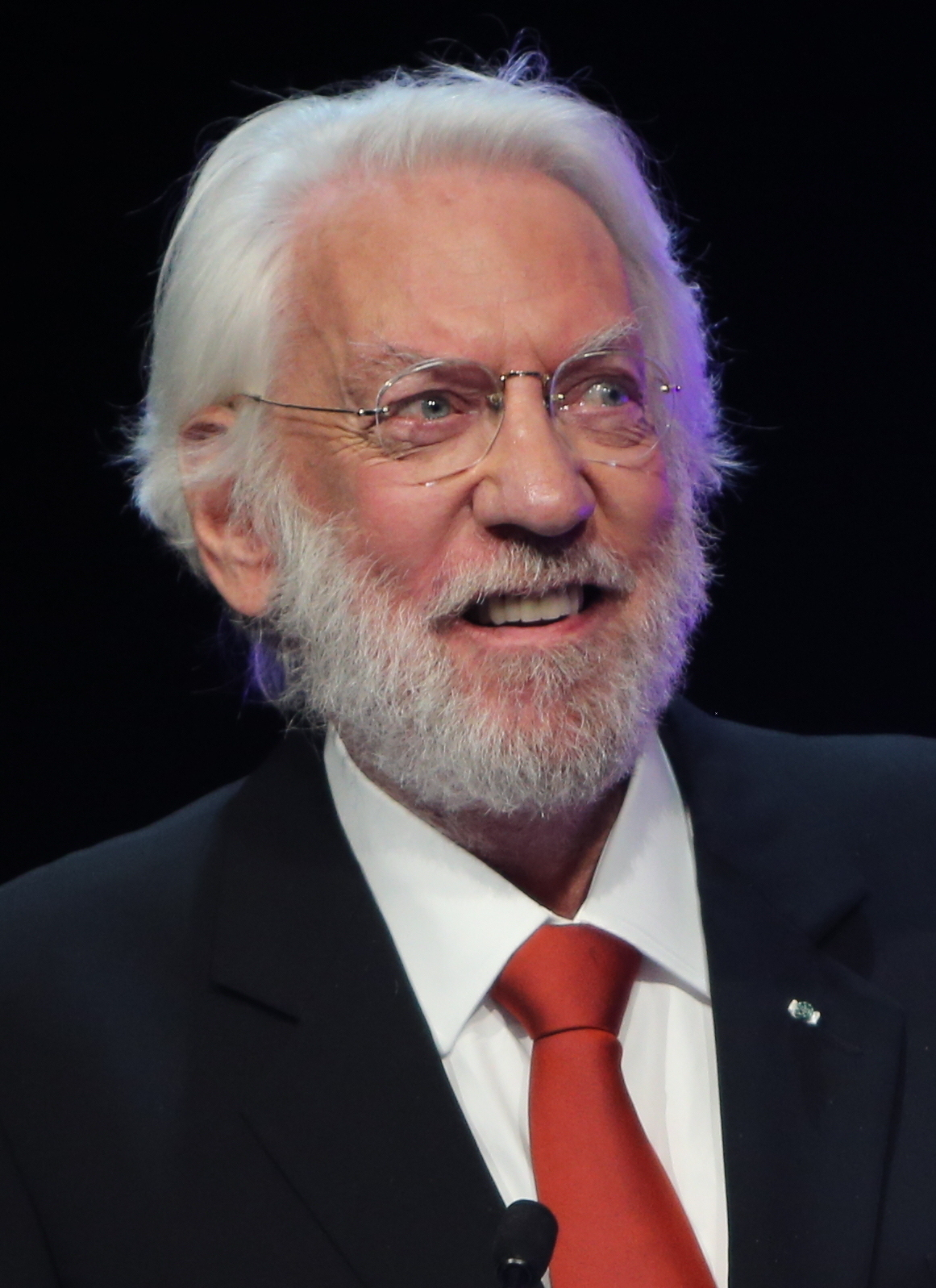
도널드 서덜랜드

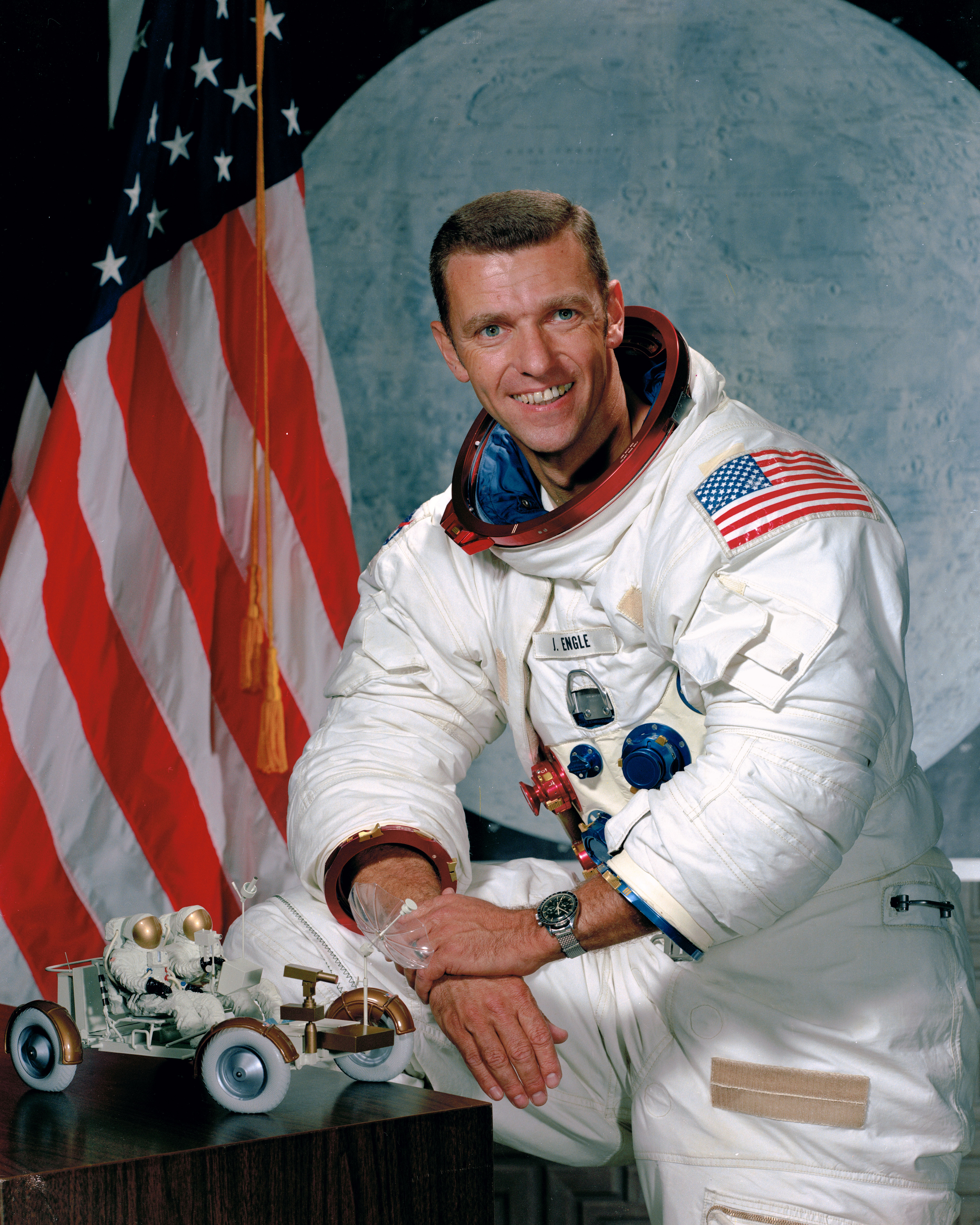
조 엥글

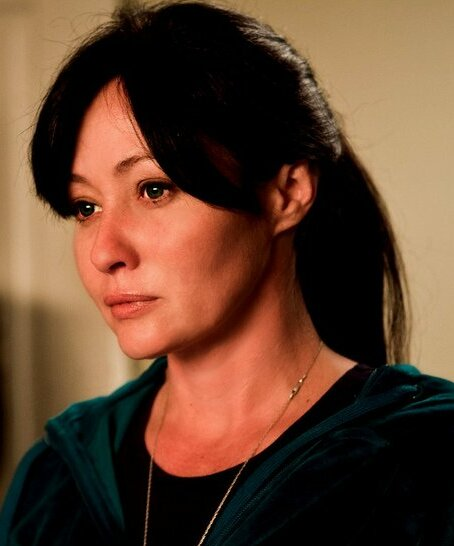
섀넌 도허티

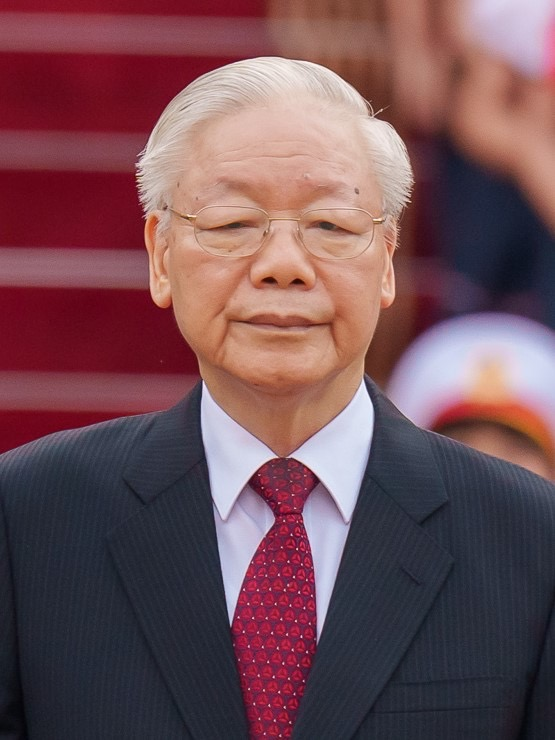
응우옌푸쫑

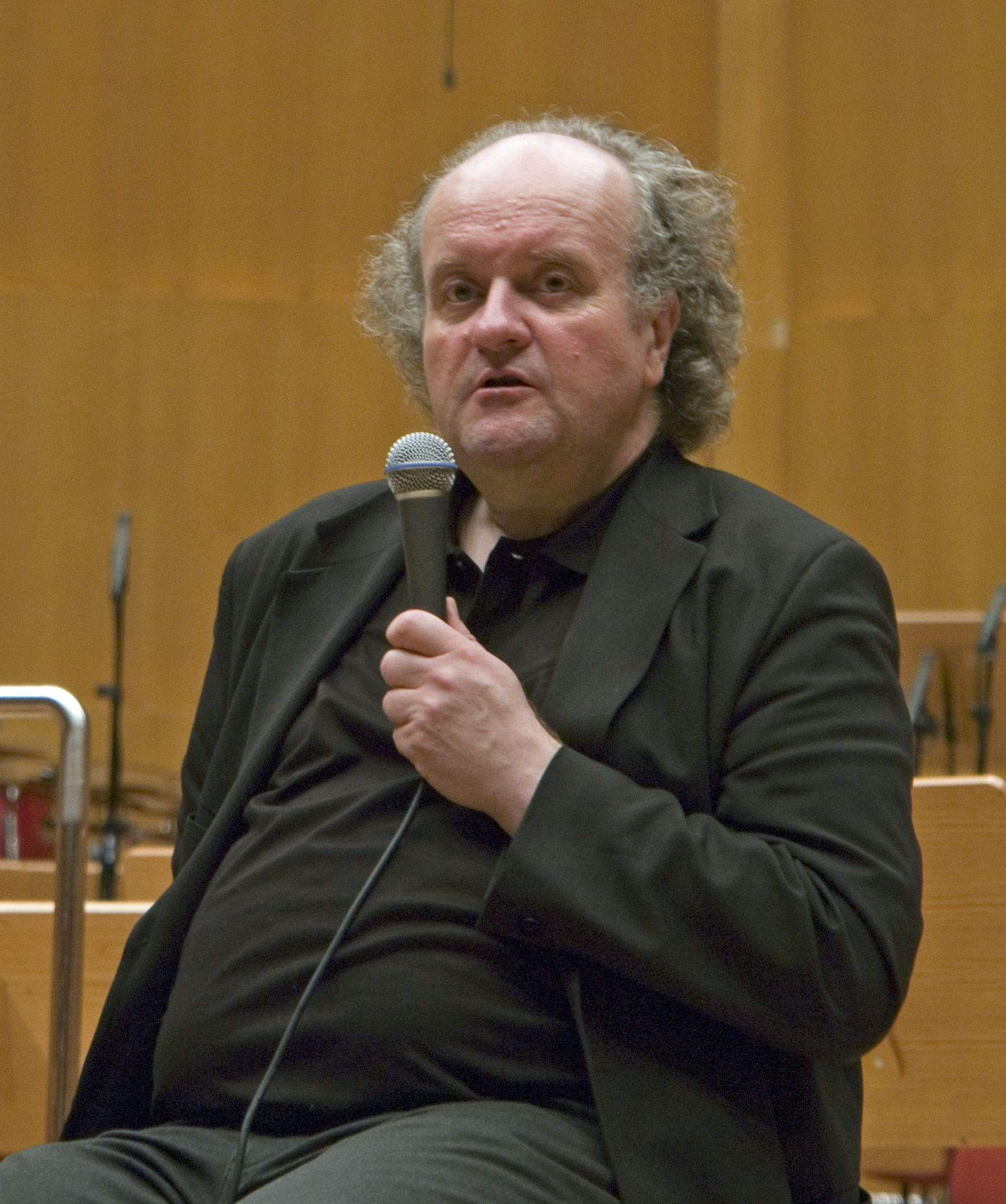
볼프강 림

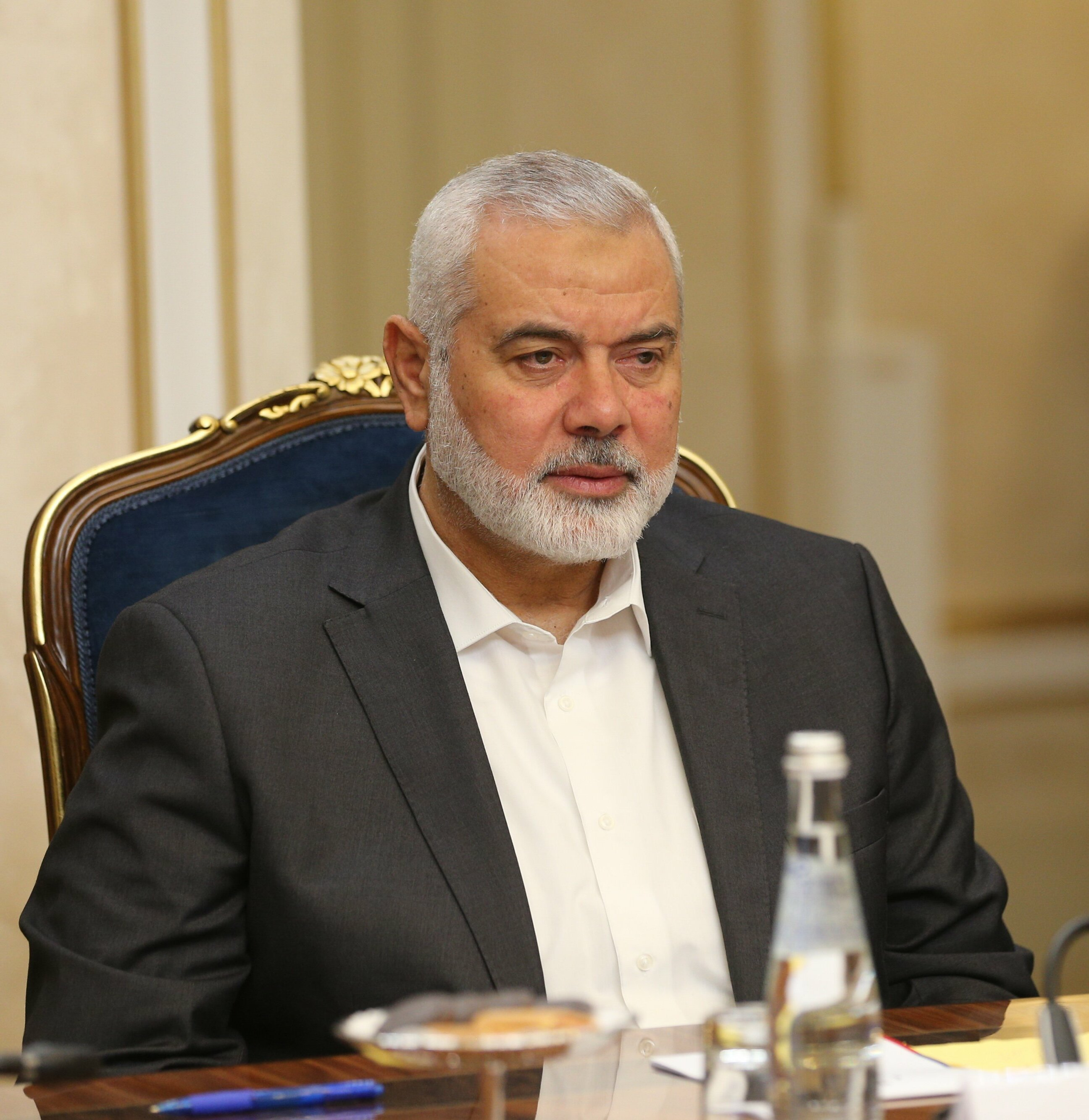
이스마일 하니예

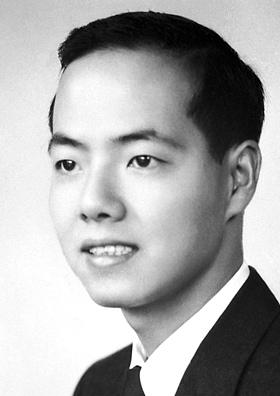
리정다오

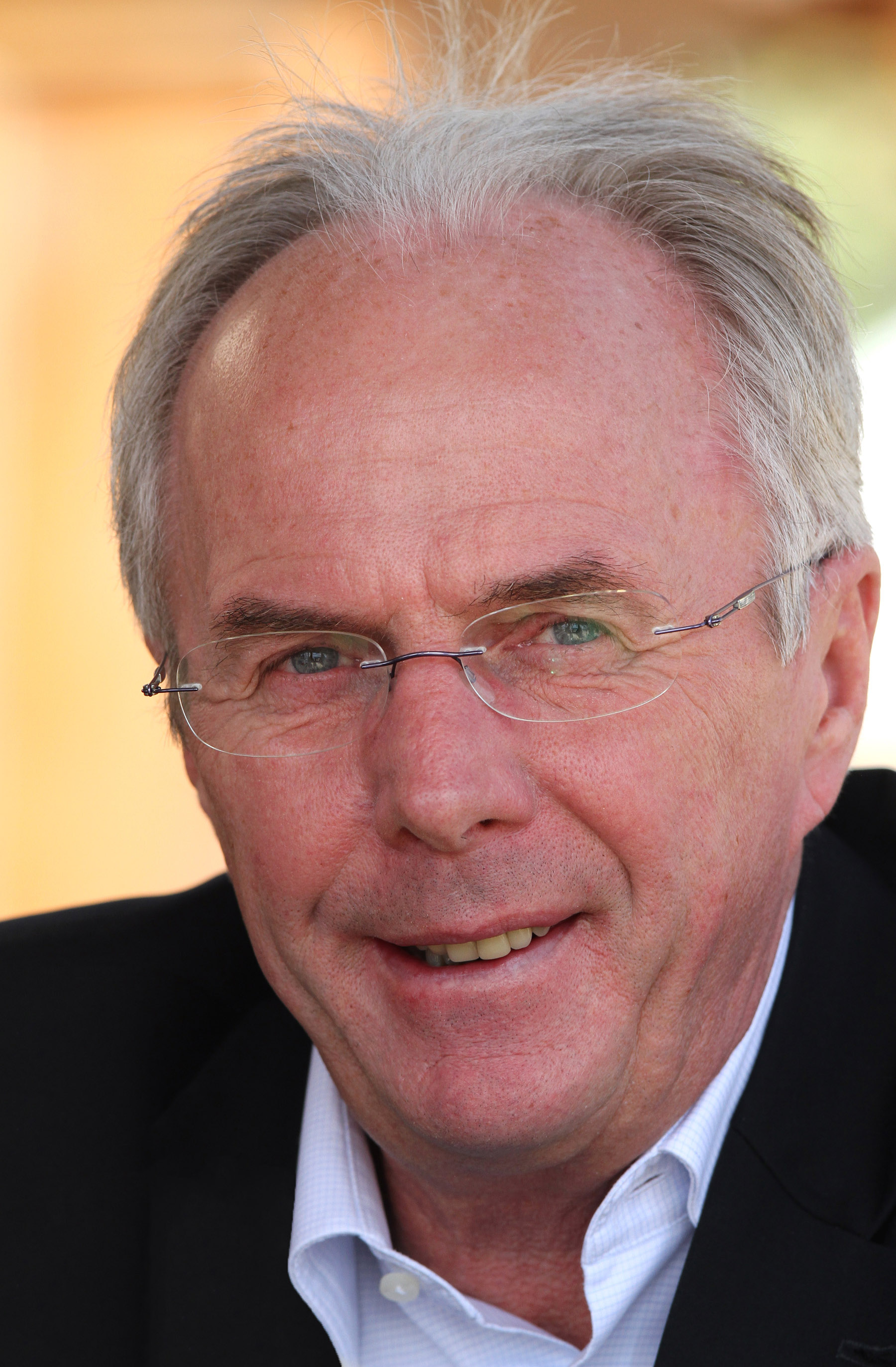
스벤예란 에릭손

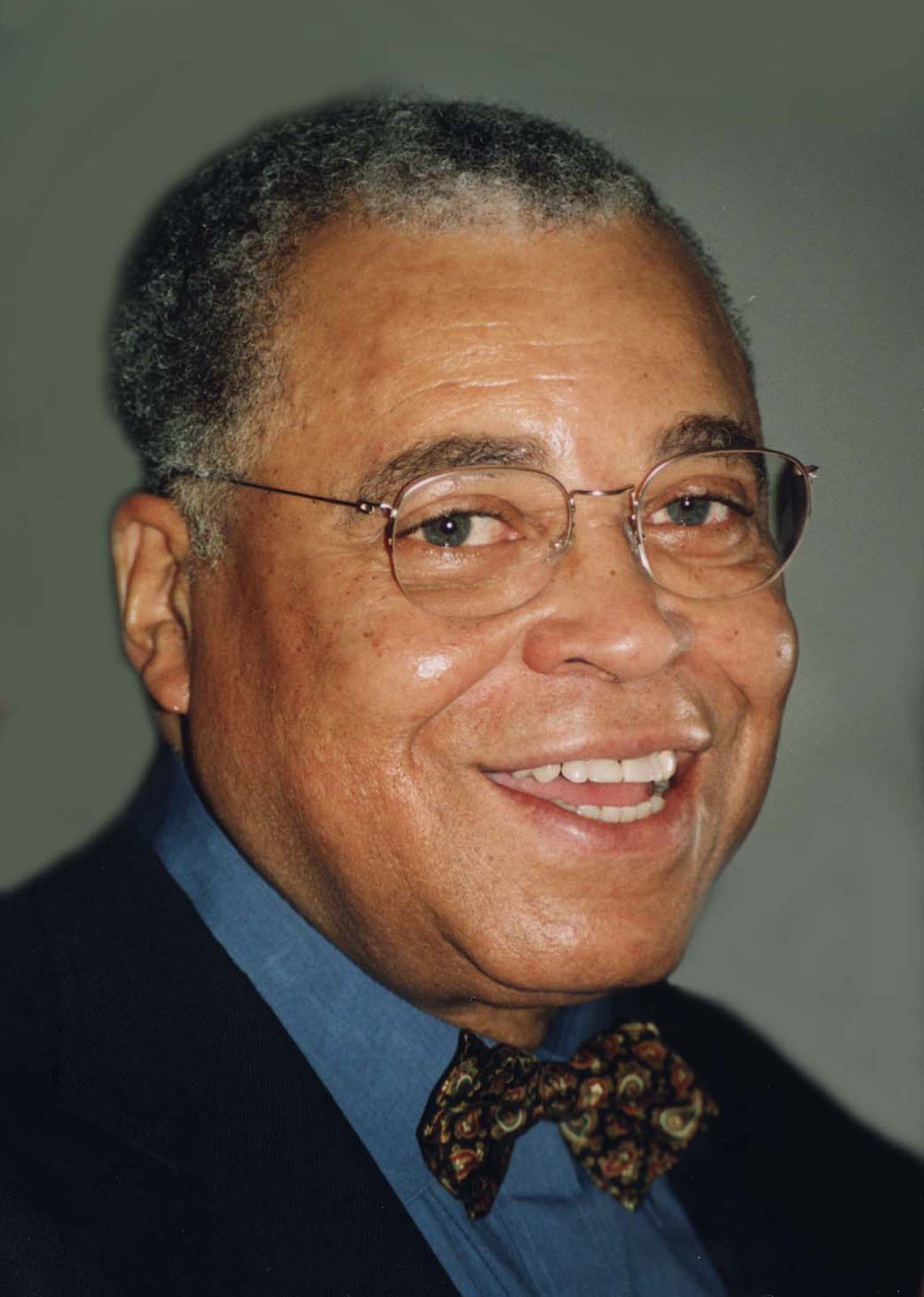
제임스 얼 존스

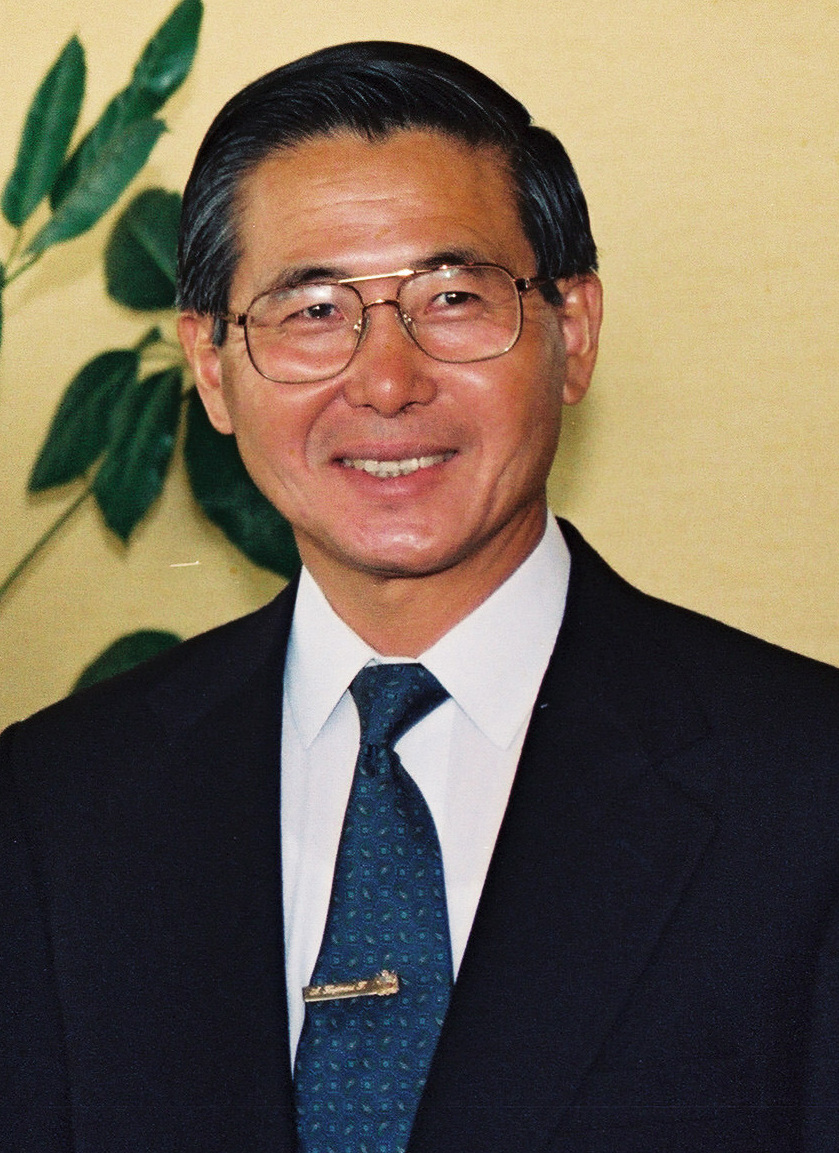
알베르토 후지모리

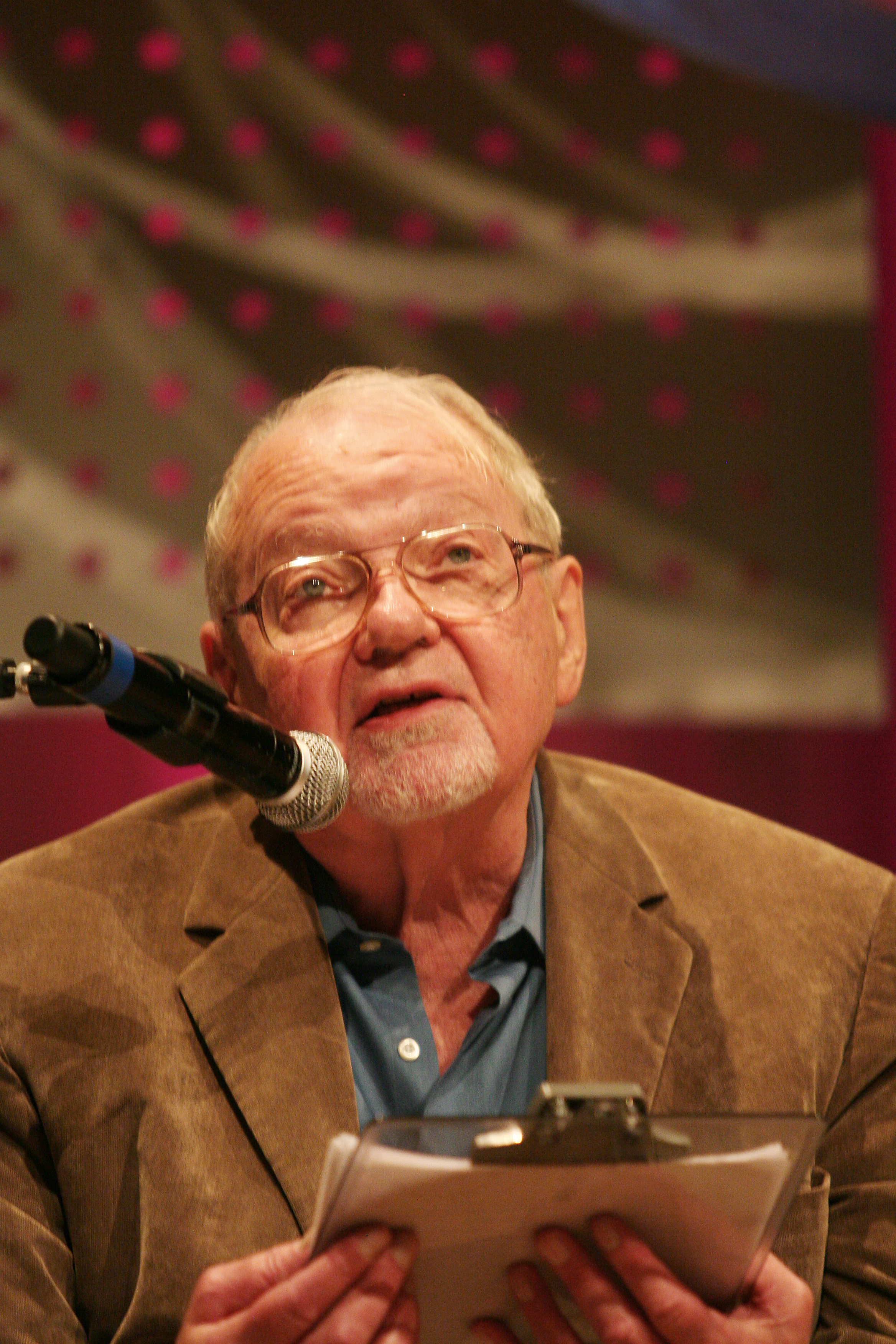
프레드릭 제임슨

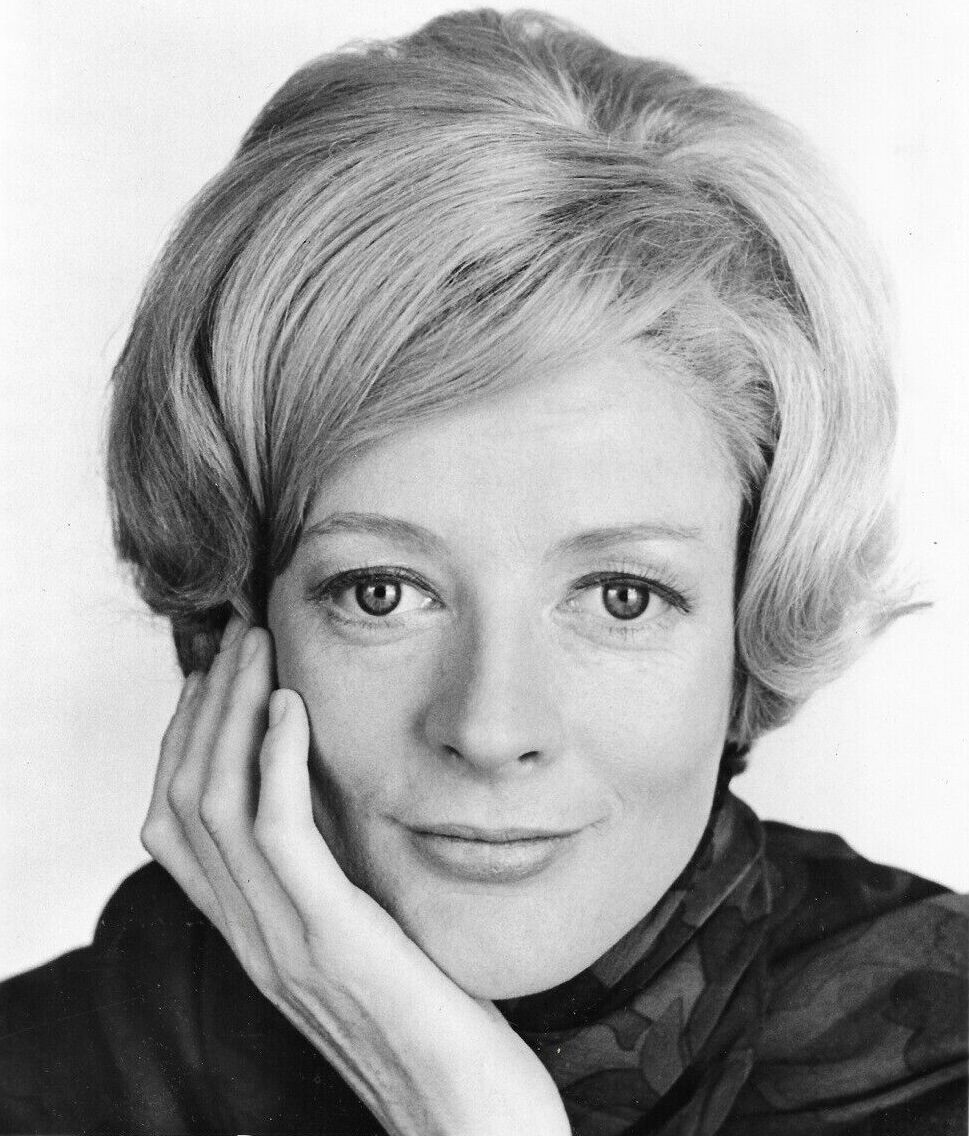
매기 스미스

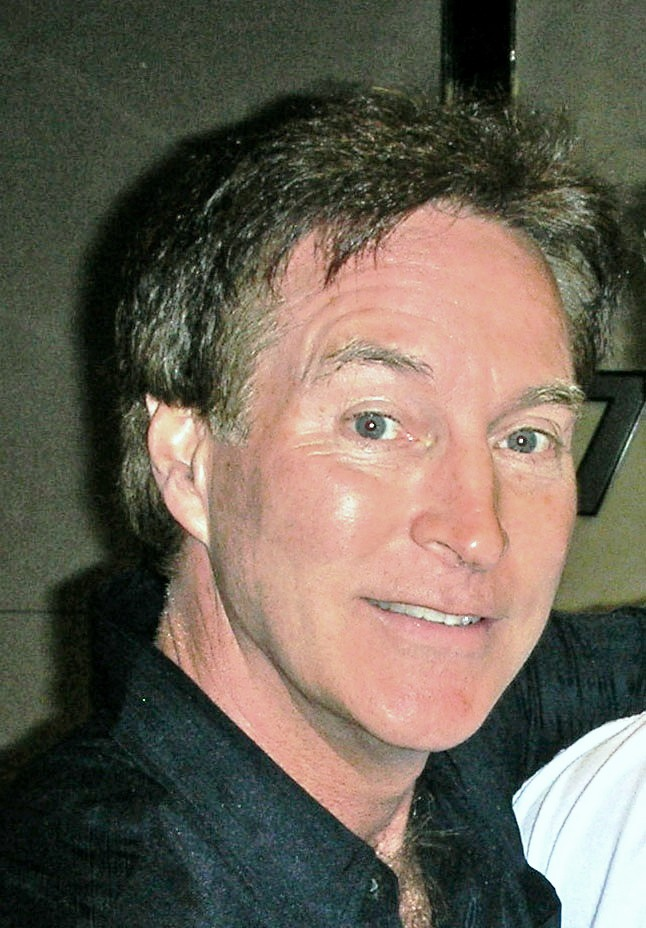
드레이크 허지스틴

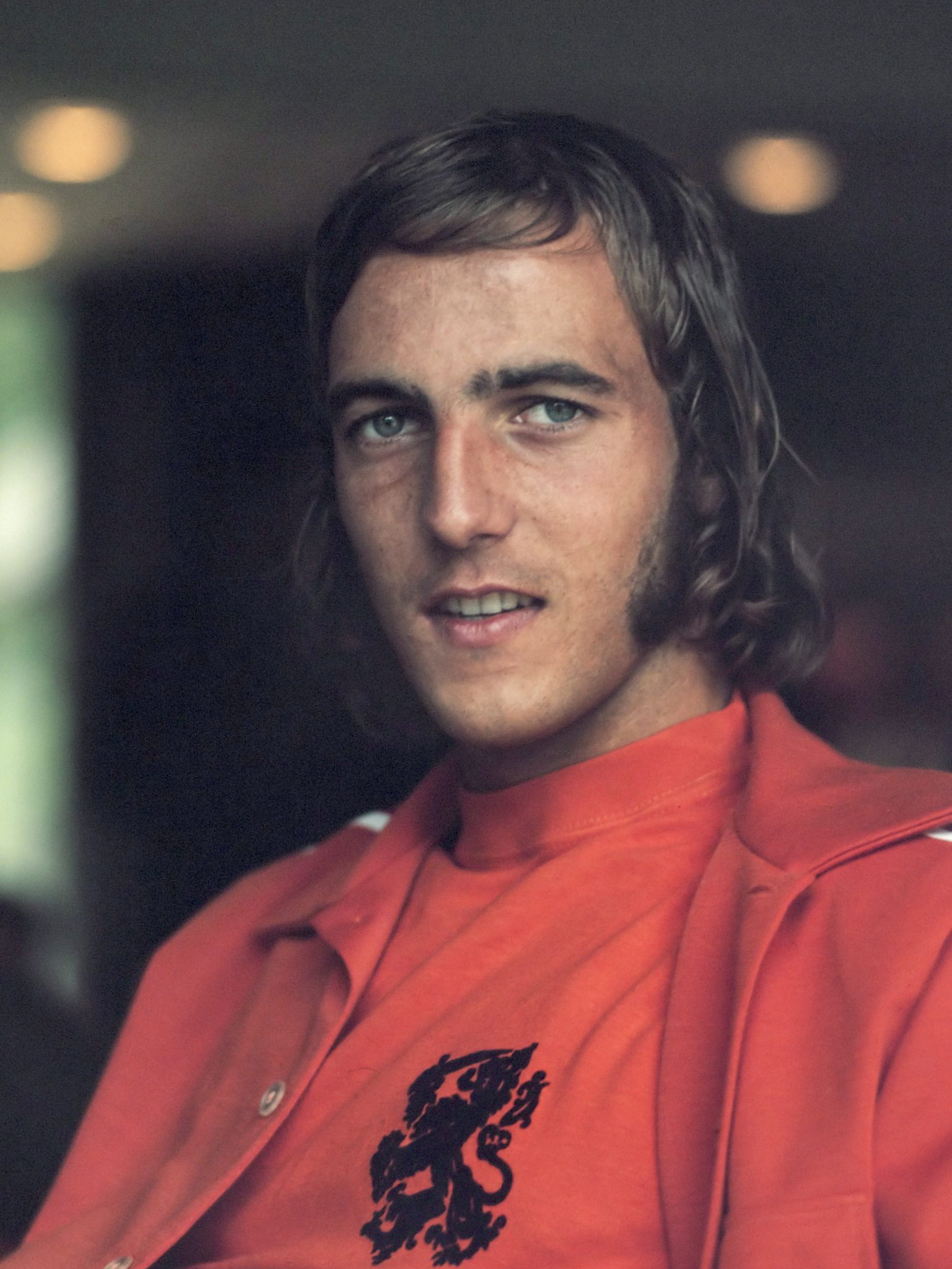
요한 네이스컨스

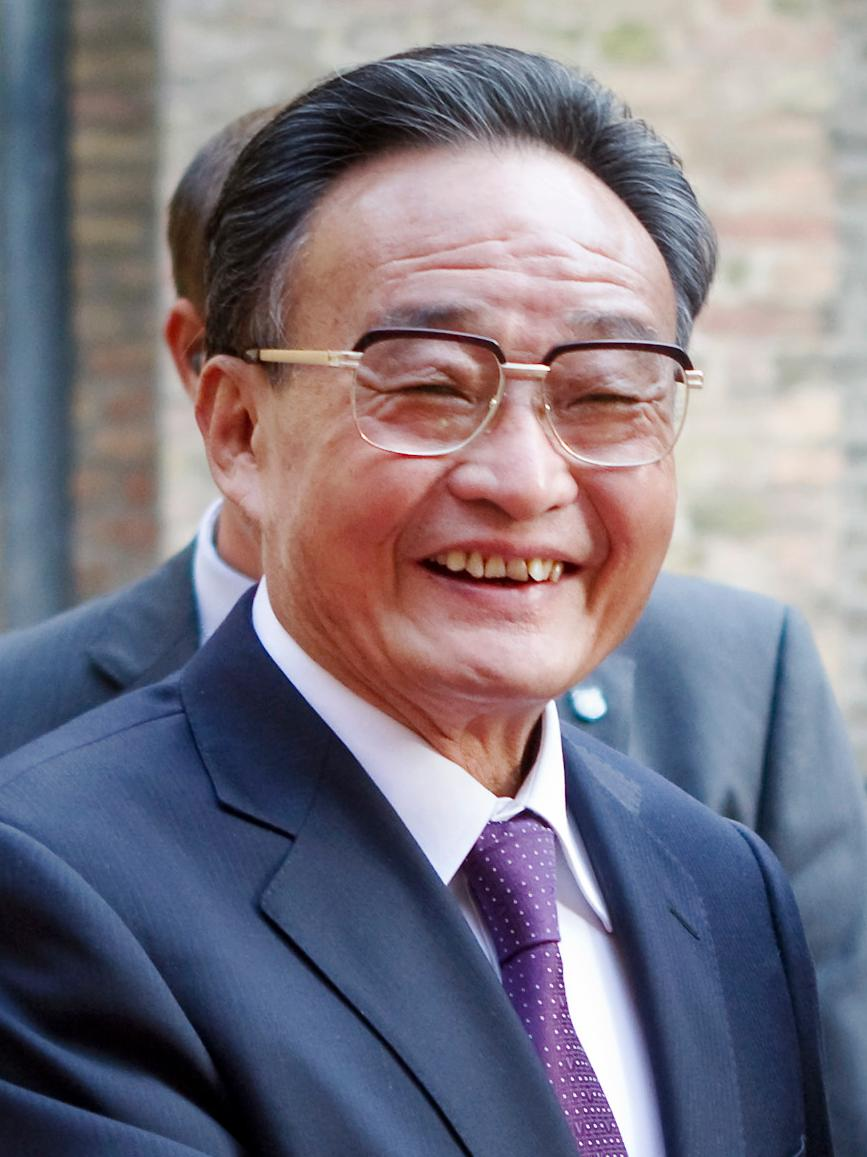
우방궈

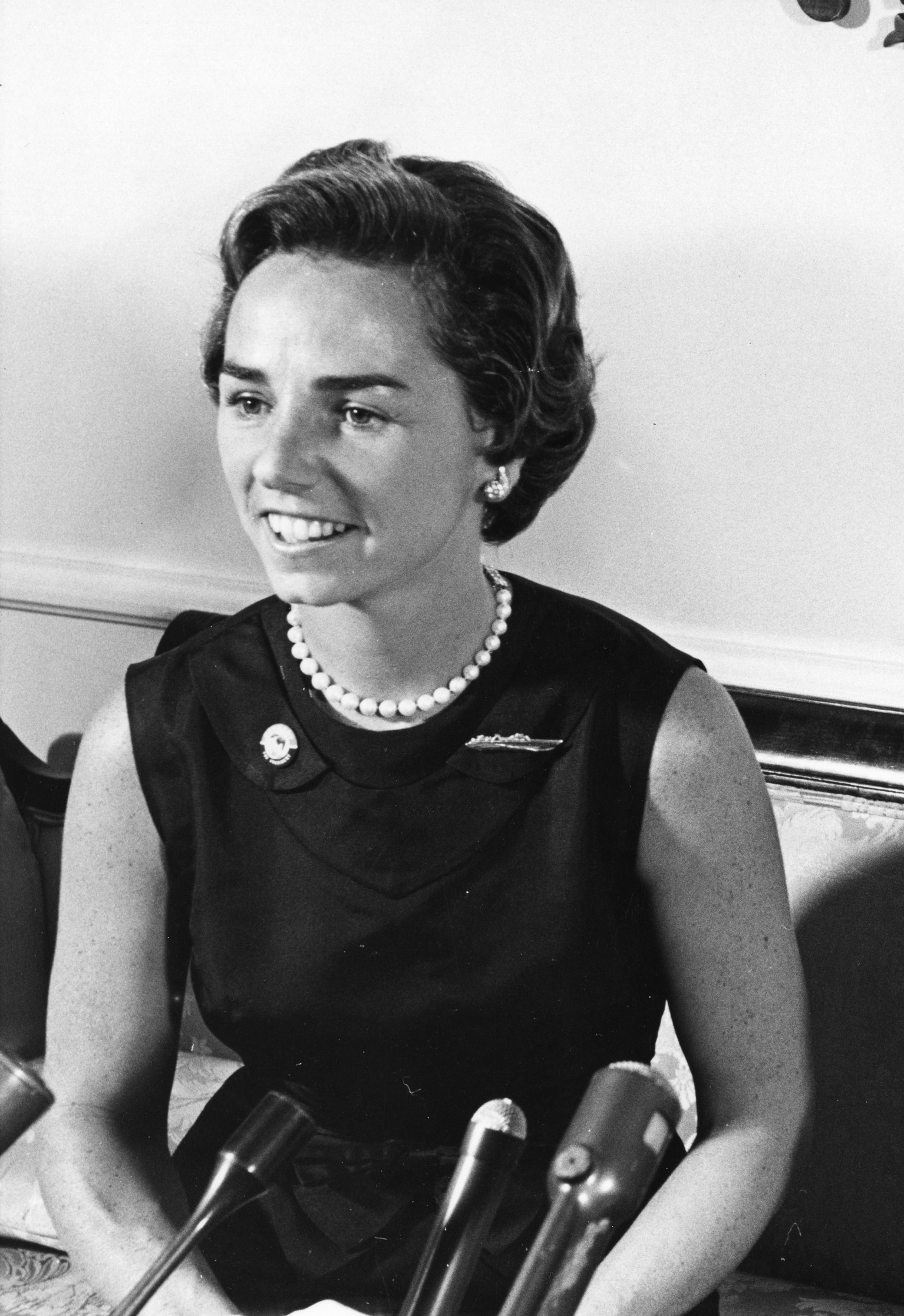
에델 케네디

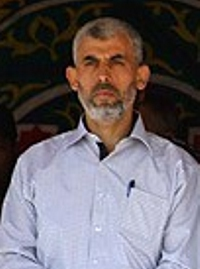
야흐야 신와르

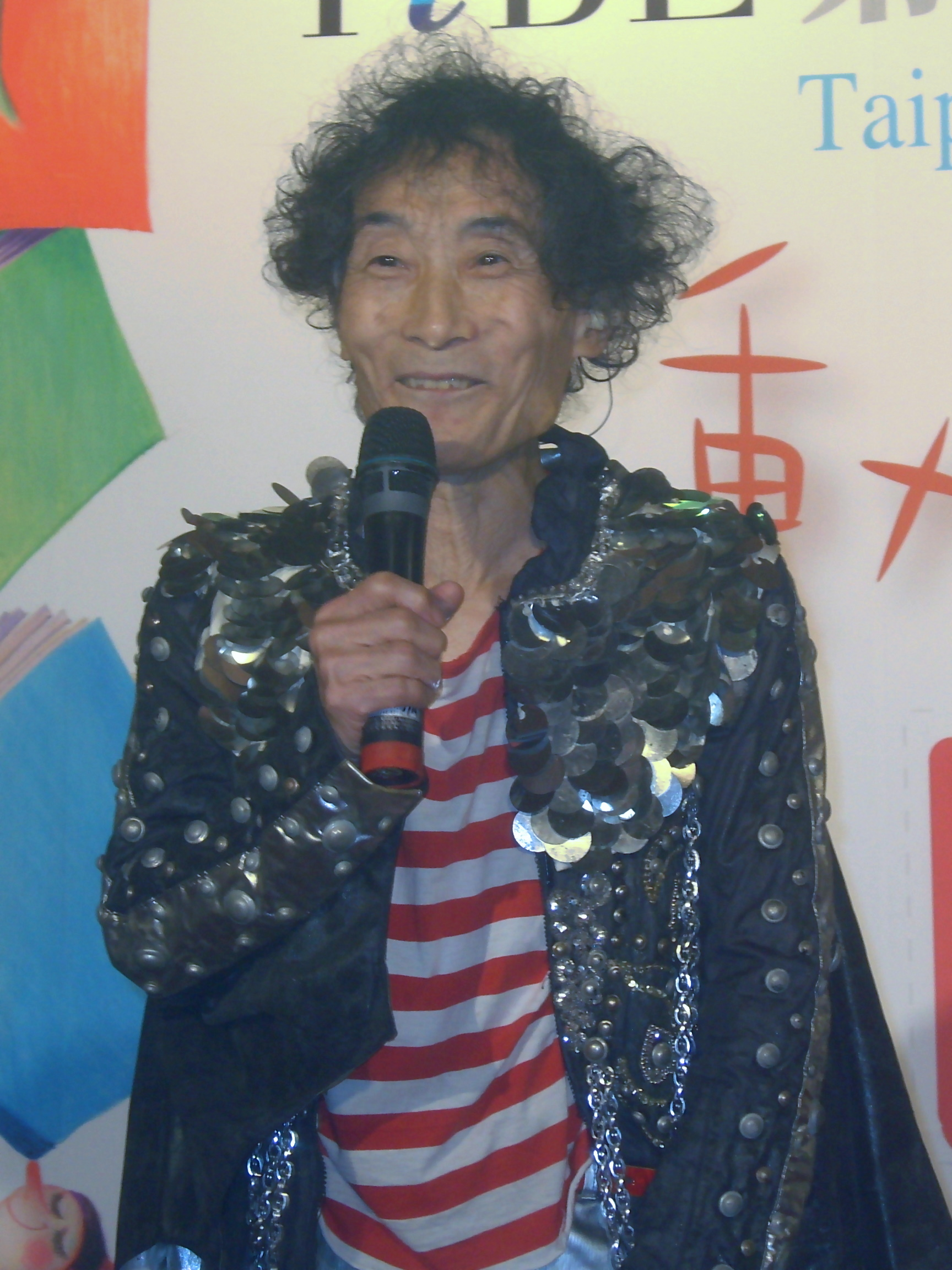
우메즈 카즈오

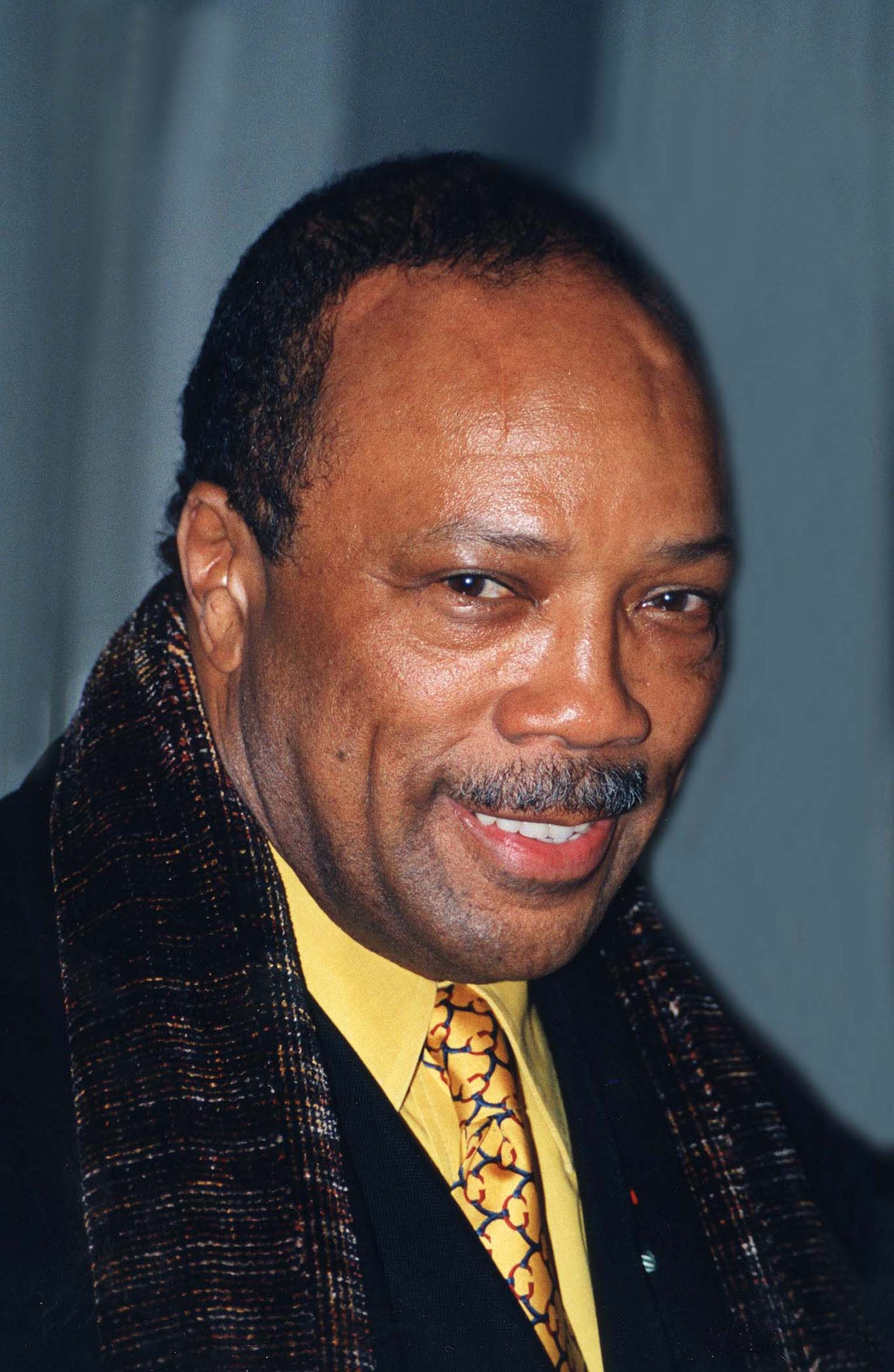
퀸시 존스

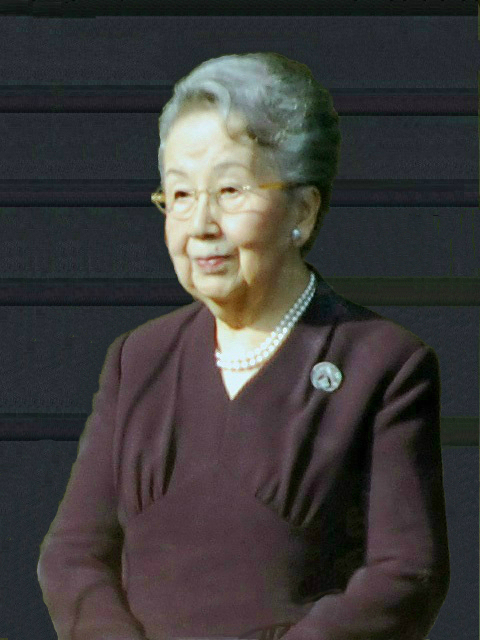
다카히토 친왕비 유리코

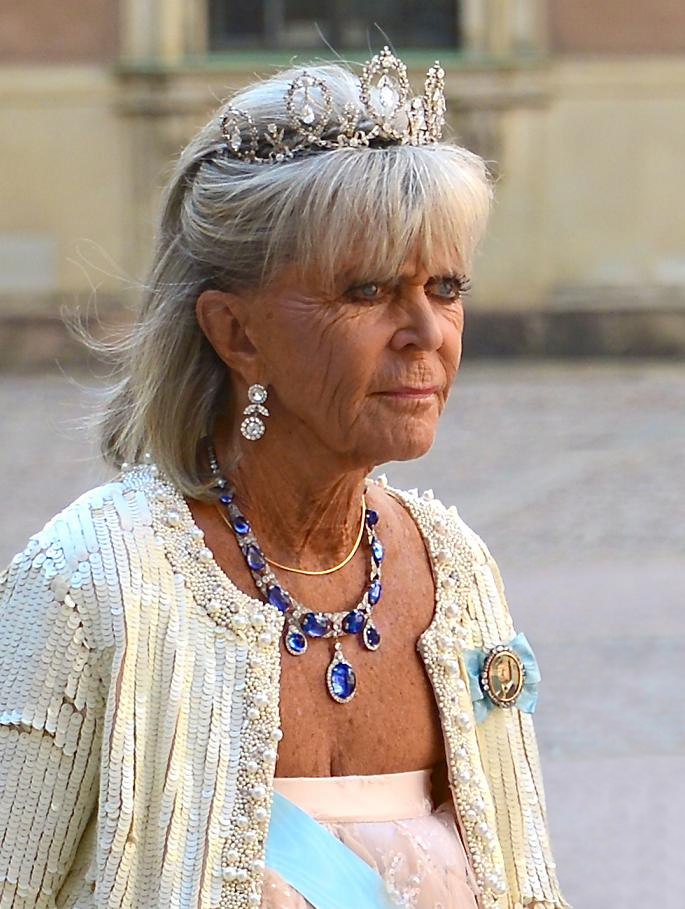
스웨덴 공주 비르지타

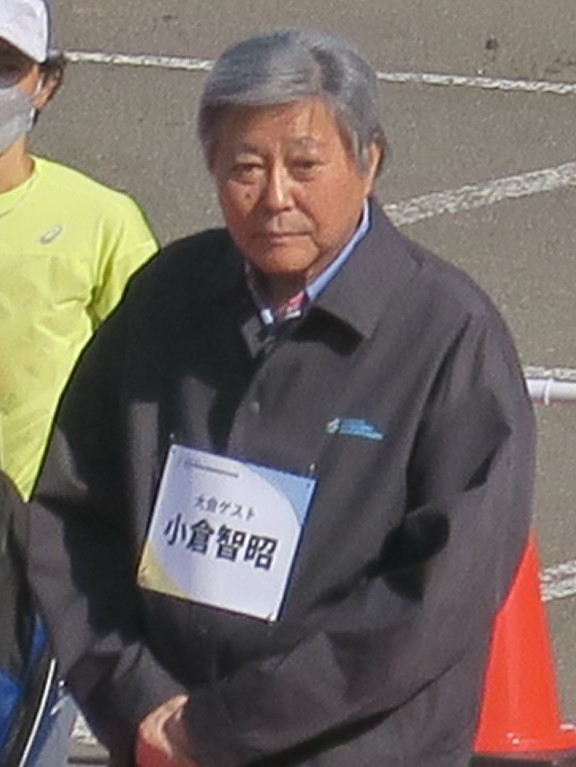
오구라 토모아키

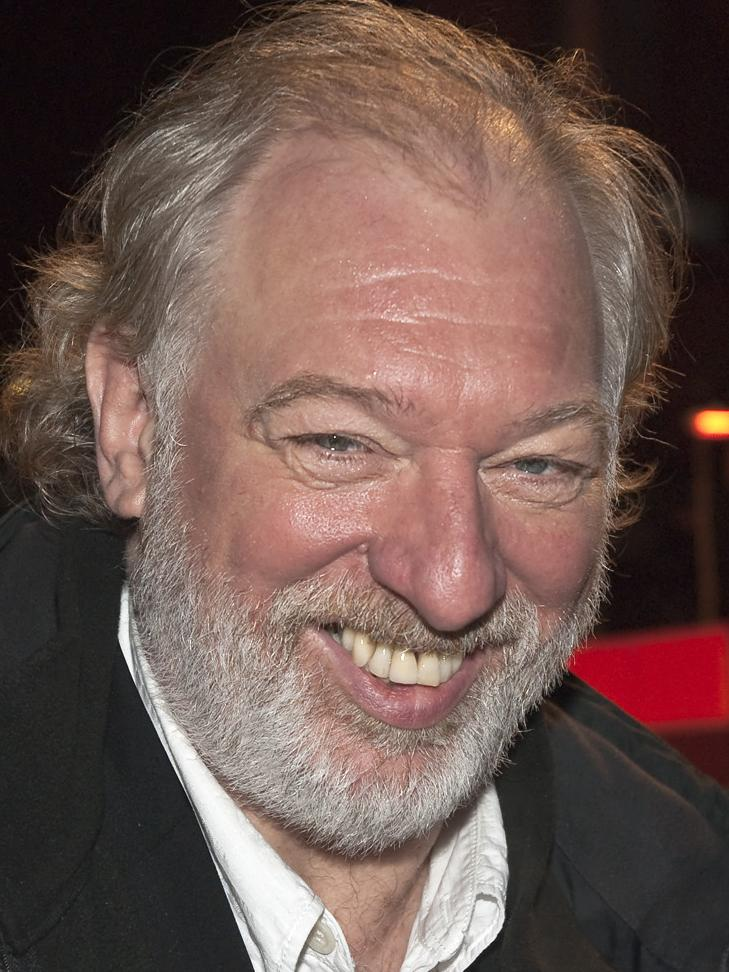
볼프강 베커

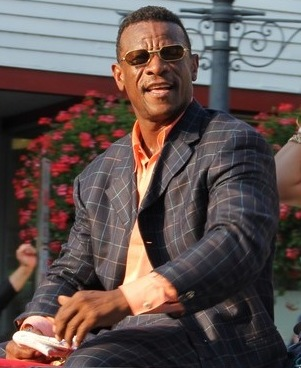
리키 헨더슨

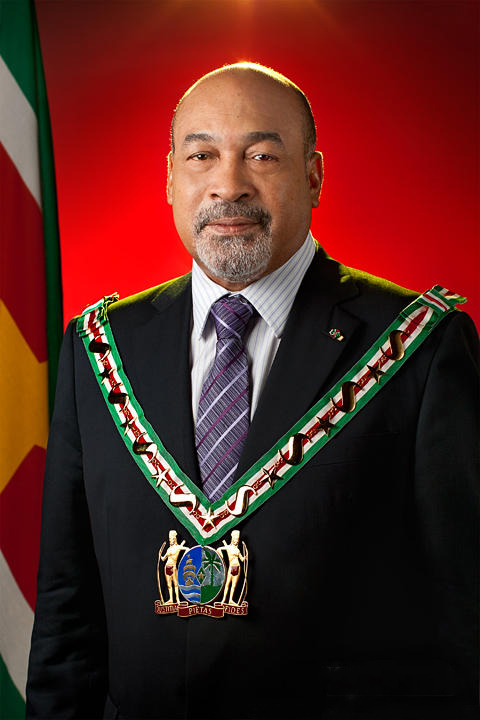
데시 바우테르서

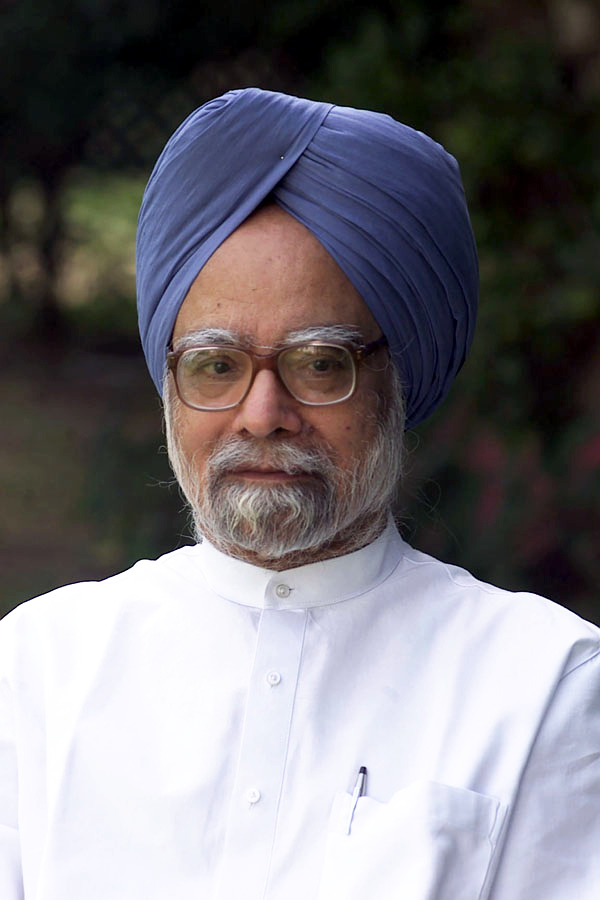
만모한 싱

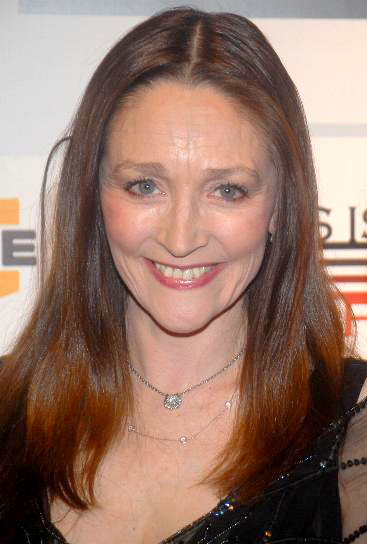
올리비아 핫세

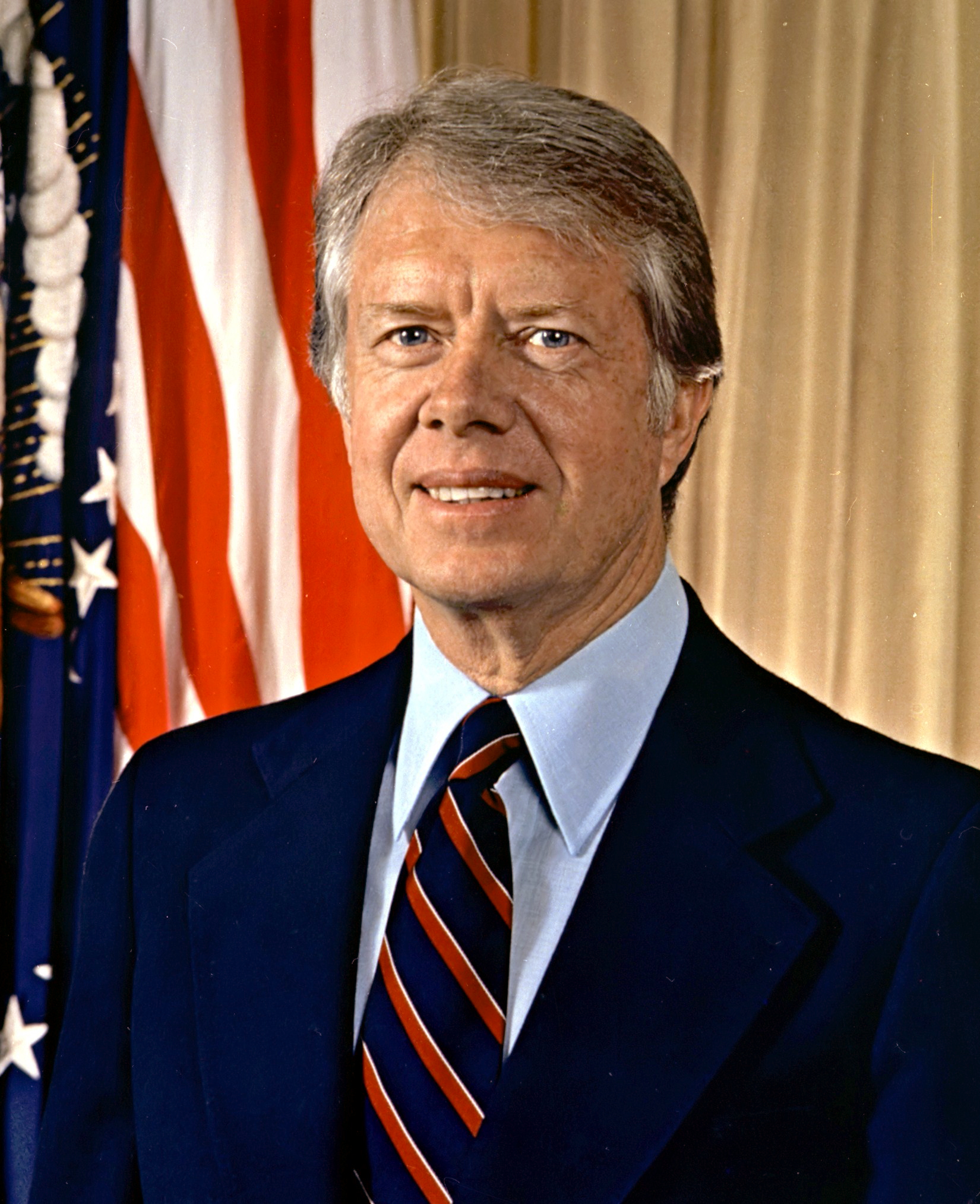
지미 카터

### 1월
- 1월 1일
  - 대한민국의 수석부위원장 김동관.
  - 스위스의 컴퓨터과학자 니클라우스 비르트.
  - 대만의 야구 선수 장즈자.
  - 대한민국의 교육인 정홍섭.
- 1월 4일
  - 대한민국의 교육인 고학찬.
  - 영국의 영화배우 글리니스 존스.
  - 미국의 영화배우 데이비드 솔.
  - 일본의 사진가 시노야마 기신.
  - 일본의 축구인 요코야마 도모노부.
  - 독일의 영화배우 크리스티안 올리버.
- 1월 5일
  - 잉글랜드의 가수 델 파머.
  - 브라질의 축구인 마리우 자갈루.
  - 대한민국의 바둑기사 장명한.
- 1월 7일
  - 대한민국의 정치인 국종남.
  - 독일의 축구선수 프란츠 베켄바워.
- 1월 8일
  - 우크라이나의 축구인 보흐단 셰르슌.
  - 멕시코의 영화배우 아단 칸토.
  - 벨기에의 축구인 프란스 얀선스.
- 1월 9일
  - 대한민국의 소설가 손용상.
  - 대한민국의 배구선수 최홍석.
- 1월 10일
  - 대한민국의 성우 성창수.
  - 미국의 게임디자이너 제넬 자퀘이스.
  - 미국의 판타지작가 테리 비슨.
  - 미국의 영화배우 티사 패로우.
- 1월 11일
  - 조선민주주의인민공화국의 정치인 김경옥.
  - 대한민국의 공학자 서정욱.
- 1월 12일
  - 대한민국의 기초단체장 강택상.
  - 미국의 영화배우 빌 헤이스.
- 1월 13일 - 체코의 영화배우 야나 흐라바초바.
- 1월 14일
  - 오스트레일리아의 축구인 스티븐 레이벗.
  - 스페인의 축구인 리카르도 알로스.
  - 오스트리아의 영화배우 엘리자베스 트리센나.
- 1월 15일
  - 대한민국의 아나운서 김승한.
  - 대만의 정치인 스밍더.
  - 대한민국의 교수 채경철.
- 1월 16일
  - 대한민국의 소설가 박일문.
  - 미국의 작곡가 피터 쉬켈.
- 1월 19일
  - 대한민국의 정치인 김용수.
  - 대한민국의 영화감독 이두용.
- 1월 20일
  - 캐나다의 영화감독 노먼 주이슨.
  - 조선민주주의인민공화국의 정치인 최태복.
- 1월 21일 - 대한민국의 법조인 이영욱.
- 1월 22일
  - 이탈리아의 축구인 루이지 리바.
  - 미국의 물리학자 아노 앨런 펜지어스.
  - 대한민국의 치의학자 한송.
- 1월 23일
  - 미국의 가수 멜러니 사프카.
  - 프랑스의 축구인 장 프티.
- 1월 24일 - 미국의 포로노배우 제시 제인.
- 1월 26일 - 미국의 야구 선수 지미 윌리엄스.
- 1월 28일
  - 대한민국의 법조인 강철구.
  - 대한민국의 언론인 이민희.
  - 대한민국의 기업인 이영호.
  - 대한민국의 가수 정선연.
  - 파나마의 축구 선수 루이스 테하다.
- 1월 29일
  - 대한민국의 정치인 김고성.
  - 일본의 테러리스트 기리시마 사토시.
  - 일본의 만화가 아시하라 히나코.
  - 이탈리아의 영화배우 산드라 밀로.
  - 대한민국의 법조인 이정우.
  - 대한민국의 교육자 조경식.
  - 팔레스타인의 소녀 힌드 라잡.
- 1월 30일 - 미국의 영화배우 치타 리베라.
- 1월 31일
  - 대한민국의 공무원 이균범.
  - 대한민국의 교수 최창조.

### 2월
- 2월 1일
  - 미국의 영화감독 마크 거스태프슨.
  - 프랑스의 장거리달리기선수 미셸 재지.
  - 일본의 레슬링인 아사히.
  - 미국의 영화배우 칼 웨더스.
- 2월 2일 - 미국의 영화배우 돈 머레이.
- 2월 3일 - 이탈리아의 왕위요구자 비토리오 에마누엘레 디 사보이아.
- 2월 4일
  - 나미비아의 제3대 대통령 하게 게인고브.
  - 중국의 작가 션룽.
  - 일본의 서예가 아베 요코.
  - 이탈리아의 축구인 자코모 로시.
  - 스웨덴의 축구인 쿠르트 함린.
- 2월 5일
  - 대한민국의 배우 김원배.
  - 대한민국의 영화배우 남궁원.
  - 미국의 싱어송라이터 토비 키스.
  - 네덜란드의 제46대 총리 드리스 판 아흐트.
  - 일본의 레슬링 선수 하나하라 쓰토무.
- 2월 6일
  - 스페인의 축구인 미겔 앙헬 곤살레스 수아레스.
  - 아일랜드의 정치인 존 브루턴.
  - 대한민국의 교육인 서영배.
  - 일본의 지휘자 오자와 세이지.
  - 칠레의 제34·36대 대통령 세바스티안 피녜라.
- 2월 9일 - 프랑스의 변호사 로베르 바댕테르.
- 2월 10일 - 탄자니아의 정치인 에드워드 로와사.
- 2월 11일
  - 독일의 의사 그레고르 웨닝.
  - 미국의 화학자 앨런 J. 바드.
  - 대한민국의 법조인 지익표.
  - 대한민국의 정치인 최운지.
  - 케냐의 마라톤 선수 켈빈 킵툼.
- 2월 12일
  - 일본의 기업인 야노 히로타케.
  - 대한민국의 정치인 정영석.
- 2월 13일
  - 캐나다의 유튜버 Twomad.
  - 대한민국의 화학자 장세헌.
- 2월 15일 - 미국의 포로노배우 캐그니 린 카터.
- 2월 16일
  - 러시아의 정치인 알렉세이 나발니.
  - 대한민국의 역사학자 박걸순.
  - 대한민국의 시사평론가 최영일.
- 2월 17일
  - 노르웨이의 사회학자 요한 갈퉁.
  - 대한민국의 교수 이성진.
  - 소련의 레슬링 선수 레반 테디아슈빌리.
- 2월 18일
  - 대한민국의 목사 김명혁.
  - 미국의 생물학자 마이클 그룬스타인.
  - 대한민국의 외교관 박정호.
  - 대한민국의 정치인 좌승원.
  - 미국의 영화배우 토니 가니오스.
- 2월 20일
  - 대한민국의 가수 방실이.
  - 독일의 축구인 안드레아스 브레메.
  - 미국의 무용가 스티브 팩스턴.
  - 일본의 영화배우 야마모토 요코.
- 2월 21일
  - 미국의 생리학자 로제 기유맹.
  - 대한민국의 법조인 김영일.
  - 말레이시아의 정치인 압둘 타입 마흐무드.
  - 영국의 영화배우 존 사비던트.
  - 프랑스의 영화배우 미셸린 프레슬.
- 2월 22일
  - 미국의 슈퍼센티네리언 에디스 체카렐리.
  - 포르투갈의 축구선수 아르투르 조르즈.
- 2월 23일
  - 러시아의 변호사 뱌체슬라프 레베데프.
  - 대한민국의 작곡가 신사동호랭이.
  - 대한민국의 정치인 윤정희.
- 2월 24일
  - 대한민국의 사진가 권정호.
  - 대한민국의 법조인 김상원.
  - 대한민국의 레슬링 지도자 안광열.
  - 벨라루스의 레슬링 선수 드미트리 데벨카.
  - 북아일랜드의 축구 선수 크리스 니컬.
  - 캐나다의 배우 케네스 미첼.
- 2월 25일
  - 미국의 군인 애런 부슈널.
  - 대한민국의 영화감독 유상곤.
  - 중국의 음료업자 종칭허우.
- 2월 26일
  - 대한민국의 정치인 곽정현.
  - 잉글랜드의 은행가 제4대 로스차일드 남작 제이콥 로스차일드.
- 2월 27일
  - 미국의 우주비행사 리처드 H. 트룰리.
  - 대한민국의 작가 함섭.
- 2월 28일
  - 대한민국의 제36대 보건복지부장관 김모임.
  - 소련의 정치인 니콜라이 리시코프.
  - 대한민국의 의사 송수식.
  - 대한민국의 성우 안종국.
- 2월 29일
  - 캐나다의 제18대 총리 브라이언 멀로니.
  - 탄자니아의 제2대 대통령 알리 하산 므위니.
  - 대한민국의 기업인 채의숭.
  - 이탈리아의 영화배우 타비아니 형제.

### 3월
- 3월 1일
  - 미국의 패션디자이너 아이리스 아펠.
  - 대한민국의 배우 오현경.
  - 일본의 만화가 토리야마 아키라.
- 3월 2일
  - 미국의 블루스음악가 W. C. 클라크.
  - 대한민국의 성악가 나영수.
  - 필리핀의 영화배우 재클린 호세.
  - 대한민국의 정치인 황영하.
- 3월 3일
  - 미국의 야구선수 U. L. 워싱턴.
  - 미국의 농구인 밥 해리슨.
- 3월 4일
  - 일본의 성우 TARAKO.
  - 대한민국의 기업인 김재홍.
- 3월 7일
  - 대한민국의 제14대 대통령 배우자 손명순.
  - 미국의 가수 스티브 로런스.
- 3월 8일
  - 미국의 싱어송라이터 에릭 카먼.
  - 독일의 물리학자 허버트 크뢰머.
- 3월 9일 - 대한민국의 정치인 유천호.
- 3월 10일
  - 팔레스타인의 부사령관 마르완 이사.
  - 독일의 영화감독 퍼시 아들론.
  - 일본의 일러스트레이터 이노마타 무츠미.
- 3월 11일
  - 스웨덴의 도예가 리사 라슨.
  - 쿠바의 권투선수 에밀리오 코레아.
  - 미국의 변호사 폴 알렉산더.
- 3월 12일 - 미국의 예술가 민영순.
- 3월 13일
  - 프랑스의 군인 필리프 드골.
  - 이탈리아의 자동차디자이너 마르첼로 간디니.
  - 대한민국의 성악가 이규도.
- 3월 14일
  - 대한민국의 언론인 강영기.
  - 미국의 음악가 바이런 재니스.
  - 대한민국의 성우 이우리.
  - 일본의 영화배우 테라다 미노리.
  - 네덜란드의 생물학자 프란스 드 발.
- 3월 17일 - 대한민국의 정치인 서정화.
- 3월 18일
  - 대한민국의 언론인 이유상
  - 미국의 우주비행사 토머스 스태퍼드.
- 3월 19일 - 미국의 영화배우 M. 에멧 월시.
- 3월 20일 - 미국의 소설가 버너 빈지.
- 3월 23일
  - 대한민국의 교수 박갑수.
  - 이탈리아의 피아니스트 마우리치오 폴리니.
- 3월 24일 - 헝가리의 작곡가 외트뵈시 페테르.
- 3월 25일
  - 대한민국의 교수 지규만.
  - 독일의 영화배우 프리츠 웨퍼.
- 3월 26일
  - 독일의 육상선수 기셀라 비르케마이어.
  - 미국의 조각가 리처드 세라.
- 3월 27일
  - 미국의 정치인 조 리버먼.
  - 대한민국의 축구선수 최대식.
  - 미국의 심리학자 대니얼 카너먼.
- 3월 28일 - 중국의 소설가 마스투.
- 3월 29일
  - 미국의 영화배우 루이스 고셋 주니어.
  - 대한민국의 수학자 권경환.
  - 대한민국의 기업인 조석래.
- 3월 30일
  - 대한민국의 교육인 신좌섭.
  - 대한민국의 기업인 정장섭.
  - 미국의 영화배우 챈스 퍼도모.
- 3월 31일
  - 대한민국의 정치인 김영도.
  - 대한민국의 배우 남일우.
  - 미국의 영화배우 바버라 러시.
  - 대한민국의 기업인 이중길.

### 4월
- 4월 1일
  - 이란의 군인 모하마드 레자 자헤디.
  - 미국의 영화배우 조 플래허티.
- 4월 2일
  - 대한민국의 시인 오근영.
  - 미국의 소설가 존 시몬스 바스.
  - 프랑스의 소설가 마리즈 콩데.
  - 베네수엘라의 슈퍼센티네리언 후안 빈센테 페레스.
- 4월 3일
  - 헝가리의 축구인 뮐레르 샨도르.
  - 대한민국의 배우 송민형.
  - 영국의 영화배우 에이드리언 실러.
- 4월 4일 - 잉글랜드의 작가 린 레이드 뱅크스.
- 4월 5일
  - 대한민국의 식물학자 이병천.
  - 미국의 가수 C. J. 스네어
- 4월 6일 - 대한민국의 군인 유종철.
- 4월 7일
  - 대한민국의 정치인 김형태.
  - 대한민국의 교수 변인자.
  - 아일랜드의 축구선수 조 키니어.
- 4월 8일
  - 미국의 군인 랄프 퍼켓.
  - 영국의 물리학자 피터 힉스.
- 4월 9일
  - 소련의 우주인 블라디미르 악쇼노프.
  - 미국의 영화배우 패티 애스터.
- 4월 10일
  - 미국의 만화가 트리나 로빈스.
  - 미국의 미식축구 선수 O. J. 심슨
- 4월 11일
  - 대한민국의 가수 박보람.
  - 일본의 성우 무라마츠 야스오.
  - 일본의 스모선수 아케보노 다로.
  - 일본의 축구선수 우에키 시게하루.
  - 독일의 물리학자 페터 풀데.
- 4월 12일
  - 이탈리아의 패션디자이너 로베르토 카발리.
  - 체코슬로바키아의 원반던지기 선수 올가 피코토바.
  - 대한민국의 법조인 정성진.
- 4월 14일 - 대한민국의 연출가 전세권.
- 4월 15일
  - 대한민국의 정치인 반형식.
  - 대한민국의 정치인 이달호.
  - 대한민국의 정치인 조남호.
  - 독일의 축구 선수 베른트 횔첸바인.
- 4월 16일
  - 대한민국의 교수 서상룡.
  - 미국의 야구선수 칼 어스킨.
  - 브라질의 수학자 니우통 다 코스타.
- 4월 17일
  - 대한민국의 기업인 박세준.
  - 대한민국의 정치인 윤여훈.
- 4월 18일
  - 미국의 가수 맨디사.
  - 일본의 성우 야마모토 케이코.
  - 대한민국의 정치인 오세봉.
  - 대한민국의 언론인 홍세화.
- 4월 19일
  - 미국의 철학자 대니얼 데닛.
  - 시리아의 우주비행사 무함마드 파리스.
- 4월 20일
  - 대한민국의 생물학자 박상대.
  - 이탈리아의 영화배우 안토니오 캔타포라.
  - 영국의 지휘자 앤드루 데이비스.
  - 리투아니아의 제13대 총리 게디미나스 키르킬라스.
- 4월 21일
  - 미국의 싱어송라이터 챈 로메로.
  - 대한민국의 법조인 신귀섭.
  - 미국의 기업인 테리 앤더슨.
- 4월 22일
  - 대한민국의 정치인 김태룡.
  - 독일의 영화감독 미하엘 페어회벤.
- 4월 23일
  - 일본의 스키점프 선수 가사야 유키오.
  - 대한민국의 정치인 노재봉.
  - 미국의 전기기술자 로버트 H. 데나드.
  - 미국의 영화배우 테리 카터.
  - 베네수엘라의 권투선수 프란시스코 로드리게스.
  - 대한민국의 법조인 한대현.
- 4월 24일 - 대한민국의 금융인 연영규.
- 4월 25일
  - 대한민국의 정치인 김영미.
  - 대한민국의 군인 박승춘.
  - 프랑스의 영화감독 로랑 캉테.
- 4월 26일 - 대한민국의 영화감독 선우완.
- 4월 27일
  - 대한민국의 가수 장우.
  - 대한민국의 공무원 정종환.
  - 영국의 영화배우 브라이언 맥카디.
- 4월 29일
  - 영국의 정치인 앤드루 스터넬.
  - 프랑스의 근대5종선수 장 피에르 주디첼리.
  - 우크라이나의 축구선수 미하일로 포멘코.
- 4월 30일
  - 미국의 기타리스트 듀언 에디.
  - 미국의 소설가 폴 오스터.

### 5월
- 5월 1일
  - 대한민국의 군인 이종연.
  - 대한민국의 기업인 함태용.
- 5월 2일
  - 미국의 농구인 다리우스 모리스.
  - 네덜란드의 피겨스케이팅 선수 샤우크여 데이크스트라.
  - 동독의 군인 베르너 바인홀트.
  - 미국의 영화배우 수잔 버크너.
- 5월 3일 - 일본의 정치인 아이치 가즈오.
- 5월 4일
  - 대한민국의 연극인 임영웅.
  - 대한민국의 군인 정안호.
  - 일본의 영화배우 카라 주로.
  - 미국의 화가 프랭크 스텔라.
- 5월 5일
  - 아르헨티나의 축구선수 세사르 루이스 메노티.
  - 헝가리의 작가 케네즈 헤카 에텔카.
  - 잉글랜드의 영화배우 버나드 힐.
- 5월 6일 - 일본의 사업가 교고쿠 다카하루.
- 5월 7일
  - 조선민주주의인민공화국의 정치인 김기남.
  - 대한민국의 배우 남석훈.
  - 미국의 음악가 스티브 알비니.
- 5월 9일
  - 미국의 영화배우 로저 코먼.
  - 미국의 야구선수 숀 버로스.
  - 핀란드의 크로스컨트리 스키선수 토이니 포이스티.
- 5월 10일
  - 미국의 수학자 제임스 해리스 사이먼스.
  - 대한민국의 언론인 현제훈.
- 5월 11일
  - 미국의 영화배우 수잔 백클리니.
  - 미국의 군인 존 A. 위컴 주니어.
  - 대한민국의 경제학자 정창영.
- 5월 12일
  - 미국의 영화배우 마크 데이먼.
  - 미국의 색소폰연주자 데이비드 샌본.
- 5월 13일
  - 캐나다의 소설가 앨리스 먼로.
  - 대한민국의 수학강사 삽자루.
- 5월 14일 - 대한민국의 언어학자 장석진.
- 5월 16일
  - 대한민국의 정치인 박명서.
  - 미국의 영화배우 대브니 콜먼.
- 5월 17일
  - 미국의 군인 버드 앤더슨.
  - 일본의 성우 우메즈 히데유키.
- 5월 18일 - 미국의 역학자 피터 벅스턴.
- 5월 19일
  - 이란의 제8대 대통령 에브라힘 라이시.
  - 이란의 외무장관 호세인 아미르압돌라히안.
- 5월 20일
  - 일본의 성우 마스야마 에이코
  - 대한민국의 언론인 서양원
  - 독일의 축구인 카를하인츠 슈넬링거.
- 5월 22일
  - 미국의 영화배우 대릴 히크먼.
  - 대한민국의 시인 성춘복
  - 대한민국의 시인 신경림.
  - 대한민국의 정치인 이장희.
- 5월 23일
  - 미국의 영화감독 모건 스펄록.
  - 대한민국의 디자이너 석금호.
- 5월 27일
  - 미국의 농구선수 빌 월튼.
  - 미국의 영화배우 엘리자베스 맥래.
- 5월 29일
  - 미국의 농구선수 래리 캐넌.
  - 독일의 권투선수 만프레드 볼케.
  - 대한민국의 언론인 한경석.
- 5월 30일 - 미국의 영화배우 톰 바우어.
- 5월 31일 - 캐나다의 연쇄살인범 로버트 픽턴.

### 6월
- 6월 1일 - 프랑스의 영화배우 필립 르로이.
- 6월 2일
  - 이스라엘의 정치인 다비드 레비.
  - 미국의 영화배우 재니스 페이지.
- 6월 3일
  - 대한민국의 바둑기사 노영하.
  - 독일의 신학자 위르겐 몰트만.
  - 대한민국의 정치인 박정열.
  - 오스트리아의 법조인 브리기테 비어라인.
  - 영국의 영화배우 윌리엄 러셀.
  - 대한민국의 축구인 이춘석.
- 6월 5일 - 일본의 생화학자 엔도 아키라.
- 6월 6일
  - 러시아의 수학자 세르게이 노비코프.
  - 일본의 건축가 마키 후미히코.
- 6월 7일
  - 콩고민주공화국의 축구선수 장카송고 반자.
  - 미국의 우주비행사 윌리엄 앤더스.
- 6월 8일
  - 일본의 만화가 사사야 나나에.
  - 미국의 농구인 쳇 워커.
- 6월 9일
  - 대한민국의 시인 김광림.
  - 미국의 컴퓨터과학자 린 콘웨이.
- 6월 10일
  - 대한민국의 정치인 박양수.
  - 말라위의 정치인 사울로스 칠리마.
- 6월 11일
  - 프랑스의 가수 프랑수아즈 아르디.
  - 중국의 항공우주과학자 왕용즈.
  - 미국의 영화배우 토니 로 비안코.
- 6월 12일
  - 소련의 우주비행사 뱌체슬라프 주도프.
  - 미국의 농구인 제리 웨스트.
  - 대한민국의 레이싱모델 이해른.
  - 대한민국의 기업인 정문술.
- 6월 15일 - 잉글랜드의 축구선수 케빈 캠벨.
- 6월 16일
  - 대한민국의 조각가 권경숙.
  - 미국의 육상선수 로버트 슐.
  - 중화인민공화국의 정치인 천정가오.
- 6월 17일 - 이탈리아의 군인 클라우디오 그라치아노.
- 6월 18일
  - 미국의 야구선수 윌리 메이스.
  - 프랑스의 영화배우 아누크 에메.
  - 미국의 싱어송라이터 제임스 챈스.
  - 우즈베키스탄의 외교관 비탈리 펜.
- 6월 19일 - 일본의 성우 미와 카츠에.
- 6월 20일
  - 대한민국의 정치인 문병하.
  - 캐나다의 영화배우 도널드 서덜랜드.
  - 일본의 권투선수 오기와라 치하루.
  - 미국의 영화배우 테일러 윌리.
- 6월 21일
  - 이라크의 군인 살라흐 아부드 마흐무드.
  - 대한민국의 배우 조학자.
  - 미국의 수필가 프레더릭 크루스.
- 6월 22일
  - 대한민국의 언론인 김춘길.
  - 아르메니아의 영화배우 랄라 므나차카냔.
  - 헝가리의 체조선수 코바치 피테르.
- 6월 25일
  - 대한민국의 연극연출가 김동수.
  - 대한민국의 교수 김영걸.
  - 대한민국의 정치인 김재윤.
  - 미국의 영화배우 빌 코브스.
  - 대한민국의 교육자 윤대원.
- 6월 26일
  - 일본의 영화배우 마츠노 타이키.
  - 독일의 물리학자 피터 암브루스터.
- 6월 27일
  - 카메룬의 축구선수 란드리 눈게모.
  - 미국의 영화배우 마틴 멀.
- 6월 28일 - 미국의 야구선수 올랜도 세페다.
- 6월 29일
  - 모로코의 국왕 랄라 라티파.
  - 중화인민공화국의 정치인 스핑.
  - 일본의 소설가 양석일.
  - 대한민국의 성악가 조민웅.
- 6월 30일
  - 대한민국의 법조인 고중석.
  - 중국의 배드민턴 선수 장즈제.
  - 프랑스의 체조 선수 에리크 푸자드.

### 7월
- 7월 1일
  - 미국의 영화감독 로버트 타운.
  - 알바니아의 소설가 이스마일 카다레.
- 7월 2일
  - 대한민국의 언론인 김용정.
  - 이탈리아의 축구인 코무나르도 니콜라이.
- 7월 4일 - 대한민국의 언론인 정광헌.
- 7월 5일
  - 미국의 영화프로듀서 존 랜다우.
  - 스웨덴의 생화학자 벵트 잉에마르 사무엘손.
- 7월 6일
  - 대한민국의 정치인 고승종.
  - 일본의 스모선수 기무라야마.
- 7월 9일 - 폴란드의 영화배우 예지 스투흐르.
- 7월 10일
  - 대한민국의 정치인 김두섭.
  - 미국의 우주비행사 조 엥글.
- 7월 11일 - 미국의 영화배우 셸리 듀발.
- 7월 12일
  - 일본의 성우 오하라 노리코.
  - 대한민국의 야구인 이병훈.
  - 대한민국의 정치인 이우재.
  - 중국의 물리화학자 장춘하오.
- 7월 13일
  - 미국의 영화배우 섀넌 도허티.
  - 미국의 영화배우 리처드 시먼스.
  - 미국의 영화배우 제임스 시킹.
  - 미국의 암살자 토머스 매슈 크룩스.
- 7월 14일 - 대한민국의 정치인 이훈.
- 7월 15일 - 대한민국의 가수 현철.
- 7월 16일
  - 대한민국의 교육인 백광익.
  - 대한민국의 기업인 연만희.
  - 미국의 농구선수 조 브라이언트.
- 7월 17일
  - 대한민국의 정치인 김현욱.
  - 홍콩의 영화배우 정페이페이.
- 7월 18일 - 미국의 영화배우 밥 뉴하트.
- 7월 19일
  - 말리의 음악가 투마니 디아바테.
  - 웨일스의 스누커선수 레이 리어던.
  - 미국의 인류학자 제임스 C. 스콧.
  - 이스라엘의 수학자 엘리야후 립스.
  - 베트남의 제10대 주석 응우옌푸쫑.
  - 우크라이나의 언어학자 이리나 파리온.
- 7월 20일
  - 대한민국의 교수 계명찬.
  - 브라질의 축구인 모아시르 로드리게스 산투스.
- 7월 21일 - 대한민국의 가수 김민기.
- 7월 22일
  - 영국의 싱어송라이터 존 메이올.
  - 대한민국의 코미디언 장두석.
- 7월 23일 - 오스트레일리아의 병리학자 로빈 워런.
- 7월 27일
  - 독일의 작곡가 볼프강 림.
  - 아일랜드의 소설가 에드나 오브라이언.
- 7월 28일 - 그리스의 왕자 그리스와 덴마크의 왕자 미하일.
- 7월 29일
  - 미국의 영화배우 로버트 바나스.
  - 폴란드의 육상인 유제프 슈미트.
  - 대한민국의 기업인 양승학.
  - 대한민국의 정치인 정종득.
- 7월 30일 - 대한민국의 목회자 이요나.
- 7월 31일
  - 대한민국의 소설가 송기원.
  - 이탈리아의 영화배우 로베르토 에를리츠카.
  - 팔레스타인의 정치인 이스마일 하니예.

### 8월
- 8월 1일
  - 잉글랜드의 축구인 크레이그 셰익스피어.
  - 대한민국의 교육자 윤오남.
  - 대한민국의 아나운서 조춘제.
- 8월 2일
  - 대한민국의 언론인 고광택.
  - 대한민국의 언론인 김영수.
- 8월 3일
  - 대한민국의 시인 안학수
  - 대한민국의 정치인 정동균.
  - 태국의 가수 플른 폼댄.
- 8월 4일 - 미국의 물리학자 리정다오.
- 8월 5일
  - 미국의 영화배우 찰스 사이퍼스.
  - 미국의 영화배우 패티 야스타케.
- 8월 6일 - 미국의 이론물리학자 제임스 비요르켄.
- 8월 7일 - 일본의 여성운동가 다나카 미쓰.
- 8월 8일
  - 미국의 영화배우 미치 매콜.
  - 대한민국의 정치인 양보윤.
- 8월 9일 - 미국의 기업인 수전 워치츠키.
- 8월 10일
  - 대한민국의 정치인 박권흠.
  - 대한민국의 만화평론가 손상익.
  - 대한민국의 조직폭력배 신상현.
  - 소련의 육상선수 갈리나 지비나.
- 8월 14일
  - 미국의 영화배우 제나 롤런즈.
  - 대한민국의 공무원 안응모.
  - 독일의 물리학자 헤르만 하켄.
- 8월 15일
  - 대한민국의 정치인 설송웅.
  - 미국의 영화배우 피터 마셜.
- 8월 17일 - 대한민국의 정치인 박지원.
- 8월 18일
  - 프랑스의 영화배우 알랭 들롱.
  - 폴란드의 축구인 프란치셰크 스무다.
- 8월 19일 - 스페인의 슈퍼센티네리언 마리아 브라냐스 모레라.
- 8월 20일
  - 일본의 정치인 미조구치 젠비.
  - 대한민국의 교수 임청.
  - 미국의 농구인 앨 애틀리스.
  - 일본의 성우 타나카 아츠코.
- 8월 21일
  - 대한민국의 정치인 금진호.
  - 대한민국의 법조인 박준서.
  - 미국의 영화배우 존 에이모스.
  - 스페인의 축구인 프란시스코 가르시아 고메스.
- 8월 22일 - 대한민국의 프로듀서 이주형.
- 8월 23일 - 프랑스의 가수 카트린 리베이로.
- 8월 24일
  - 독일의 축구인 크리스토프 다움.
  - 자메이카의 육상선수 조지 로든.
- 8월 25일 - 대한민국의 배우 오승명.
- 8월 26일
  - 스웨덴의 축구인 스벤예란 에릭손.
  - 이집트의 법학자 나빌 엘아라비.
  - 미국의 프로레슬링선수 시드 유디.
- 8월 27일
  - 독일의 슈퍼센티네리언 샤를로테 크레치만.
  - 일본의 탁구선수 야마이즈미 카즈코.
- 8월 28일 - 대한민국의 정치인 최각규.
- 8월 29일
  - 미국의 아이스하키선수 조니 고드로.
  - 대한민국의 만화가 윤준환.
  - 서독의 육상선수 쿠르트 벤틀린.
- 8월 30일
  - 대한민국의 금융인 위성복.
  - 리투아니아의 수영선수 로베르타스 줄파.
  - 뉴질랜드의 제7대 마오리 국왕 투헤이티아 파키.
- 8월 31일 - 동독의 노르딕복합스키선수 카를 하인츠 루크.

### 9월
- 9월 1일
  - 대한민국의 사회학자 김왕식.
  - 코트디부아르의 축구인 솔 밤바.
  - 홍콩의 영화배우 서소강.
  - 일본의 탁구선수 쓰노다 케이스케.
- 9월 2일
  - 소련의 레슬링선수 알렉산드르 메드베디.
  - 미국의 영화배우 제임스 대런.
- 9월 3일
  - 대한민국의 공무원 이주형.
  - 대한민국의 미술가 하태진.
- 9월 4일 - 세르비아의 작가 보라 도르제비치.
- 9월 5일
  - 미국의 래퍼 리치 호미 콴.
  - 브라질의 음악가 세르지우 멘지스.
  - 대한민국의 언론인 조일근.
  - 우간다의 마라톤선수 리베카 체프테게이.
- 9월 6일
  - 독일의 예술가 레베카 호른.
  - 미국의 작사가 윌 제닝스.
- 9월 8일
  - 일본의 성우 시노하라 에미.
  - 미국의 야구선수 에드 크레인풀.
  - 중국의 작가 톄류.
- 9월 9일
  - 프랑스의 가수 캐터리나 발렌트.
  - 미국의 영화배우 제임스 얼 존스.
  - 미국의 만화가 존 캐서데이.
- 9월 10일
  - 미국의 발레단 미켈라 드프린스.
  - 미국의 정치인 짐 새서.
- 9월 11일
  - 대한민국의 방송인 강영숙.
  - 이집트의 축구인 에하브 갈랄.
  - 대한민국의 정치인 정재문.
  - 미국의 영화배우 채드 맥퀸.
  - 네덜란드의 화가 피터 클라쇼스트.
  - 페루의 제54대 대통령 알베르토 후지모리.
- 9월 12일 - 미크로네시아 연방의 제3대 대통령 존 하글렐감.
- 9월 13일
  - 미국의 소설가 메리 맥패든.
  - 일본의 정치인 소노베 이츠오.
  - 대한민국의 모델 신해리.
- 9월 14일
  - 미국의 육상선수 오티스 데이비스
  - 대한민국의 탁구선수 임태희.
  - 쿠웨이트의 정치인 자베르 알무바라크 알하마드 알사바.
- 9월 15일
  - 대한민국의 기상캐스터 김동완.
  - 대한민국의 정치인 남재희.
  - 레바논의 소설가 일라이어스 코리.
  - 대한민국의 기상캐스터 오요안나.
  - 미국의 음악가 티토 잭슨.
  - 대한민국의 정치인 조경목.
- 9월 16일
  - 중국의 고위지도자 쑹빈빈.
  - 일본의 배구선수 아라키다 유코.
  - 일본의 사진가 호소에 에이코.
- 9월 17일
  - 미국의 소설가 넬슨 드밀.
  - 미국의 싱어송라이터 J. D. 사우더.
- 9월 18일 - 이탈리아의 축구인 살바토레 스킬라치.
- 9월 19일 - 대한민국의 정치인 박동선.
- 9월 20일
  - 대한민국의 기업인 김선구.
  - 미국의 정치인 대니얼 J. 에반스.
  - 일본의 싱어송라이터 사유리.
  - 미국의 영화배우 캐서린 그랜트.
  - 일본의 문예평론가 후쿠다 가즈야.
- 9월 21일 - 미국의 색소폰연주자 베니 골슨.
- 9월 22일
  - 대한민국의 정치인 박희부.
  - 대한민국의 사회운동가 장기표.
  - 미국의 문학평론가 프레드릭 제임슨.
- 9월 24일 - 세네갈의 정치인 아마두 마흐타르 엠보우.
- 9월 25일
  - 소련의 영화배우 로만 마댜노프.
  - 대한민국의 농구인 박승일.
- 9월 26일 - 미국의 영화배우 존 애슈턴.
- 9월 27일
  - 대한민국의 가수 김용만.
  - 레바논의 정치인 하산 나스랄라.
  - 영국의 영화배우 매기 스미스.
- 9월 28일
  - 미국의 정치인 윈필드 던.
  - 대한민국의 법조인 최광률.
  - 미국의 싱어송라이터 크리스 크리스토퍼슨.
  - 미국의 영화배우 드레이크 허지스틴.
- 9월 29일
  - 일본의 성우 오오야마 노부요
  - 미국의 영화배우 론 엘리.
  - 대한민국의 영화배우 전숙.
  - 미국의 수학자 리처드 S. 해밀턴.
- 9월 30일
  - 미국의 영화배우 가빈 크릴.
  - 대한민국의 정치인 김판수.
  - 미국의 야구인 피트 로즈.
  - 미국의 농구인 디켐베 무톰보.
  - 대한민국의 배우 박지아.
  - 미국의 영화배우 켄 페이지.

### 10월
- 10월 1일 - 대한민국의 기업인 이대봉.
- 10월 2일 - 대한민국의 경찰학자 전대양.
- 10월 3일
  - 대한민국의 체육인 강원식
  - 프랑스의 영회감독 미셸 블랑.
- 10월 4일
  - 대한민국의 정치인 백영기.
  - 대한민국의 정치인 육미선.
  - 일본의 요리사 하토리 유키오.
- 10월 5일
  - 러시아의 사회운동가 일다르 다딘.
  - 미국의 생화학자 브루스 에임스.
  - 미국의 소설가 로버트 쿠버.
  - 대한민국의 교육인 정희경.
- 10월 6일 - 네덜란드의 축구인 요한 네이스컨스.
- 10월 7일
  - 중화민국의 영화배우 왕젠민.
  - 버마의 정치인 조 민 마웅.
  - 미국의 영화배우 니컬러스 프라이어.
- 10월 8일
  - 쿠바의 야구인 루이스 티안트.
  - 중화인민공화국의 정치인 우방궈.
  - 미국의 정치인 팀 존슨.
- 10월 9일
  - 인도의 산업가 라탄 타타.
  - 핀란드의 지휘자 레이프 세게르스탐.
  - 독일의 축구인 디터 부르덴스키.
  - 그리스의 축구인 조지 볼독.
- 10월 10일 - 미국의 인권옹호자 에델 케네디.
- 10월 12일
  - 스코틀랜드의 정치인 앨릭스 새먼드.
  - 미국의 래퍼 카.
- 10월 13일 - 대한민국의 배우 권성덕.
- 10월 14일
  - 일본의 아동문학가 나카가와 리에코.
  - 대한민국의 소설가 박혜강.
  - 미국의 심리학자 필립 짐바르도.
- 10월 15일 - 미국의 컴퓨터과학자 E. 앨런 에머슨.
- 10월 16일
  - 대한민국의 성악가 박세원.
  - 팔레스타인의 정치인 야흐야 신와르.
  - 잉글랜드의 가수 리엄 페인.
- 10월 17일
  - 미국의 영화배우 미치 게이너.
  - 일본의 영화배우 니시다 토시유키.
- 10월 18일
  - 프랑스의 군인 미셸 로크주프레.
  - 미국의 내분비학자 앤드루 섈리.
- 10월 19일
  - 대한민국의 문학평론가 김양수.
  - 대한민국의 언론인 김주철.
- 10월 20일
  - 대한민국의 성악가 박노경.
  - 중국의 고생물학자 둥즈밍.
  - 튀르키예의 평화운동가 펫훌라흐 귈렌.
- 10월 21일
  - 잉글랜드의 싱어송라이터 폴 디애노.
  - 대한민국의 금융인 서상록.
  - 프랑스의 영화배우 크리스틴 보이슨.
- 10월 22일
  - 대한민국의 정치인 고진화.
  - 페루의 신학자 구스타보 구티에레스.
  - 미국의 야구인 페르난도 발렌수엘라.
  - 동독의 육상선수 안넬리 에르하르트.
  - 미국의 슈퍼센티네리언 엘리자베스 프랜시스.
- 10월 23일
  - 대한민국의 정치인 이상득.
  - 미국의 영화배우 잭 존스.
  - 미국의 물리학자 리언 쿠퍼.
- 10월 24일 - 폴란드의 영화배우 야드비가 바란스카.
- 10월 25일
  - 대한민국의 배우 김수미.
  - 미국의 음악가 필 레시.
- 10월 26일 - 일본의 연구자 이즈카 고조.
- 10월 27일
  - 대한민국의 법조인 김달식.
  - 대한민국의 정치인 송대윤.
- 10월 28일
  - 일본의 만화가 우메즈 카즈오.
  - 덴마크의 영화배우 울프 필고르.
- 10월 29일 - 미국의 영화배우 테리 가.
- 10월 30일
  - 대한민국의 정치인 문태갑.
  - 대한민국의 배구인 조혜정.

### 11월
- 11월 1일
  - 일본의 문학자 니시오 간지.
  - 대한민국의 기업인 이임택.
- 11월 2일
  - 미국의 영화배우 앨런 레이친스.
  - 대한민국의 법조인 서상홍.
  - 대한민국의 시인 이일향.
  - 대한민국의 기업인 장수홍.
  - 미국의 영화배우 조나단 하즈.
- 11월 3일
  - 대한민국의 정치인 김호진.
  - 미국의 음악가 퀸시 존스.
- 11월 4일
  - 미국의 밴드 밥 브라이어.
  - 스웨덴의 모델 키키 호칸손.
- 11월 5일 - 뉴질랜드의 육상선수 머리스 체임벌린.
- 11월 6일
  - 일본의 성우 키타 미치에.
  - 미국의 영화배우 토니 토드.
- 11월 8일
  - 대한민국의 고고학자 이난영.
  - 영국의 영화배우 준 스펜서.
- 11월 9일
  - 인도의 음악가 란 나라얀.
  - 일본의 레슬링선수 아라이 마사오.
  - 일본의 외교관 아오키 모리히사.
  - 대한민국의 법조인 이시윤.
  - 대한민국의 법조인 최영광.
- 11월 10일
  - 미국의 육상선수 댈러스 롱.
  - 대만의 평론가 장유화.
- 11월 12일
  - 일본의 스모선수 기타노후지 가쓰아키.
  - 중화인민공화국의 군인 량광례.
  - 덴마크의 영화배우 벤트 메이딩.
  - 대한민국의 배우 송재림.
  - 미국의 식물생물학자 조안 코리.
  - 미국의 컴퓨터과학자 토마스 E. 커츠.
- 11월 14일
  - 영국의 작곡가 피터 신필드.
  - 일본의 영화배우 히노 쇼헤이.
- 11월 15일 - 일본의 황족 다카히토 친왕비 유리코.
- 11월 17일
  - 대한민국의 독립운동가 오희옥.
  - 대한민국의 정치인 최재욱.
- 11월 18일
  - 미국의 농구선수 밥 러브.
  - 영국의 영화배우 콜린 피터슨.
- 11월 19일
  - 아르헨티나의 가수 그라시엘라 수사나.
  - 미국의 신학자 토니 캠폴로.
- 11월 20일
  - 영국의 제7대 부총리 존 프레스콧.
  - 독일의 언론인 우르줄라 하페르베크.
- 11월 21일 - 헝가리의 피겨스케이팅선수 케케시 안드레아.
- 11월 24일
  - 미국의 영화배우 헬렌 갤러거.
  - 잉글랜드의 교육자 앤드루 콜린 렌프루.
  - 캐나다의 중국학자 예자잉.
- 11월 25일
  - 미국의 영화배우 얼 홀리먼.
  - 대한민국의 정치인 이영권.
  - 영국의 슈퍼센티네리언 존 티니스우드.
- 11월 27일
  - 일본의 국제정치학자 이노구치 다카시.
  - 노르웨이의 인류학자 토마스 휠란 에릭센.
- 11월 28일 - 멕시코의 영화배우 실비아 피날.
- 11월 29일
  - 대한민국의 배우 박민재.
  - 대만의 정치인 젠자오둥.
  - 미국의 펜싱 선수 피터 웨스트브룩.

### 12월
- 12월 1일 - 프랑스의 영화배우 닐스 아레스트뤼프.
- 12월 2일
  - 오스트레일리아의 테니스 선수 닐 프레이저.
  - 대만의 싱어송라이터 류자창.
  - 루마니아의 축구인 헬무트 두카담.
- 12월 3일 - 대한민국의 정치인 송달용.
- 12월 4일
  - 대만의 작가 경요.
  - 스웨덴의 왕녀 스웨덴 공주 비르지타.
  - 일본의 정치인 오타 세이이치.
- 12월 6일
  - 일본의 영화배우 나카야마 미호.
  - 아일랜드의 가수 디키 록.
  - 짐바브웨의 정치인 펠레케젤라 음포코.
- 12월 7일 - 대한민국의 음악가 김홍탁.
- 12월 9일 - 일본의 아나운서 오구라 토모아키.
- 12월 10일 - 미국의 야구인 로키 콜라비토.
- 12월 11일 - 일본의 작곡가 마미야 미치오.
- 12월 12일
  - 대만의 국방장관 리톈위.
  - 대한민국의 외교관 박준우.
  - 독일의 영화감독 볼프강 베커.
  - 프랑스의 음악가 마르시알 솔랄.
  - 대한민국의 방송인 오창훈.
- 12월 13일
  - 아일랜드의 작가 찰스 핸디.
  - 미국의 역사학자 카터 에커트.
- 12월 14일 - 루마니아의 영화배우 미르체아 디아코누.
- 12월 15일
  - 대한민국의 정치인 김기형.
  - 인도의 음악가 자키르 후세인.
- 12월 16일
  - 미국의 농구인 딕 반 아스데일.
  - 미국의 노동경제학자 리처드 이스털린.
  - 보스니아 헤르체코비나의 군인 엔베르 하지하사노비치.
- 12월 17일
  - 미국의 언어학자 윌리엄 라보프.
  - 대한민국의 정치인 손세일.
  - 대한민국의 소설가 정아은.
  - 스페인의 영화배우 마리사 파레데스.
- 12월 18일
  - 독일의 육상선수 클라우스 볼퍼만.
  - 대한민국의 기업인 서동욱.
- 12월 20일
  - 대한민국의 정치인 박종우.
  - 미국의 야구인 리키 헨더슨.
- 12월 21일 - 미국의 영화배우 아트 에반스.
- 12월 22일 - 대한민국의 시사평론가 유창선.
- 12월 24일 - 수리남의 제8대 대통령 데시 바우테르서.
- 12월 25일 - 일본의 사업가 스즈키 오사무.
- 12월 26일
  - 미국의 래퍼 OG 마코.
  - 일본의 연쇄살인범 가케히 지사코.
  - 인도의 정치인 만모한 싱.
  - 미국의 신학자 존 캅.
- 12월 27일
  - 캐나다의 영화배우 데일 헤이든.
  - 미국의 영화감독 찰스 샤이어.
  - 잉글랜드의 영화배우 올리비아 핫세.
- 12월 28일 - 미국의 화학자 마르틴 카르플루스.
- 12월 29일
  - 미국의 영화배우 린다 래빈.
  - 러시아의 축구인, 군인 알렉세이 부가예프.
  - 대한민국의 소설가 송우혜.
  - 미국의 정치인, 제39대 대통령 지미 카터.
  - 대한민국의 피아니스트 한동일.
  - 일본의 슈퍼센티네리언 이토오카 토미코.
- 12월 30일
  - 대한민국의 정치인, 제15대 국회의장 김수한.
  - 페루의 축구인 우고 소틸.
  - 스코틀랜드의 화학자 프레이저 스토더트.
- 12월 31일
  - 대한민국의 정치인 김유진.
  - 에스토니아의 정치인, 제3대 대통령 아르놀드 뤼텔.

## 노벨상
- 경제학상: 다론 아제모을루/사이먼 존슨/제임스 A. 로빈슨
- 문학상: 한강
- 물리학상: 존 홉필드/제프리 힌턴
- 생리의학상: 빅터 앰브로스/게리 러브컨
- 평화상: 일본원수폭피해자단체협의회
- 화학상: 데이비드 베이커/데미스 허사비스/존 M. 점퍼

## 달력
| 1월 |    |    |    |    |    |    |
| 일  | 월 | 화 | 수 | 목 | 금 | 토 |
|     | 1  | 2  | 3  | 4  | 5  | 6  |
| 7   | 8  | 9  | 10 | 11 | 12 | 13 |
| 14  | 15 | 16 | 17 | 18 | 19 | 20 |
| 21  | 22 | 23 | 24 | 25 | 26 | 27 |
| 28  | 29 | 30 | 31 |    |    |    |

| 2월 |    |    |    |    |    |    |
| 일  | 월 | 화 | 수 | 목 | 금 | 토 |
|     |    |    |    | 1  | 2  | 3  |
| 4   | 5  | 6  | 7  | 8  | 9  | 10 |
| 11  | 12 | 13 | 14 | 15 | 16 | 17 |
| 18  | 19 | 20 | 21 | 22 | 23 | 24 |
| 25  | 26 | 27 | 28 | 29 |    |    |

| 3월 |    |    |    |    |    |    |
| 일  | 월 | 화 | 수 | 목 | 금 | 토 |
|     |    |    |    |    | 1  | 2  |
| 3   | 4  | 5  | 6  | 7  | 8  | 9  |
| 10  | 11 | 12 | 13 | 14 | 15 | 16 |
| 17  | 18 | 19 | 20 | 21 | 22 | 23 |
| 24  | 25 | 26 | 27 | 28 | 29 | 30 |
| 31  |    |    |    |    |    |    |

| 4월 |    |    |    |    |    |    |
| 일  | 월 | 화 | 수 | 목 | 금 | 토 |
|     | 1  | 2  | 3  | 4  | 5  | 6  |
| 7   | 8  | 9  | 10 | 11 | 12 | 13 |
| 14  | 15 | 16 | 17 | 18 | 19 | 20 |
| 21  | 22 | 23 | 24 | 25 | 26 | 27 |
| 28  | 29 | 30 |    |    |    |    |

| 5월 |    |    |    |    |    |    |
| 일  | 월 | 화 | 수 | 목 | 금 | 토 |
|     |    |    | 1  | 2  | 3  | 4  |
| 5   | 6  | 7  | 8  | 9  | 10 | 11 |
| 12  | 13 | 14 | 15 | 16 | 17 | 18 |
| 19  | 20 | 21 | 22 | 23 | 24 | 25 |
| 26  | 27 | 28 | 29 | 30 | 31 |    |

| 6월 |    |    |    |    |    |    |
| 일  | 월 | 화 | 수 | 목 | 금 | 토 |
|     |    |    |    |    |    | 1  |
| 2   | 3  | 4  | 5  | 6  | 7  | 8  |
| 9   | 10 | 11 | 12 | 13 | 14 | 15 |
| 16  | 17 | 18 | 19 | 20 | 21 | 22 |
| 23  | 24 | 25 | 26 | 27 | 28 | 29 |
| 30  |    |    |    |    |    |    |

| 7월 |    |    |    |    |    |    |
| 일  | 월 | 화 | 수 | 목 | 금 | 토 |
|     | 1  | 2  | 3  | 4  | 5  | 6  |
| 7   | 8  | 9  | 10 | 11 | 12 | 13 |
| 14  | 15 | 16 | 17 | 18 | 19 | 20 |
| 21  | 22 | 23 | 24 | 25 | 26 | 27 |
| 28  | 29 | 30 | 31 |    |    |    |

| 8월 |    |    |    |    |    |    |
| 일  | 월 | 화 | 수 | 목 | 금 | 토 |
|     |    |    |    | 1  | 2  | 3  |
| 4   | 5  | 6  | 7  | 8  | 9  | 10 |
| 11  | 12 | 13 | 14 | 15 | 16 | 17 |
| 18  | 19 | 20 | 21 | 22 | 23 | 24 |
| 25  | 26 | 27 | 28 | 29 | 30 | 31 |

| 9월 |    |    |    |    |    |    |
| 일  | 월 | 화 | 수 | 목 | 금 | 토 |
| 1   | 2  | 3  | 4  | 5  | 6  | 7  |
| 8   | 9  | 10 | 11 | 12 | 13 | 14 |
| 15  | 16 | 17 | 18 | 19 | 20 | 21 |
| 22  | 23 | 24 | 25 | 26 | 27 | 28 |
| 29  | 30 |    |    |    |    |    |

| 10월 |    |    |    |    |    |    |
| 일   | 월 | 화 | 수 | 목 | 금 | 토 |
|      |    | 1  | 2  | 3  | 4  | 5  |
| 6    | 7  | 8  | 9  | 10 | 11 | 12 |
| 13   | 14 | 15 | 16 | 17 | 18 | 19 |
| 20   | 21 | 22 | 23 | 24 | 25 | 26 |
| 27   | 28 | 29 | 30 | 31 |    |    |

| 11월 |    |    |    |    |    |    |
| 일   | 월 | 화 | 수 | 목 | 금 | 토 |
|      |    |    |    |    | 1  | 2  |
| 3    | 4  | 5  | 6  | 7  | 8  | 9  |
| 10   | 11 | 12 | 13 | 14 | 15 | 16 |
| 17   | 18 | 19 | 20 | 21 | 22 | 23 |
| 24   | 25 | 26 | 27 | 28 | 29 | 30 |

| 12월 |    |    |    |    |    |    |
| 일   | 월 | 화 | 수 | 목 | 금 | 토 |
| 1    | 2  | 3  | 4  | 5  | 6  | 7  |
| 8    | 9  | 10 | 11 | 12 | 13 | 14 |
| 15   | 16 | 17 | 18 | 19 | 20 | 21 |
| 22   | 23 | 24 | 25 | 26 | 27 | 28 |
| 29   | 30 | 31 |    |    |    |    |

### 음양력 대조 일람
| 음력월 | 월건 | 대소 | 음력 1일의 양력 월일 | 음력 1일 간지 |
| ------ | ---- | ---- | -------------------- | ------------- |
| 1월    | 병인 | 소   | 2월 10일             | 갑진          |
| 2월    | 정묘 | 대   | 3월 10일             | 계유          |
| 3월    | 무진 | 소   | 4월 9일              | 계묘          |
| 4월    | 기사 | 소   | 5월 8일              | 임신          |
| 5월    | 경오 | 대   | 6월 6일              | 신축          |
| 6월    | 신미 | 소   | 7월 6일              | 신미          |
| 7월    | 임신 | 대   | 8월 4일              | 경자          |
| 8월    | 계유 | 대   | 9월 3일              | 경오          |
| 9월    | 갑술 | 소   | 10월 3일             | 경자          |
| 10월   | 을해 | 대   | 11월 1일             | 기사          |
| 11월   | 병자 | 대   | 12월 1일             | 기해          |
| 12월   | 정축 | 소   | 12월 31일            | 기사          |

### 연휴
- 2023년 12월 30일 (토) ~ 1월 1일 (월) - 새해 첫날 연휴 (3일)
- 2월 9일 (금) ~ 2월 12일 (월) - 설날 연휴 (4일)
- 3월 1일 (금) ~ 3월 3일 (일) - 삼일절 연휴 (3일)
- 5월 1일 (수) ~ 5월 6일 (월) - 노동절·어린이날 징검다리 황금연휴 (6일)
- 6월 6일 (목) ~ 6월 9일 (일) - 현충일 징검다리 연휴 (4일)
- 8월 15일 (목) ~ 8월 18일 (일) - 광복절 징검다리 연휴 (4일)
- 9월 14일 (토) ~ 9월 18일 (수) - 추석 연휴 (5일)
- 9월 28일 (토) ~ 10월 9일 (수) - 국군의 날·개천절·한글날 징검다리 황금연휴 (12일)